# السياحة في إمارة أبو ظبي
إمارة أبو ظبي هي واحدة من الإمارات السبع المكونة لدولة الإمارات العربية المتحدة وأكبرهن مساحة، تضم الإمارة العديد من أماكن الجذب السياحية المناسبة للعائلات والأطفال، وقد عملت حكومة أبوظبي والمجلس التنفيذي للإمارة على وضع الخطط ومتابعة تنفيذها للإرتقاء بالخدمات المقدمة للسياح وتحويل الإمارة إلى وجهه سياحية عالمية. تعافت إمارة أبوظبي بشكل سريع من تداعيات فيروس كورونا وما سببه من إغلاق للمنشئات السياحية وتقليل أعداد الزوار، ولكن الجهود التي بذلتها حكومة أبوظبي لإعادة الحياة إلى مسارها الطبيعي عن طريق تلقيح السكان والقيام بفحوصات دورية للمقيمين والزائرين كان لها الأثر الكبير على تعافي القطاع السياحي بشكل سريع.

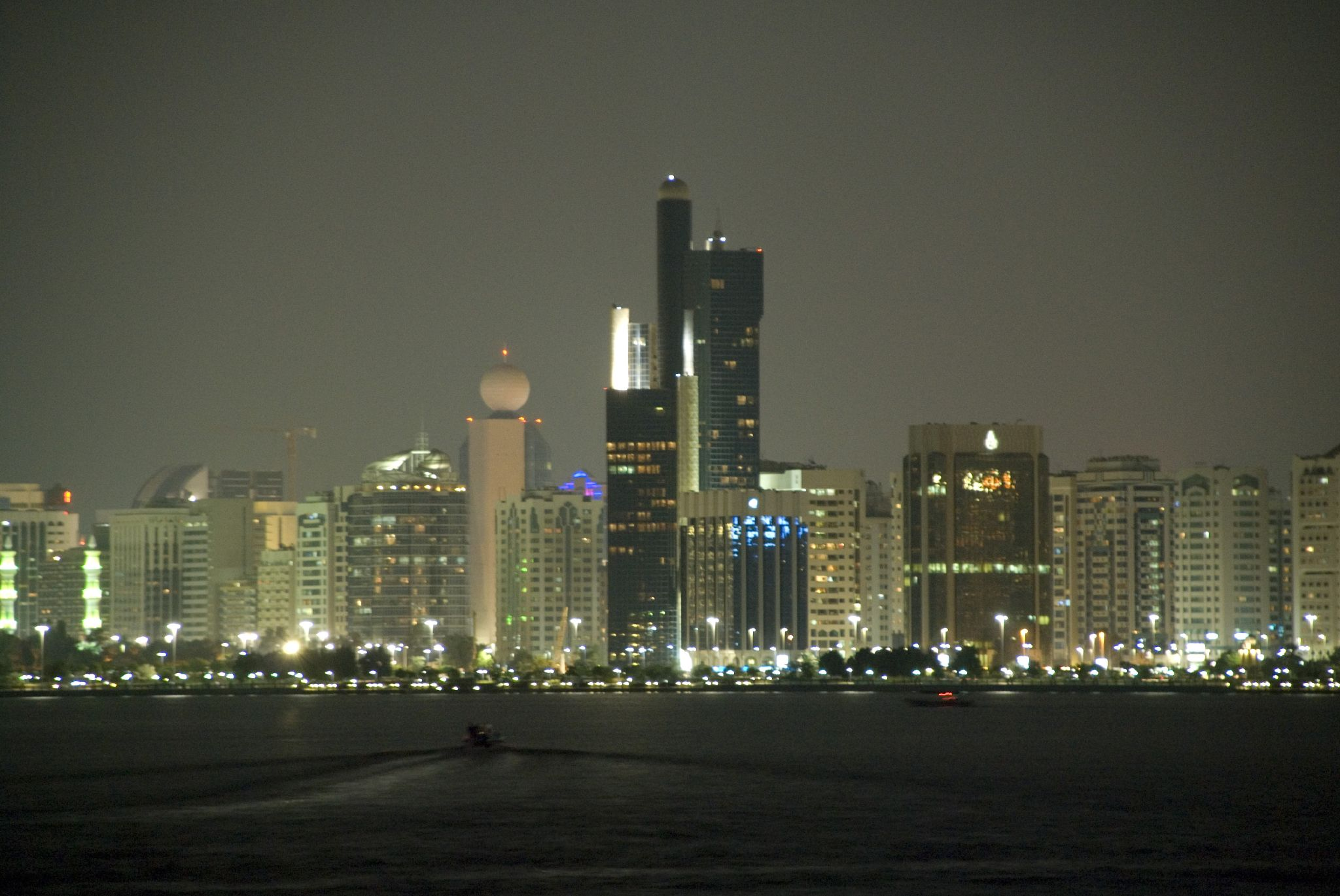
مدينة أبوظبي ليلا وتظهر فيها ناطحات السحاب.

كما احتلت مدينة أبوظبي في عام 2021 المركز الأول على مستوى العالم كأثر المدن أمانا للسياح متفوقة على العديد من المدن العالمية كمدينة مونتريال في كندا ومدينة ميونخ في ألمانيا  وينعم الجميع بمستوى عالي من الطمأنينة بسبب الجهود التي تبذلها وزارة الداخلية والشرطة في حفظ الأمن، إذ تعتبر الإعتداءات على السياح أو السرقة أو المضايقات سواءً في الأماكن العامة أو في وسائط النقل نادرة جدًا، مدينة أبوظبي مراقبة بعدد هائل من الكاميرات المنتشرة في كل مكان تقريبا من الشوارع إلى مداخل الفنادق إلى الشواطى العامة والحدائق وحتى في المطاعم والمقاهي ودور العبادة ووسائط النقل.
دخلت أبوظبي موسوعة غينيس بالعديد من الأرقام القياسية التي رسخت مكانة الإمارة على خريطة السياحة العالمية، ففي أبوظبي أكبر سجادة في العالم في مسجد الشيخ زايد الكبير، وفيها أيضا أكبر لوحة فسيفسائية في العالم في مدينة مصدر، وأكبر نفق هوائي للقفز الحر وأعلى جدار تسلق اصطناعي داخلي في العالم في جزيرة ياس. كما سجلت الإمارة رقمًا قياسيًا عالميًا كأسرع عملية هدم لإبراج مكونة من 144 طابق خلال مدة لا تتعدى عشر ثوان.
تعمل دائرة الثقافة والسياحة على تنظيم القطاع السياحي والثقافي لإمارة أبوظبي وتطويره عبر الترويج لإرثها الثقافي ومعالمها السياحية والطبيعية المتنوعة، فضلاً عن الخيارات الترفيهية العائلية التي توفرها لزوارها، مما يسهم في تعزيز مكانتها كوجهة سياحية عالمية متميزة ومستدامة، وتشرف الدائرة على تطوير إستراتيجية سياحية شاملة للإمارة بما ينعكس إيجاباً على المواطنين والمقيمين على أرضها وزوارها على حد سواء، وذلك من خلال دورها المتمثل في صياغة التشريعات والقوانين المتعلقة بالقطاع السياحي في إمارة أبوظبي، والمحافظة على إرثها الثقافي والتاريخي فضلاً عن استقطاب الاستثمارات المحلية والعالمية.

## المعالم السياحية
كورنيش أبوظبي

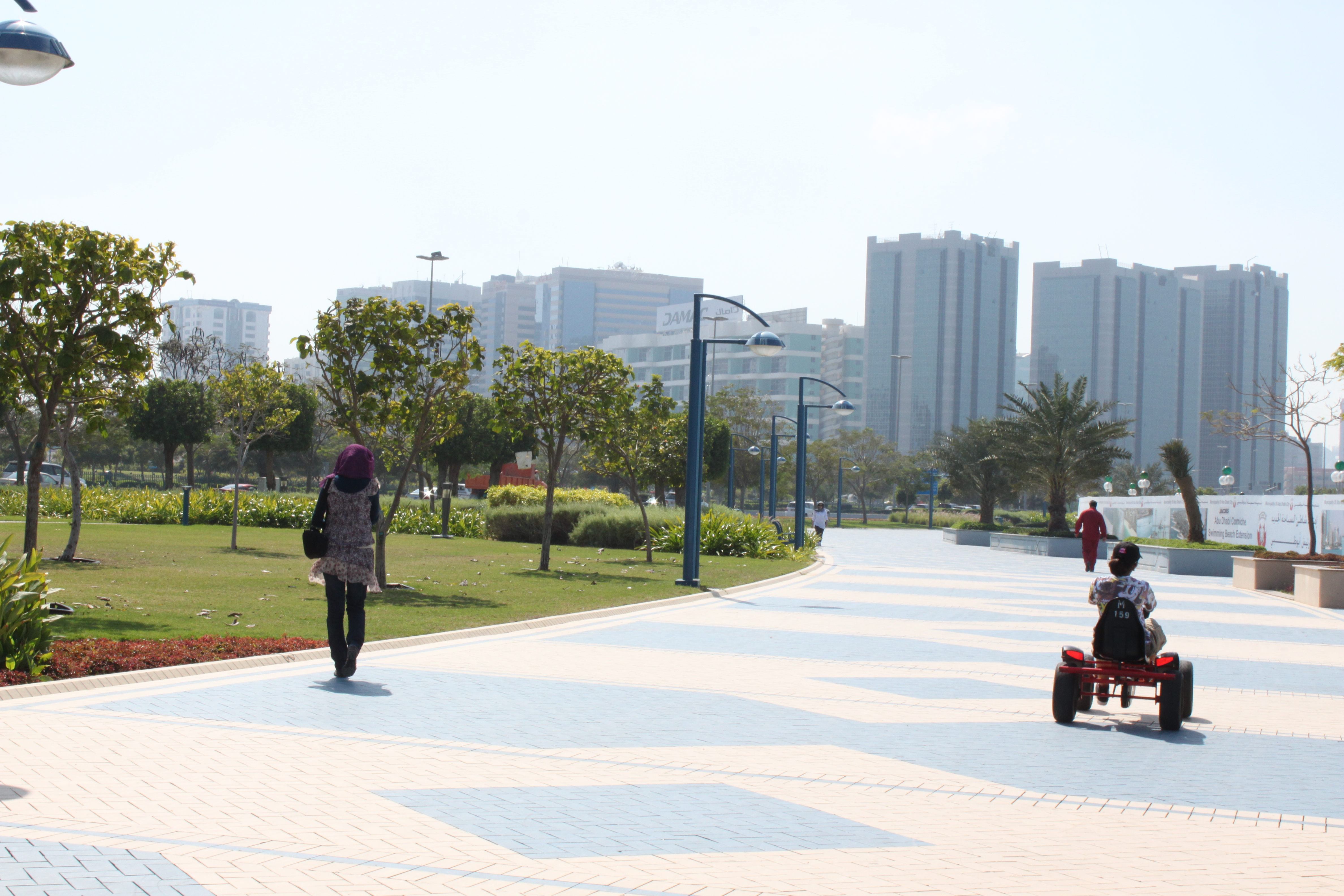
كورنيش أبوظبي المكان الأمثل لممارسة الرياضة وركوب الدراجات الهوائية.

يعتبر كورنيش أبوظبي الوجهة السياحية الأولى وأفضل معالم السياحة في المدينة ومتنفسًا لسكانها، يمتد الكورنيش على مسافة 8 كم ويضم العديد من المطاعم والمقاهي وممرات مخصصة للمشاة وأخرى للدراجات الهوائية وملاعب للاطفال بالإضافة إلى الشاطئ العام المسمى (شاطئ الكورنيش)، يقام سنويًا على كورنيش أبوظبي (مهرجان أم الإمارات) الذي يضم باقة واسعة من العروض والأنشطة الترفيهية وتجارب فنون الطهي والحفلات الموسيقية ويعرض العديد من المنتجات المصنعة محليًا. كما يعتبر كورنيش أبوظبي أحد أفضل الأماكن لمشاهدة عروض الألعاب النارية في إحتفلات رأس السنة الميلادية والإحتفالات التي تقام بمناسبة اليوم الوطني لدولة الإمارات الذي يوافق 2 ديسمبر من كل عام.
جامع الشيخ زايد الكبير
يُعد هذا الجامع أحد أكبر الجوامع في العالم ومن أضخم الأعمال المعمارية التي تمزج بين الديانة الإسلامية ومختلف ثقافات العالم. أمر الشيخ زايد بن سلطان آل نهيان مؤسس دولة الإمارات العربية المتحدة ببناء هذا الجامع لدمج مدارس العمارة الإسلامية المختلفة والاحتفاء بالتنوع الثقافي. عمل على تشييد الجامع مهندسون بريطانيون وإيطاليون وإماراتيون استوحوا أفكارهم من تركيا والمغرب وباكستان ومصر وغيرها من الدول الإسلامية فكانت النتيجة النهائية تحفة معمارية مبهرة.
ويُعدّ هذا الجامع من أروع الوجهات في الإمارة إذ يتميّز بأعمدة مزدانة بـ 1096 حجراً من الجمشت واليشب و 82 قبة يكسوها الرخام الأبيض وثريات مرصعة بكريستال السواروفسكي ومطلية بالذهب وفناء يحتضن واحدة من أعظم الأعمال الفنية المصنوعة من الفسيفساء والرخام في العالم. يضم جامع الشيخ زايد الكبير أيضًا أكبر سجادة يدوية الصنع في العالم والتي دخلت موسوعة غينيس كما تتدلّى في قاعة الصلاة الرئيسية واحدة من أكبر الثريات في العالم وكتب على القباب من الداخل آيات من القرآن بخط النسخ المطلية بورق الذهب. يقع في فناء المسجد أيضًا ضريح الشيخ زايد بن سلطان آل نهيان مؤسس دولة الإمارات العربية المتحدة وأول حاكم لها.

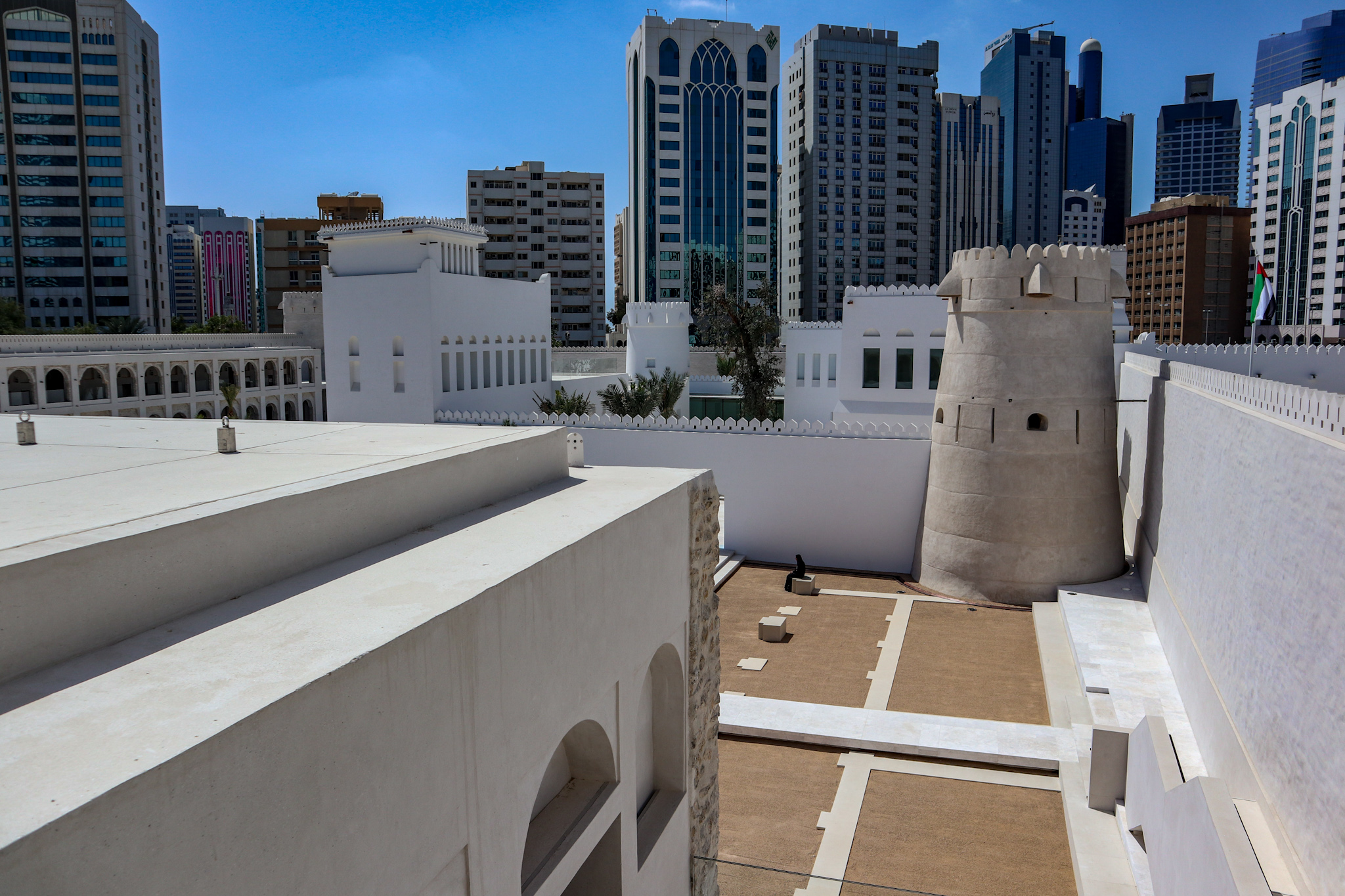
قصر الحصن

وهو أعرق وأقدم بناء تاريخي قائم في أبوظبي، يحتوي على أول هيكل معماري دائم في المدينة وهو برج المراقبة الذي بُني في تسعينيات القرن الثامن عشر لحماية طرق التجارة الساحلية لأبوظبي وحماية المجتمعات المتنامية على هذه الجزيرة.
يتألّف قصر الحصن من بنائين وهما: «الحصن الداخلي» ويعود تاريخ بنائه إلى العام 1795 تقريباً، و«القصر الخارجي» الذي بُني خلال الفترة 1939 - 1945. كان قصر الحصن على مدار السنين مقراً للحكم والأسرة الحاكمة وملتقىً للحكومة ومجلساً استشارياً وأرشيفاً وطنياً وتحول إلى متحف وطني في عام 2018 بعد أكثر من إحدى عشرة سنة من أعمال الترميم، حيث يبرز كرمز وطني يعكس تطور أبوظبي من منطقةٍ لاستقرار قبائل بني ياس التي اعتمدت على صيد السمك واللؤلؤ في القرن الثامن عشر إلى واحدة من أروع المدن العالمية الحديثة، محتضنا في أروقته مجموعة من القطع الأثرية والمواد الأرشيفية التي يعود تاريخها إلى 6000 سنة قبل الميلاد.
قرية التراث
القرية التراثية هي واحدة من أهم معالم الجذب الثقافية، أقيمت على مساحة 16 ألفاً و 800 متر مربع لتجسد الإرث الحضاري والثقافي للإمارات قديماً، حيث تعكس حياة الأسلاف عبر مختلف البيئات والظروف التي عاشوا فيها. افتتحت القرية التراثية عام 2001 للحفاظ على التراث العربي الأصيل وتطويره.

باستطاعة السياح والزوار التجول في قرية التراث والتعرف على الحضارة الثقافية القديمة حيث توجد العديد من الصناعات الحرفية واليدوية والتقليدية، بالإضافة إلى زيارة متحف القرية الذي يعرض كل ما كان يرتبط بتلك الحياة من أدوات ومستلزمات، يوجد بناء على شكل قلعة أثرية تزيد مساحته عن 500 متر مربع تعرض فيه الأدوات الزراعية وأدوات صيد اللؤلؤ ودلال القهوة العربية والأزياء الفلكلورية والحلي، كما يوجد عدد من نسخ القرآن مكتوبة بخط اليد، ومجموعات من المسكوكات الإسلامية الفضية والبرونزية والورقية.

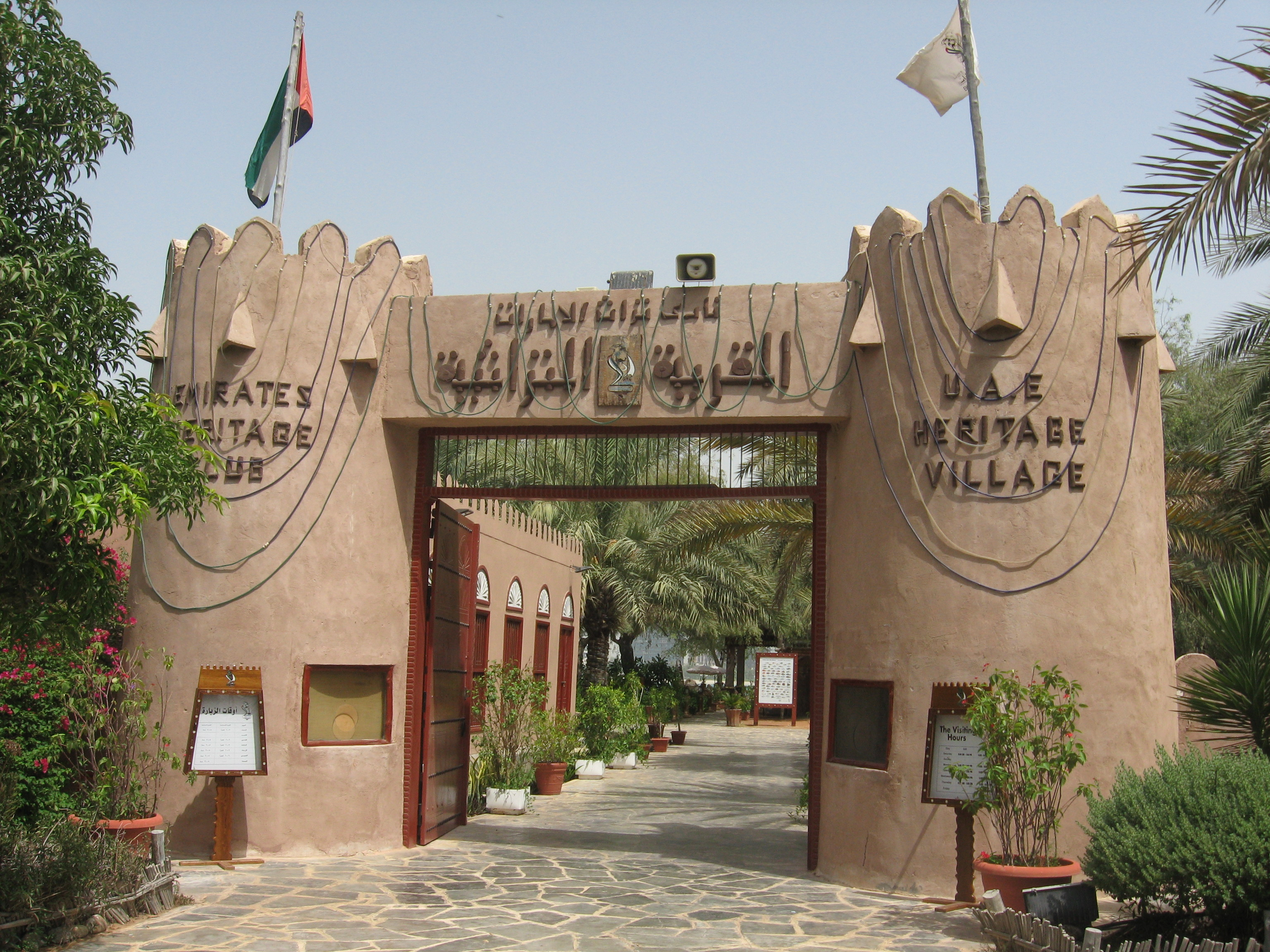
مدخل قرية التراث.

يمكن الاستمتاع بطعم المأكولات العربية القديمة في مطعم داخل القرية التراثية وتذوق القهوة بأصولها على الجمر الأحمر، كما بإمكان الزوار حضور المهرجان التراثي الأسبوعي كتقليد مستمر يقدم بالمجان للزائر ويقدم عروض ترفيهية منوّعة.
حديقة الإمارات للحيوانات
تعتبر حديقة حيوانات أبوظبي واحدة من أجمل أماكن السياحة في أبوظبي وتبرز أهميتها كحاضنة لأكبر عدد من الحيوانات في المنطقة بالإضافة لكونها متنزه ترفيهي مميز للعائلة والأسرة، مما جعلها مقصداً لما يقارب حوالي نصف مليون زائر سنوياً من جميع أنحاء العالم، تتميز الحديقة بأجواءها الأفريقية الساحرة الشبيهة بحياة الأدغال وتحتضن في داخلها ما يقارب 1700 نوع من الحيوانات المختلفة من بينها فصائل لحيوانات نادرة مثل النمور البيضاء والدب السيبري وغيرها الكثير من الأنواع، وتوفر الحديقة لزوارها الكثير من العروض الترفيهية الحية مثل عروض أفيال السرك والزرافات والدلافين والفقمات مع إمكانية السباحة معها ومداعبتها وإطعامها مما يجعلها من أكثر الأماكن الترفيهية في أبوظبي شعبيةً وجمالاً.

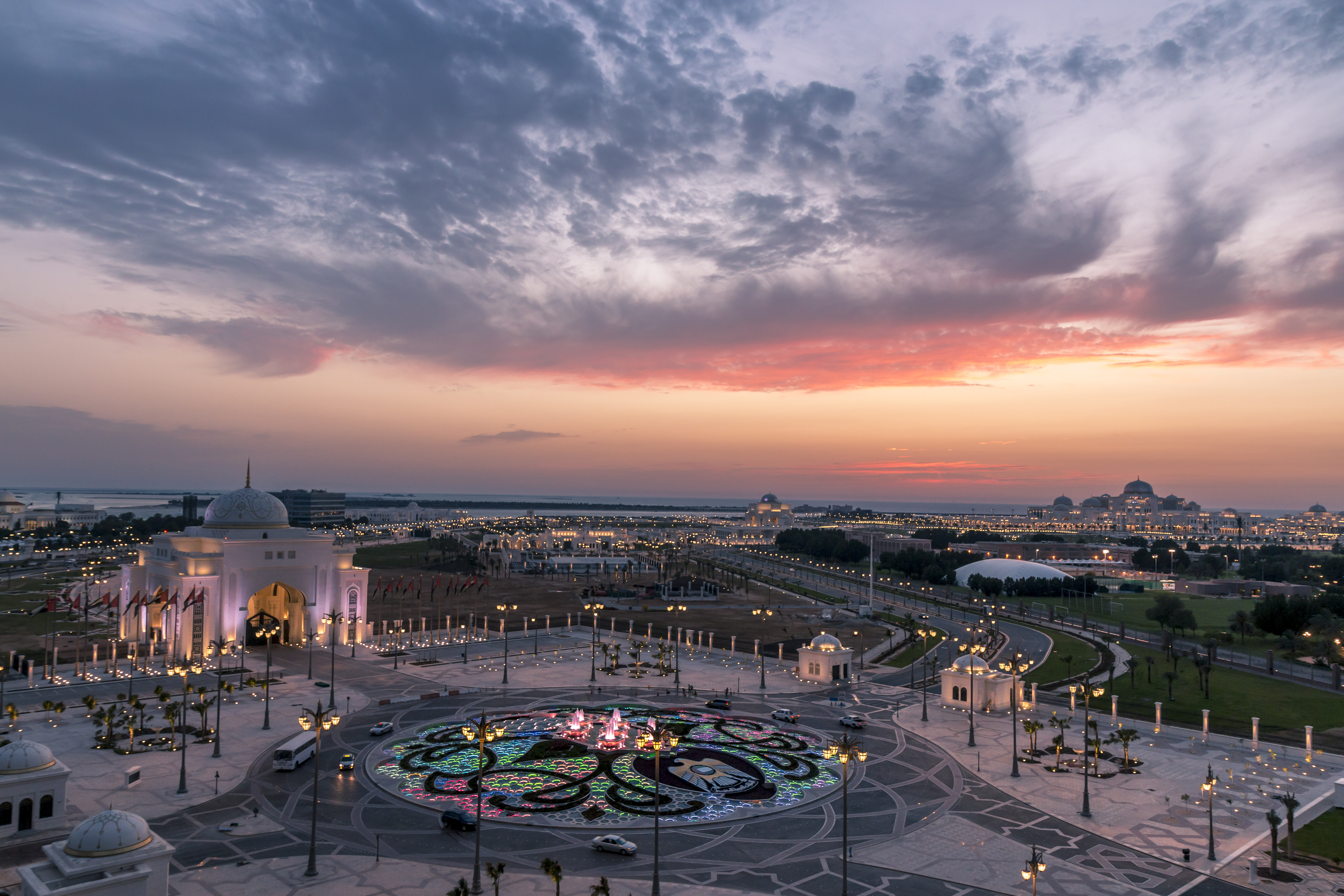
قصر الوطن
يُعدّ قصر الوطن جزءاً من مجمع القصر الرئاسي الإماراتي ومَعلماً ثقافياً عريقاً يستقطب الزوار لاكتشاف الإرث المعرفي والتقاليد العريقة التي شكلت دولة الإمارات العربية المتحدة، يقع في منطقة الرأس الأخضر ويمتد على مساحة 380 ألف متر مربع. قصر الوطن هو أكثر من مجرّد قصرٍ تقليدي فهو يعزز الفهم الثقافي للأمة ويسلّط الضوء على تاريخها العريق، يحتفي قصر الوطن بالتراث والفنون العربية ويتميز بعمارته المهيبة وتصميمه الرائع الذي يعكس أهمية معارضه وغرفه الكائنة داخل أروقته. صنعت أبواب القصر من خشب القيقب الصلب، والذي تم اختياره لمتانته ولونه الفاتح المطلي بالذهب الفرنسي عيار 23 قيراط، فضلاً عن النقوش المرسومة يدوياً على الأبواب، والذي استغرق صنع كل باب منها 350 ساعة عمل. يضم القصر العديد من القاعات بما فيها قاعة «روح التعاون» التي تحتضن القمم الدولية والاجتماعات الوطنية، وتضم بعضاً من أهم مكونات القصر، وفيها ثريا ضخمة من 350 ألف قطعة كريستال، ولوحة إبداعية للشيخ زايد بن سلطان آل نهيان.
يضم القصر أيضاً جناح (مكتبة قصر الوطن) الذي يُعد منصّة لأكثر من 50 ألف كتاب من بينها 1,900 من الكتب النادرة، مما يجعلها وجهة أساسية للباحثين عن المصادر المعرفية التي تعنى بدولة الإمارات بشتى المواضيع التي تشمل علم الفلك والتاريخ والثقافة والأدب، فضلاً عن المراجع المختصة بكافة الجوانب التاريخية والجغرافية ومراحل تطور البلاد في مختلف الأصعدة السياسية والاجتماعية والثقافية، إلى جانب العديد من الوثائق التي تتطرق إلى مواضيع عدة منها فن العمارة والتاريخ وعلم الأحياء والأجناس البشرية.
من أبرز الأحداث في القصر هو العرض الضوئي والصوتي المذهل المسمى (ذا بالاس إن موشن) وهو من العروض التي لا بدّ من مشاهدتها برفقة العائلة فهو يسرد مسيرة تطور الإمارات العربية المتحدة عبر ثلاثة أعمال فنية خلابة تُقام أمام القصر الرئيسي كل 30 دقيقة بعد مغيب الشمس فيما توضع الصيغة النهائية قبل موعد العرض بـ30 دقيقة. يضم «القصر» مخطوطات لا تقدر بثمن توثق على مر العصور مساهمات المفكرين العرب في مجالات علم الفلك والفنون والآداب والكتب المقدسة الثلاثة بما فيها النسخة الأصلية من مخطوطة برمنجهام للقرآن الكريم.
حصد قصر الوطن في عام 2021 جائزة «الوجهة المفضلة للزوار» خلال حفل توزيع جوائز مجلس الشرق الأوسط وشمالي إفريقيا للترفيه والجذب السياحي «مينالاك».
ناشونال اكواريوم ابوظبي
وهو أكبر حوض للأحياء المائية من نوعه في منطقة الشرق الأوسط، يمثل ناشونال أكواريوم أبوظبي الواقع في مشروع القناة بأبوظبي تجربًة مميزة للتواجد ضمن الحياة البرية المائية التي تضم أكثر من 46 ألف حيوان من أكثر من 330 نوعًا فريدًا موزعين على 10 مناطق مخصصة في الأكواريوم، تجمع ما بين الكنوز الطبيعية لدولة الإمارات وحطام البحر الغارق وكهوف المحيط الأطلنطي وصولاً إلى الغابات التي غمرتها الفيضانات والبراكين النارية والمحيط المتجمد.

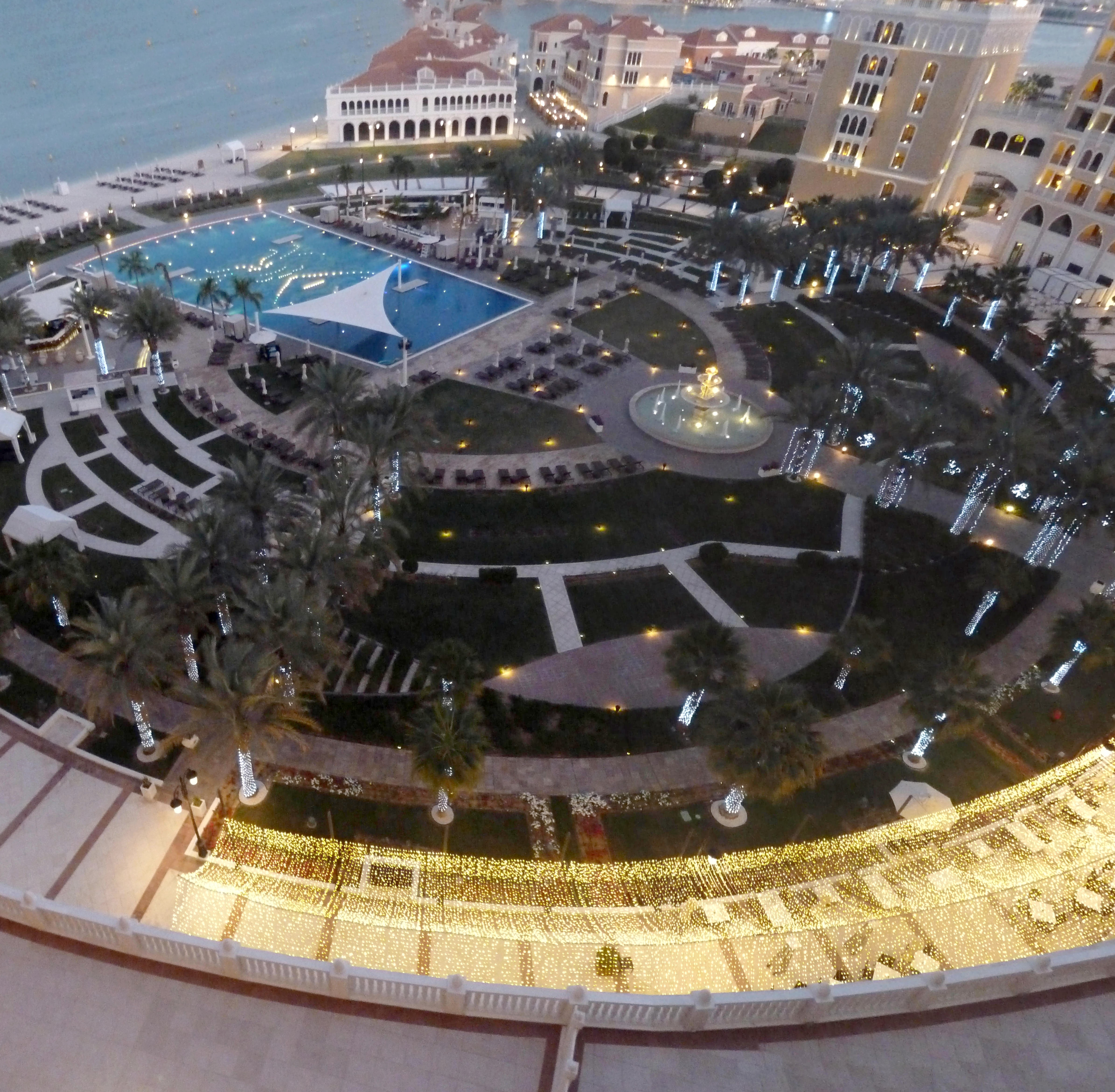
فندق ريتز كارلتون في أبوظبي

بالإضافة إلى التنوع البيولوجي المذهل، يضم ناشونال أكواريوم أيضًا مجموعة من التجارب المثيرة والجذابة، سيتمكن الزوار من تجربة المتعة الكاملة بأنفسهم خلال زياراتهم من خلال جولات القوارب الشراعية ذات القاع الزجاجي، والتعرف عن قرب على مع الحيوانات مع أسماك القرش وطائر البفن ومجموعة متنوعة من الكائنات البحرية والبرية الفريدة الأخرى.
تم تصميم الأكواريوم لتزويد الأطفال والكبار بفرص تعليمية تفاعلية عالمية المستوى من خلال الابتكارات التي تشمل تقنية رسم خرائط الفيديو وإرشادات اللافتات لتسليط الضوء على الدور الحيوي الذي تلعبه البيئة البحرية في حياة الجميع ولتكون تجربة التعلم ممتعة للغاية.
منتجع الفرسان الرياضي الدولي
يُعدّ منتجع الفرسان الرياضي الدولي الأوّل من نوعه في منطقة الشرق الأوسط الذي يوفّر باقة واسعة من النشاطات الشيّقة والعروض الترفيهية التي تناسب كافة الفئات العمرية ومستويات المهارات، مما يتيح للزوّار الاستمتاع بتجربة شاملة تضمّ نشاطات لا مثيل لها مثل الرماية وركوب الخيل وسباق السيارات والتنافس بكرات الطلاء والتزلّج على المياه، كما يضم المنتجع فريقاً من المختصّين المحترفين في الأنشطة الرياضية المختلفة من ذوي الخبرة.
يقع منتجع الفرسان الرياضي الدولي في مدينة خليفة أ ويبعد 10 دقائق عن مطار أبوظبي الدولي، يُعتبر المنتجع وجهة مثالية لكلّ من يرغب في التدرّب للمشاركة في فعاليّة رياضية عالمية أو التنزّه وتمضية أطيب الأوقات مع أفراد العائلة والاستمتاع بنشاطات بناء الفريق المُذهلة أو إقامة فعاليات الشركات.
يضم مجمع الفرسان أبوظبي عدة ملاعب للرياضات المختلفة، فهناك ملعب لكل من كرة القدم والرجبي ورياضة التنس وكرة سلة ورياضة كرة الطائرة، كما يمكن للزوار ممارسة رياضة الرماية أو سباق سيارت الكارتينغ أو الفروسية.
منتجع جزيرة زايا نوراي

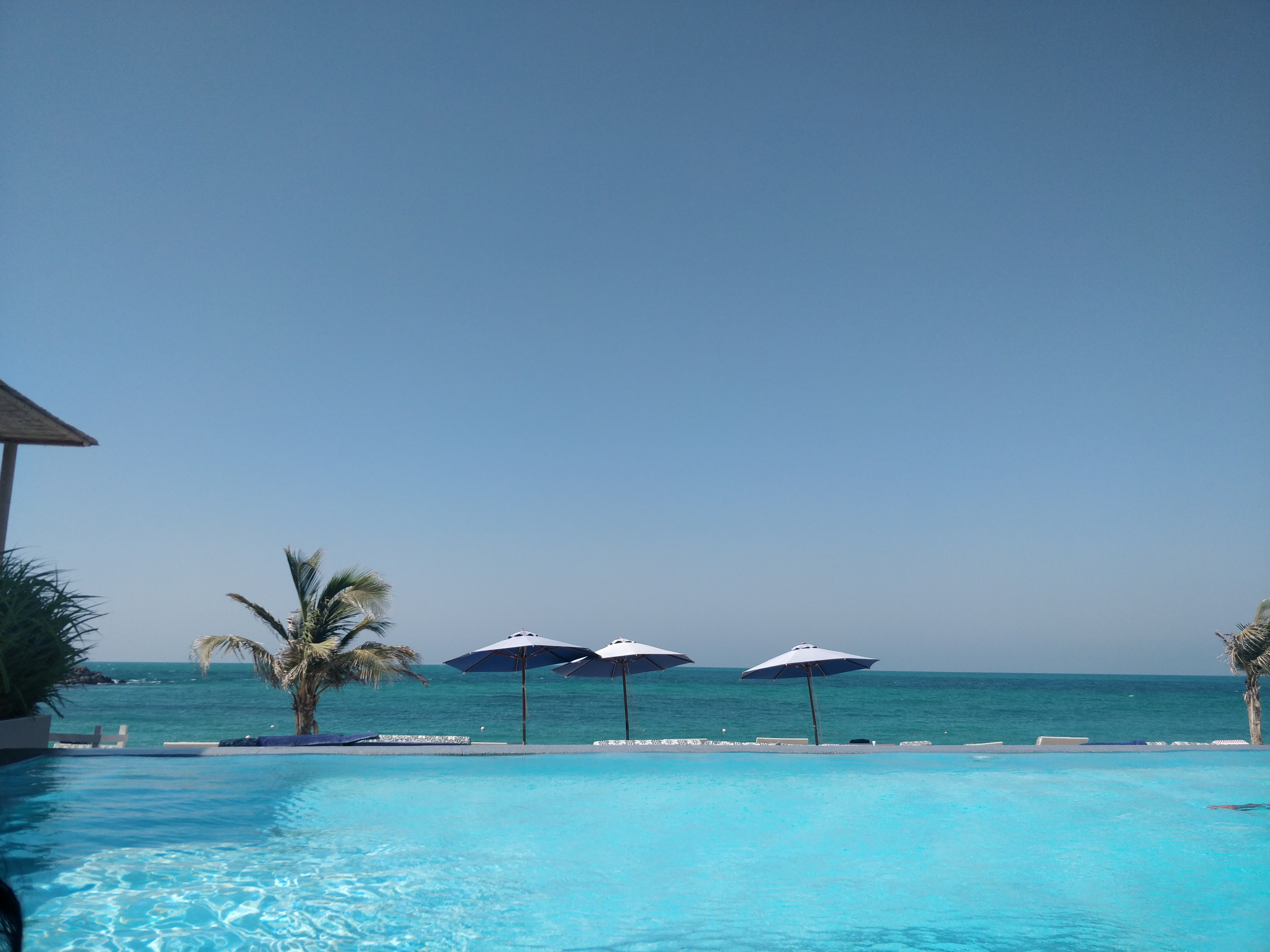
جزيرة زايا نوراي

تقع جزيرة (زايا نوراي) شرق ساحل مدينة أبوظبي وتبعد 15 دقيقة بالمركب عن الساحل، ويمكن الوصول إلى هذه الجزيرة الخلابة والمنعزلة من جميع الموانئ الرئيسية في دولة الإمارات. تُعتبر جزيرة نوراي تجربة رائعة مع مياهها الفيروزية ورمالها البيضاء الناعمة وعمارتها الاستثنائية وحدائقها الغنّاء، وتشكّل بالتالي الوجهة المثالية لمن ينشدون السكينة والهدوء وتطل على الخليج العربي، وهي الملاذ الحقيقي لكل من الأزواج الجدد والعائلات، حيث تشمل أجمل منازل العطلات الفاخرة و 11 هكتار من الشواطئ الرملية البيضاء.
تضم الجزيرة أيضاً منتجع جزيرة زايا نوراي، وهو منتجع 5 نجوم يقع على الشاطئ يتألف من 32 فيلا ويضم خمسة مطاعم استثنائية بما فيها فرانجيباني، هوكد، داسك، سموكن باينابل وجينجر ميرمايد، والتي تستقبل جميعها النزلاء والزوار على حد سواء، إلاّ أنّ الحجز المسبق ضروري ويشمل خدمة نقل مجانية بالمركب من وإلى الجزيرة. يقدم المنتجع مجموعة من المرافق والخدمات والأنشطة للأطفال والكبار على حد سواء، ويقع وسط الأشجار والمساحات الخضراء والرمال البيضاء الناعمة والمياه الزرقاء الصافية.

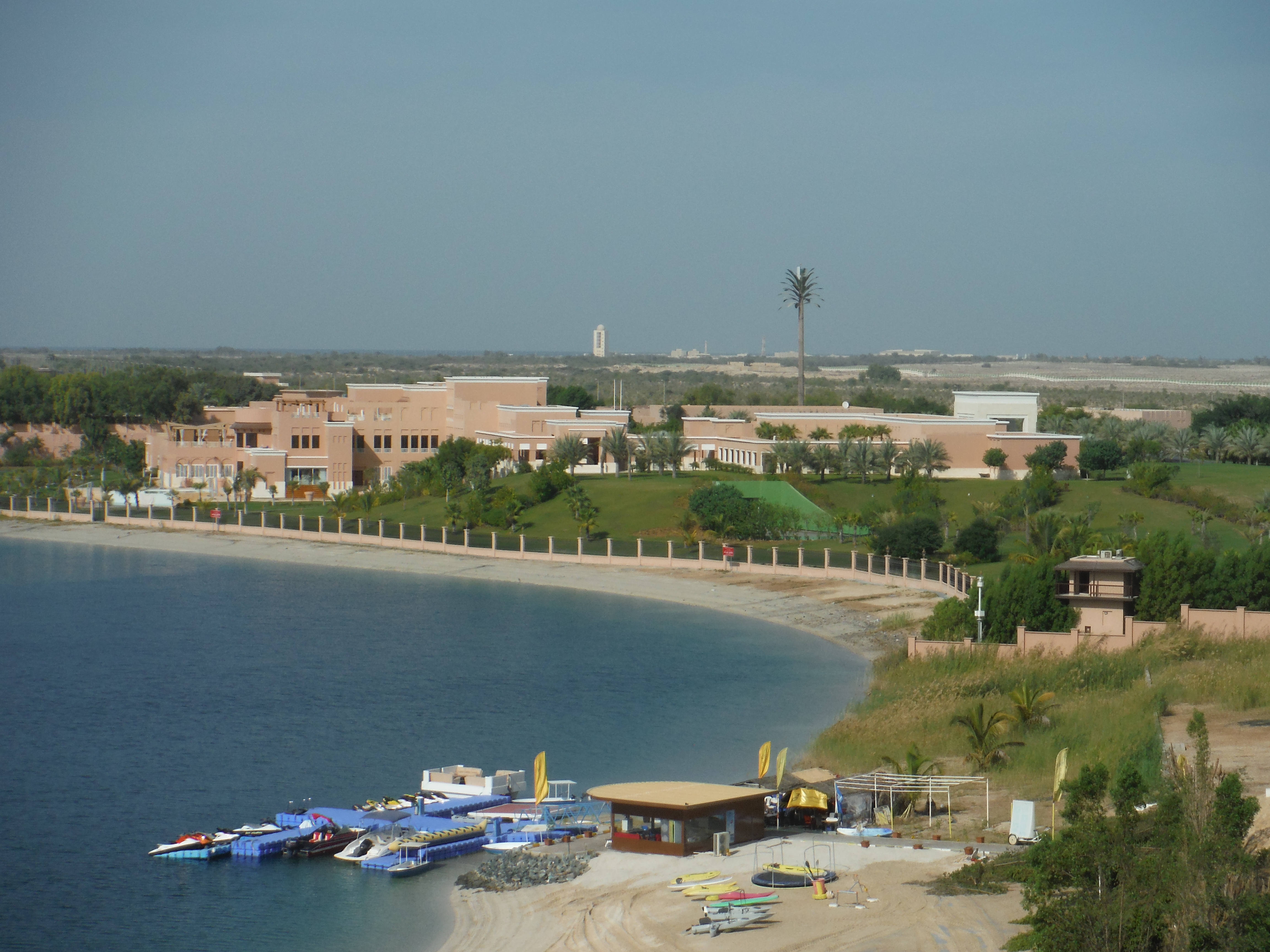
مرسى ومنتجع غنتوت
يبعد منتجع غنتوت 40 دقيقة عن وسط مدينة أبوظبي ويوفر أجواءً مميزة، كما تضمّ المارينا 250 مرساً من ضمنها 7 مراسٍ تستقبل اليخوت الكبيرة التي يصل طولها إلى 55 متراً، يضم المنتجع نادي غنتوت لسباق الخيل والبولو الذي يعتبر النادي الوحيد من نوعه في الإمارة بمساحته البالغة 300 هكتار، كما يضم النادي ثمانية ملاعب للبولو وإسطبلات تتسع لأكثر من 300 حصان بولو ومدرج يستوعب نحو 2000 متفرج وبركة سباحة ونادي لياقة بدنية مجهز بالكامل ومطاعم.
يمكن أيضاً زيارة مرسى غنتوت الذي يتسع لنحو 250 قارب ويضم أماكن للصيد ونادي شاطئي ومنتجع صحي، بإمكان زوار المرسى القيام بالرياضات المائية المسلية مثل التزلج على الماء والغوص والتزلج بواسطة الأشرعة، كما يمكن أيضاً تجربة التزلج على الماء بواسطة القوارب.
يحتوي منتج غنتوت على (باتل بارك) وهي واحدة من أفضل وجهات لعبة البينتبول (Paint Ball) والبنادق البلاستيكية في الإمارات والأكبر من نوعها في الإمارة بمساحتها البالغة نحو 500 ألف قدم مربع تقريباً، تضم هذه الوجهة سبعة ملاعب داخلية وخارجية يمكن للمشتركين اللعب ضد بعضهم البعض باستخدام مسدسات البينتبول.
بيت العود
تأسس بيت العود في عام 2008 ويؤدي دوراً رئيسياً في الحفاظ على الآلات الموسيقية العربية ومشاركتها والإشراف على عودتها إلى واجهة المشهد الموسيقي المعاصر وهو المكان الأمثل لمحبي الموسيقى.
يحرص بيت العود على الحفاظ على آلات العود ودراستها وتعليمها كما يهدف المركز إلى الحفاظ على الأغاني والتقنيات المرتبطة بالعزف على العود. يقدم بيت العود دروساً موسيقية ويقيم دوراتٍ تدريبيّة يتمّ منح شهادات في نهايتها ويُعتبر مركزاً للتدريس والبحوث ويسعى إلى الحفاظ على التراث التقليدي لتصنيع العود باليد ويعطي دورات تدريبية في هذه الحرف ويُساهم في نشر الوعي والتقدير للعود وغيرها من الآلات الموسيقية العربية.
واحة الكرامة
تقع واحة الكرامة مقابل مسجد الشيخ زايد الكبير حيث تبلغ مساحتها 46000 متر مربع. يخلّد هذا المعلم أسماء شهداء دولة الإمارات الذين قدموا أرواحهم في خدمة البلاد من جنود ورجال شرطة ودبلوماسيين ومدنيّين منذ العام 1971.

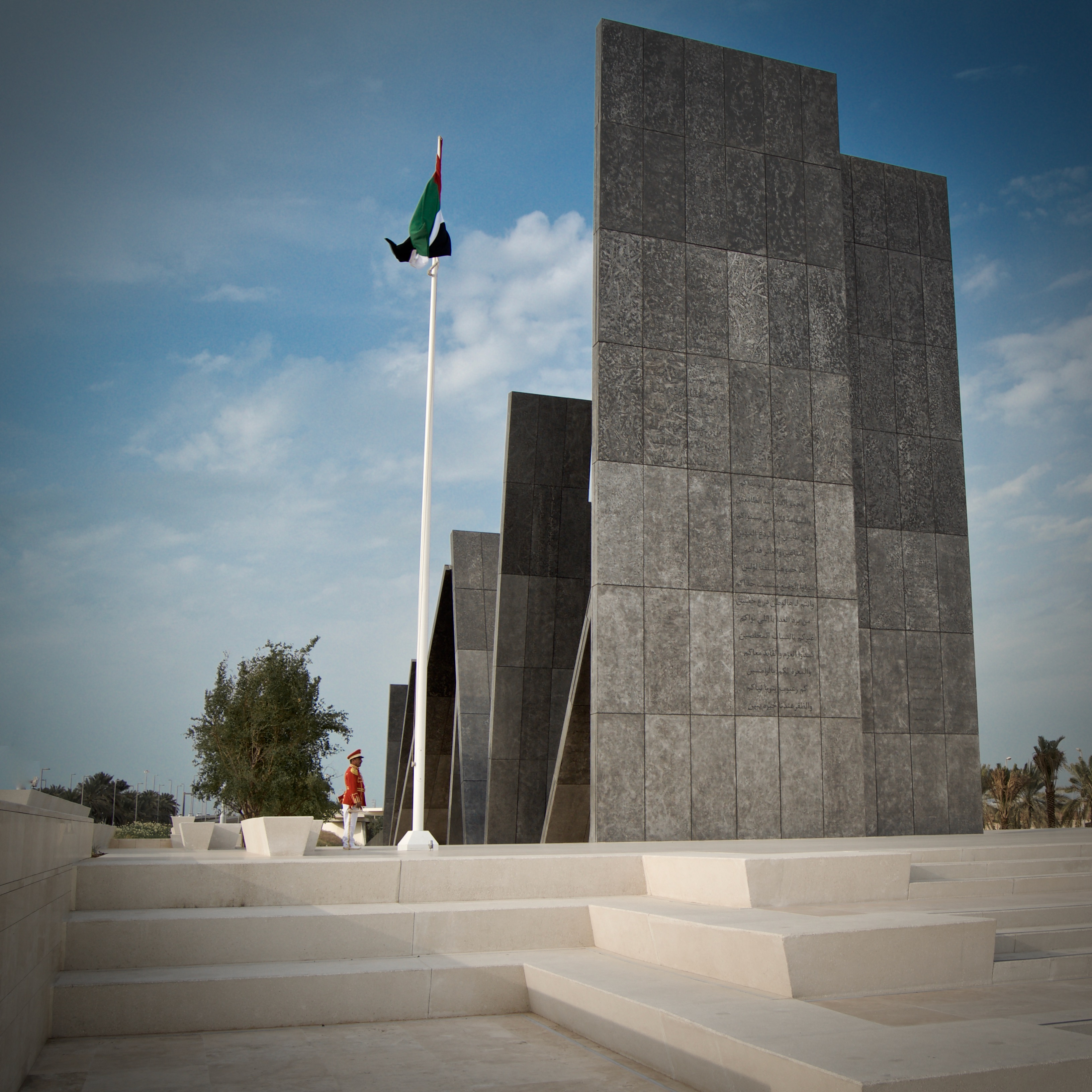
واحة الكرامة.

استغرق تشييد واحة الكرامة ستة أشهر وافتُتحت رسمياً في يوم الشهيد عام 2016. يُعتبر نصب الشهيد المعلم الأبرز في هذا المكان، وهو من تصميم الفنان البريطاني إدريس خان. يتكون نصب الشهيد من 31 لوحاً ضخماً من الألمينيوم يستند كل منها على الآخر، كما نُقشت على الألواح أقوال وأشعار شيوخ دولة الإمارات بخط بسيط في حين تستند جميع الألواح على قاعدة مكتوب عليها قَسَم الولاء للقوات المسلحة بشكل طولي بارز. يمكن للزوّار مشاهدة مسيرة حرّاس الشرف كل يوم قرب النصب قبل غروب الشمس، أما ميدان الفخر فعبارة عن مدرج مفتوح دائري من الحجر الجيري يتسع لـ 1200 شخص ويحتوي على حوض من المياه الضحلة التي تعكس صورة مسجد الشيخ زايد ونصب الشهيد.
يقع جناح الشرف بعد ميدان الفخر ونصب الشهيد، ويوفّر مساحةً هادئة للتأمل والتفكير. تحمل جدرانه الداخلية الدائرية أسماء الجنود الإماراتيين على ألواح مصنوعة من المعدن المعاد تدويره من مركبات وآليات تعود للقوات المسلحة الإماراتية، كما تُحيط الأسماء بمنحوتة مركزية مؤلفة من سبعة ألواح زجاجية ترمز إلى الإمارات السبع، تحمل الألواح أيضاً قَسَم الولاء للإمارات العربية المتحدة مطبوعاً عدة مرات على الجانبين.
يوفّر مركز الزوّار تجربة تفاعلية للزوّار ويتألف من أربعة معارض مختلفة يضم كل منها نشاطاً مختلفاً مع سجل زوّار إلكتروني يسجّل كل الزيارات الرسمية لكبار الشخصيات الدوليين، يحتوي متجر الهدايا على تذكارات يصطحبها الزوّار معهم.
تفتح واحة الكرامة أبوابها للزوّار مجاناً مساءً من كل يوم، كما تتوفّر جولات برفقة مرشد باللغتين الإنجليزية والعربية، وباصات نقل من مسجد الشيخ زايد وإليه فضلاً عن جسر للمشاة.

## جزيرة المايا
تقع جزيرة المايا في الجنوب الغربي لمدينة ابوظبي، حيث تجاورها جزر أخرى مثل جزيرة الحديريات وجزيرة اللؤلؤ وجزيرة السعديات. تتميز الجزيرة بموقعها الاستراتيجي الذي يستغرق الوصول إليه 12 دقيقة بالقارب من مدينة أبوظبي. يمكن الذهاب إلى جزيرة المايا بواسطة الطرادات والقوارب المتواجدة في الرصيف المخصص للرحلة البحرية القريب من فندق خالدية بالاس ريحان من روتانا الواقع على امتداد شارع الكورنيش. تنطلق القوارب كل نصف ساعة إلى ساعة من الرصيف إلى الجزيرة، وعلى الرغم من عدم توفر طرق بديلة للوصول إلى الجزيرة، إلا أن تجربة ركوب القوارب تعد متعة بحد ذاتها.
تشتهر الجزيرة عن غيرها بأنها تقوم بتنظم الحفلات الموسيقية الفريدة من نوع الدي جي والتي تقام على الشاطئ حيث تتوافر المساحات الكبيرة المناسبة للرقص بالماء والصابون داخل البِرك والحمامات المائية والمسابح التابعة لجزيرة المايا وتتوافر حمامات السباحة المتميزة بكافة أحجامها وتصميماتها المختلفة وجميعها متنوعة وتقام فيها العديد من الرياضات المائية الممتعة والمثيرة، كما تعد خياراً مثالياً لإقامة حفلات الزفاف وغيرها من المناسبات سواءً على الشاطئ أو المروج أو داخل صالات الفندق التي تتميز بفن العمارة العريق والمساحات الشاسعة المطلّة على المناظر الخلابة.

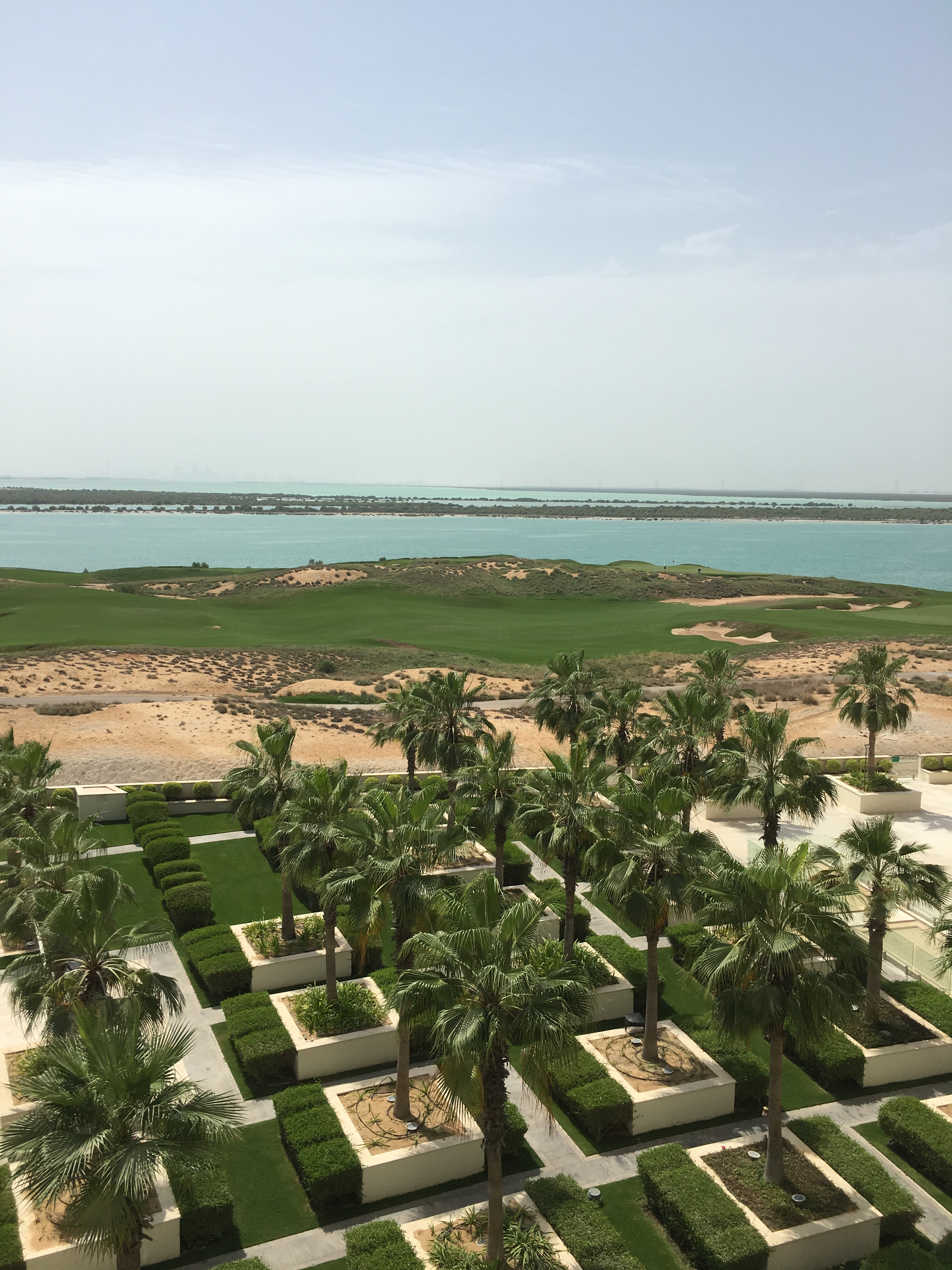
جزيرة ياس

## جزيرة ياس
تُعتبر جزيرة ياس وجهة ترفيهية مناسبة للعائلات وتبعد 30 دقيقة بالسيارة عن المدينة و15 دقيقة عن مطار أبوظبي الدولي، تضمّ الجزيرة مضمار لسباقات الفورمولا ون والعديد من مدن الملاهي وملاعب الجولف والشواطئ والفنادق الفاخرة فضلاً عن مركز ضخم للتسوق (ياس مول) وغير ذلك، وتعدّ الجزيرة الوجهة المثالية لتمضية عطلة مميزة برفقة الأطفال.
يذكر أن الجزيرة قد حازت على 50 جائزة وتكريم خلال العام 2021، بفضل المدن الترفيهية والوجهات والتجارب الاستثنائية التي تحتضنها في سبعة فئات خلال حفل توزيع جوائز السفر العالمية لعام 2021، من بينها جائزة الوجهة الترفيهية الرائدة في العالم لعام 2021، وجائزة مشروع التطوير السياحي الرائد في الشرق الأوسط للعام الثالث على التوالي.
تضم الجزيرة الأماكن الترفيهية التالية:
حلبة مرسى ياس فورمولا

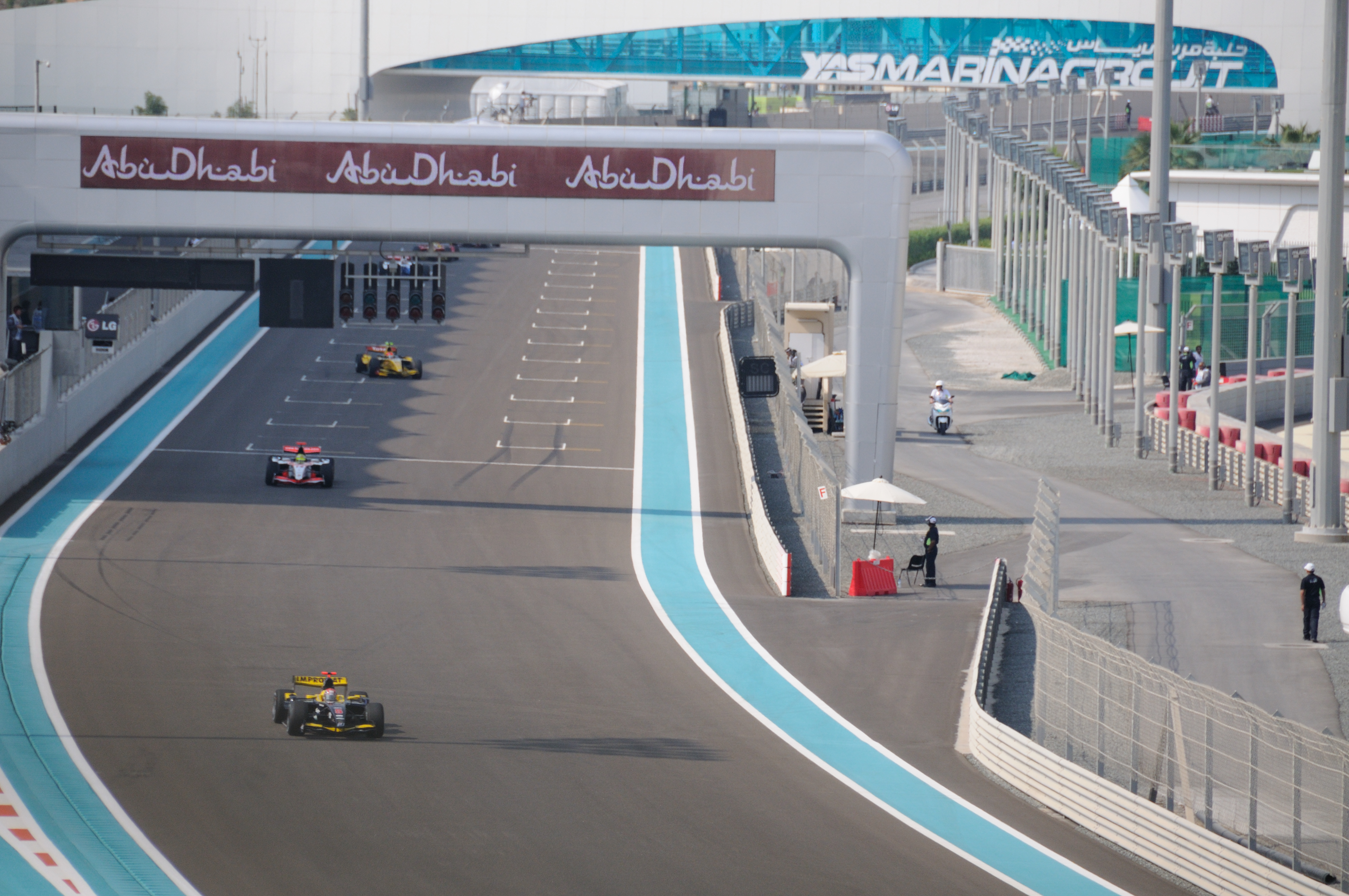
حلبة سباقات فورمولا ون في جزيرة ياس

وهي حلبة من حلبات سباقات الجائزة الكبرى للسيارات الأكثر تطوراً في العالم، ومستوحاة من تراث وقيم الإمارات العربية المتحدة، افتتحت الحلبة عام 2009 من أجل استضافة جائزة الاتحاد للطيران الكبرى للفورمولا ون، وما زالت حتى اليوم أحد أكثر المواقع التي تضجّ حيوية وحماساً في أبوظبي. تطلّب إنشاء هذه الحلبة المبهرة ميزانيةً ضخمة، وهي ترتقي بأبوظبي إلى مصاف الوجهات الرياضية عالمية الطراز وتجذب المسافرين من شتى أنحاء العالم.
تشقّ الحلبة طريقها عبر مرسى ياس وتقدّم أكثر من مجرّد سباق، فهي تنظّم فعاليات وتجارب سباق السيارات للمحترفين والهواة طوال العام، منها سباق الكارتينغ في منطقة كارت زون ياس، وسباق الدراج في أمسية ياس للدراج، فضلاً عن فعاليات المشي والجري وركوب الدراجات الهوائية في إطار برنامجَي «تدرّب في ياس» و«الرياضة في ياس» بالإضافة إلى فرصة تعلّم قيادة سيارات السباق في مدرسة ياس للسباقات أو عقد الفعاليات الخاصة بالشركات في غرف الاجتماعات المجهّزة بالكامل في ملتقى ياس.

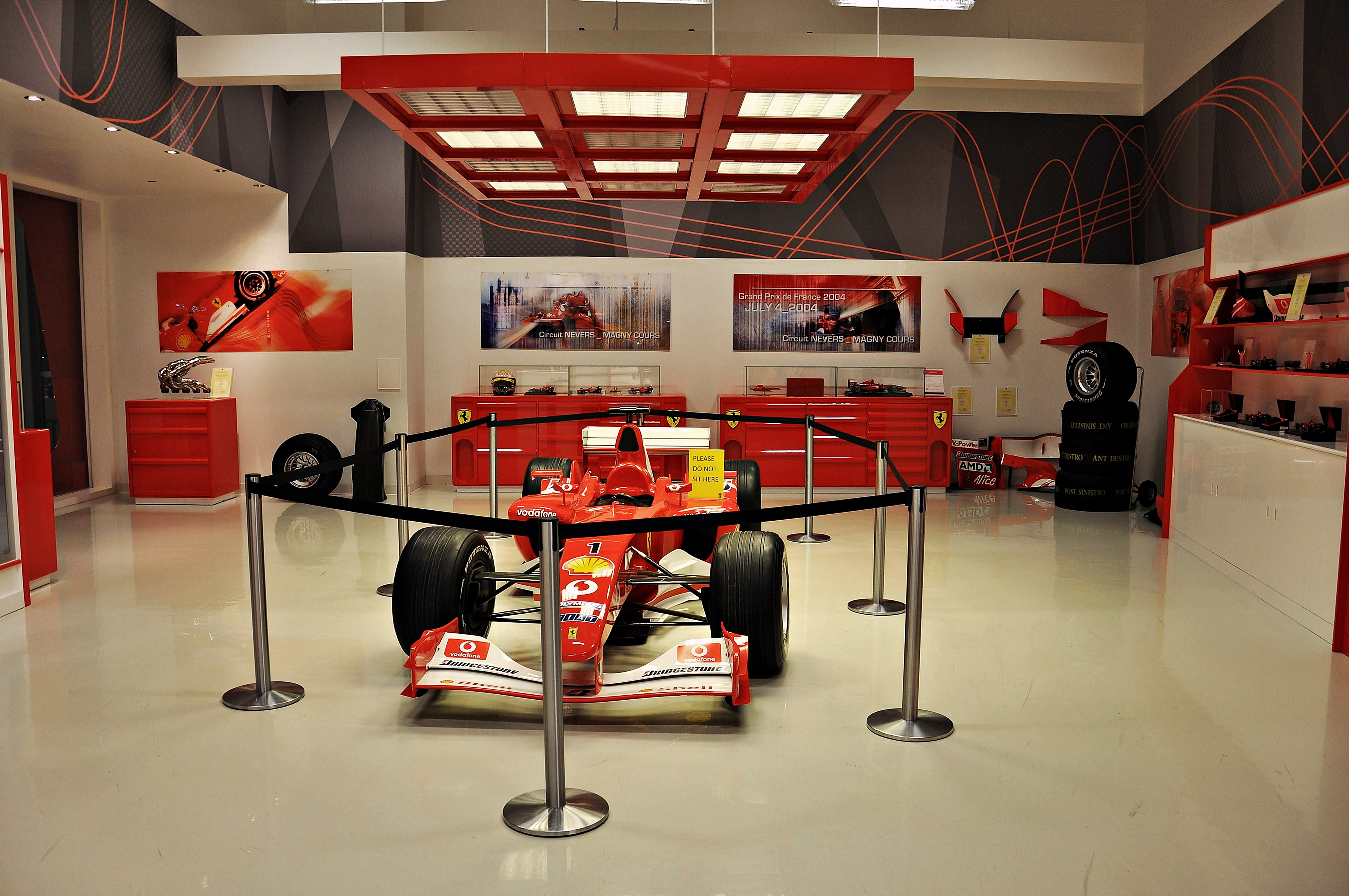
عالم فيراري
وهي واحدة من أشهر مدن ملاهي مدينة أبوظبي، فازت عام 2021 بلقب المدينة الترفيهية الرائدة في العالم بالإضافة إلى لقب المدينة الترفيهية الرائدة في الشرق الأوسط لعام 2021. وتتميز بضمها لأسرع أفعوانية في العالم والتي تنطلق بسرعة 250 كم / الساعة بحوالي 4.9 ثانية فيما ترتفع حتى ارتفاع 52 متراً، كما تضم عالم فيراري مجموعة متنوعة من الألعاب التي تناسب مختلف الأعمار وهي من الوجهات المثالية للعائلات.
يفتح عالم فيراري أبوظبي أبوابه طيلة أيام السنة ويعدّ أول مدينة ترفيهية داخلية في العالم تحمل علامة فيراري وتضمّ أكثر من 20 جولة ومرفقاً ترفيهياً ومتاجر للتسوق ومطاعم، وهُناك عدد من الألعاب التي تنفرد بها فيراري وورلد أبوظبي ولاقت رواجاً كبيراً عند مُرتاديها وهي محاكيات القيادة والقيادة عن بعد للأطفال.
ياس ووتروورلد
وهي من أشهر مدن الألعاب المائية في دولة الإمارات العربية المتحدة، وتوفر للزوار تجربة فريدة من نوعها من المغامرات المائية، استوحيت فكرة ياس ووتروورلد من تراث الإمارة إذ يتمحور حول قصة اللؤلؤة المفقودة التي تروي حكاية فتاة إماراتية صغيرة تبحث عن لؤلؤة أسطورية.

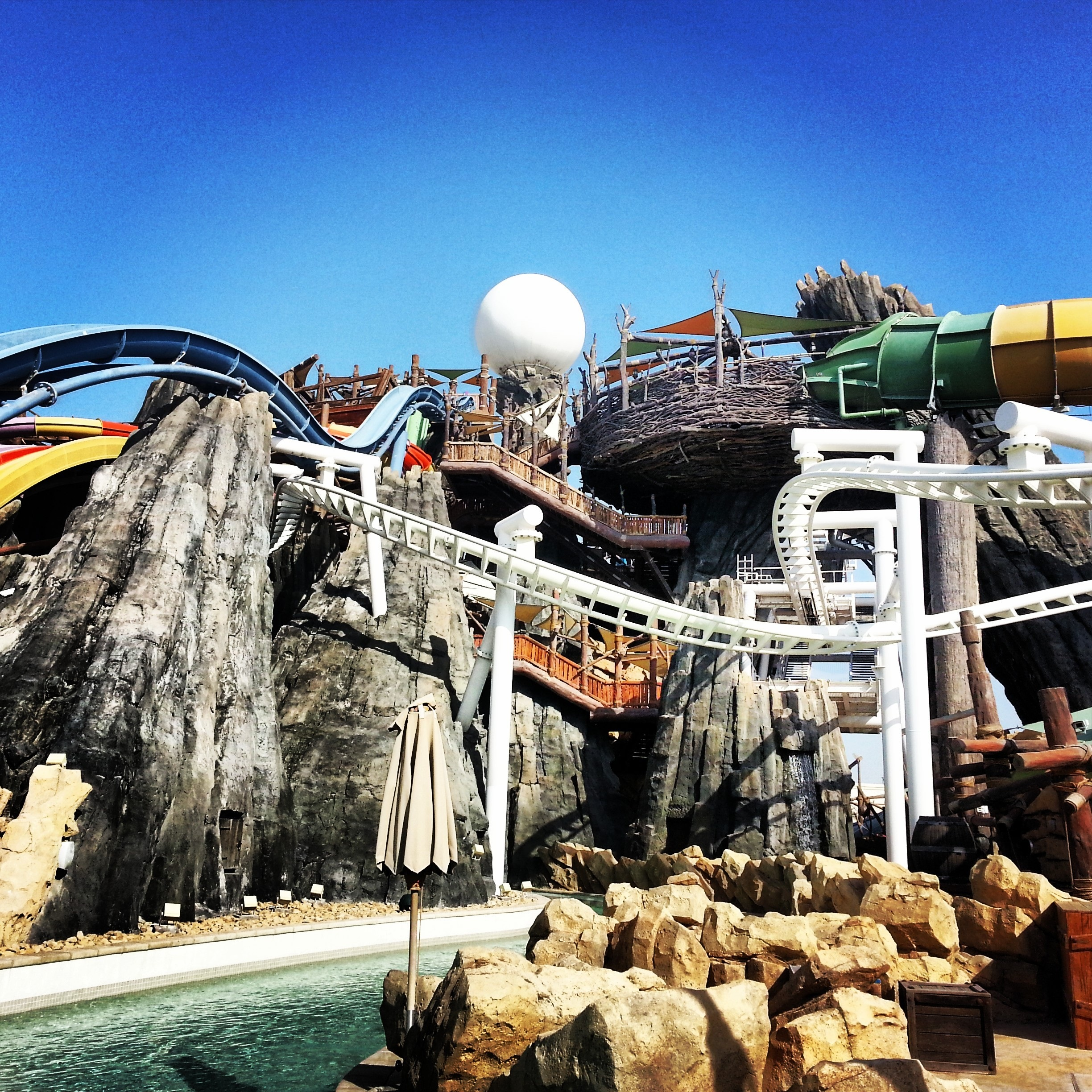
مدينة ملاهي ياس للألعاب المائية

تبلغ مساحة المنتزه ما يعادل 15 ملعباً لكرة القدم ويوفر لجميع أفراد العائلة تجربة رائعة ليوم كامل مع أنشطة مائية تلائم مختلف المستويات، كما يتضمن أكثر من 40 جولة ولعبة ومنزلقة تُعدّ 5 جولات منها الوحيدة من نوعها في العالم. سيتمكّن زوّار هذا المنتزه من تجربة أوّل وأكبر منزلقة مائية إعصارية في العالم تتّسع لستة أشخاص ويزيد طولها على 238 متراً وتعمل بالطاقة الهيدرومغناطيسية، ولهواة ركوب الأمواج حصة مع لعبة بابلز باريل التي تتميز بإحداث أكبر موجة في العالم وموجات يبلغ ارتفاعها 3 أمتار، أمّا لعبة بانديت بومبر وهي الأفعوانية التي يبلغ طولها 550 متراً فتتحرّك على الماء مزوّدة بتأثيرات ليزر.
يمكن للركاب إصابة أهداف برذاذ الماء ورمي قنابل مائية وتشغيل تأثيرات خاصة، في حين يمكن للمارّين في الأسفل رشّهم بدورهم بالماء أثناء مرورهم. يشمل المنتزه أيضاً مطاعم وسوقاً ومعارض غطس لاستخراج اللؤلؤ. فازت ياس ووتروورلد أبوظبي بجائزة الحديقة المائية الرائدة في الشرق الأوسط 2021.
عالم وارنر براذرز
افتتحت المدينة الترفيهية عام 2018 وهي واحدة من أكبر المدن الترفيهية المغلقة في العالم وأول مدينة ترفيهية مغلقة تحمل علامة وارنر براذرز، توفر المدينة الترفيهية للزوار ألعاباً متنوعة لمختلف شخصيات قصص وارنر برذرز في منطقة مغلقة. يقدم عالم وارنر براذرز تجربة متكاملة للعائلة مليئة بالمغامرات، وبفضل مساحتها الممتدة على 1,65 مليون قدم مربع فقد نالت رسمياً لقب “أكبر مدينة ترفيهية داخلية في العالم” من موسوعة غينيس للأرقام القياسية العالمية. تضم هذه المدينة الترفيهية 29 لعبة ومرافق ترفيهية وعروض ممتعة عبر 6 مناطق ترفيهية مذهلة، لتجمع بعضاً من الأبطال الخارقين من أمثال سوبرمان وبات مان، إلى جانب شخصيات الرسوم المتحركة من أمثال باغز باني وفلنستونز تحت سقفٍ واحد.
نالت المدينة الترفيهية التي أدرجتها مجلة تايم (Time Magazine) ضمن قائمة “أروع أماكن العالم الواجب زيارتها” في عام 2018 جائزة “الوجهة السياحية الرائدة في الشرق الأوسط” للعام 2020 من جوائز السفر العالمية، كما فازت عالم وارنر براذرز أبوظبي عام 2021 بجائزة وجهة الجذب السياحية الرائدة في الشرق الأوسط.

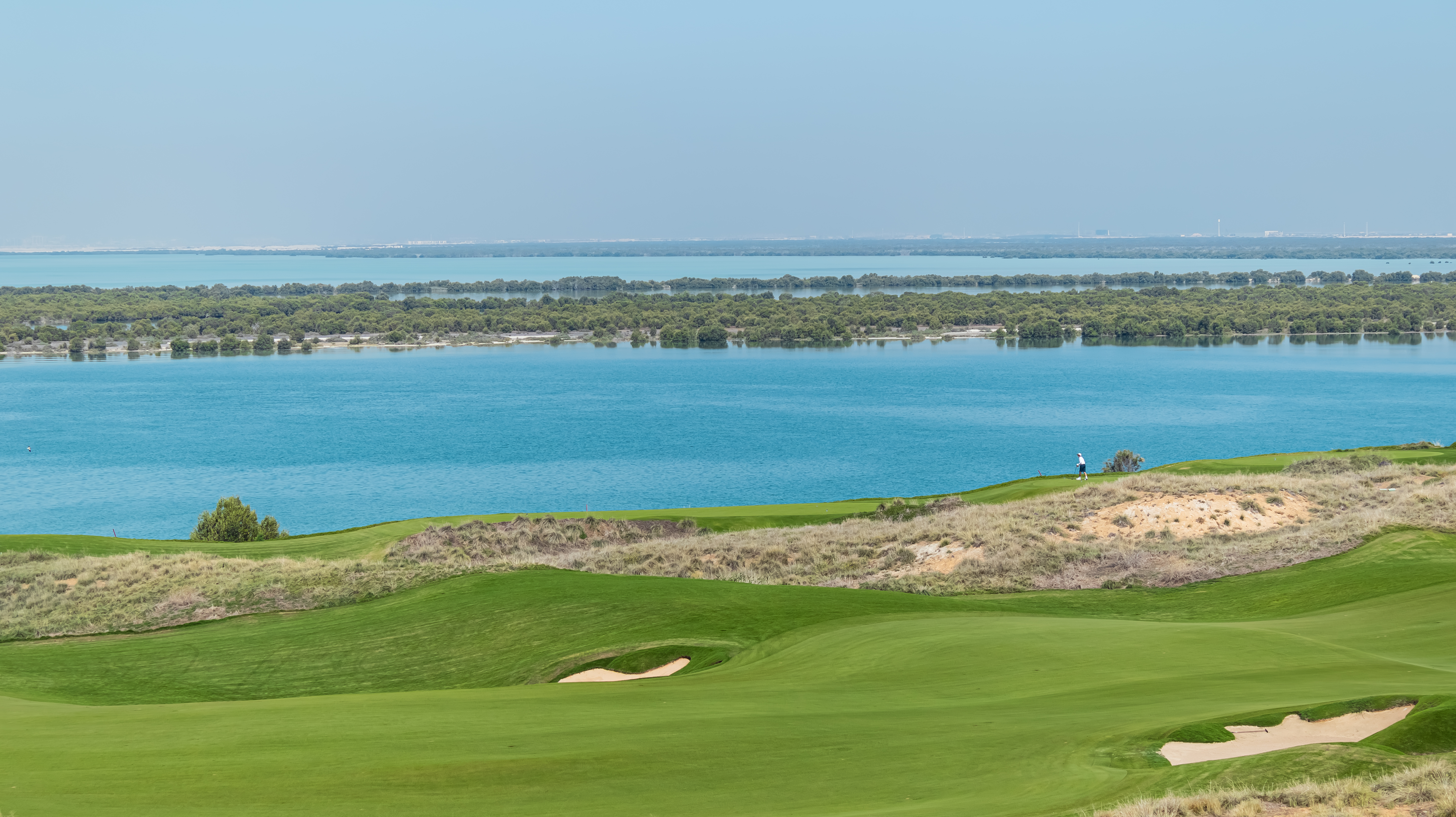
ملعب الغولف في جزيرة ياس

#### ملعب ياس لينكس أبو ظبي للغولف
يقع هذا الملعب علي الشاطئ الغربي لجزيرة ياس ويمتاز بمواصفات عالمية حيث تم تصنيفه ضمن أفضل ملاعب الغولف في العالم حسب مجلة غولف دايجست الأمريكية. وهو من تصميم كايل فيليبس. وبالإضافة للمضمار العالمي توجد أكاديمية خاصة للغولف مع ملعب خاص بها، ونادي اجتماعي، ونادي رياضي. ويتميز الملعب بدرجة عالية من الفخامة والجمال وبإطلالة مميزة على الخليج العربي.
كلايم أبوظبي
يعتبر «كلايم أبوظبي» المرفق الترفيهي والرياضي الأبرز الذي يوفر لمحبي المغامرات عدداً من التجارب المميزة والاستثنائية التي سجلت أرقاماً قياسية مثل أكبر نفق هوائي للقفز الحر في العالم وأعلى جدار تسلق داخلي في المنطقة، يشجع «كلايم أبوظبي» الضيوف على تعلم واكتساب هوايات ومهارات جديدة من خلال توفير دورات تدريبية في القفز الحر والتسلق الداخلي؛ حيث يمكن للضيوف الصغار حتى عمر 14 عاماً التسجيل للمشاركة في «نادي الطيران للصغار» الذي يوفر جلسات تدريبية فردية يقوم خلالها المدرب بتوضيح التقنيات وإشارات اليد، بداية من المبادئ الأساسية وصولاً إلى الحركات المتقدمة المستخدمة للتواصل أثناء تجارب القفز الحر الداخلي، تتضمن الوجهة التي تجتذب عشاق التسلّق والقفز الحرّ بالمظلة من الخبراء والمبتدئين على حدٍ سواء، أربعة جدران بدرجات صعوبة مختلفة؛ بما في ذلك أعلى جدار تسلق داخلي في العالم بارتفاع 43 متراً (140 قدماً) وأكبر نفق هوائي للقفز الحر في العالم بعرض 10 أمتار (32 قدماً)، ممّا يسمح للزوار من المحترفين خوض تجربة مماثلة للقفز الحر.
ويمكن للأطفال من عمر 4 سنوات وما فوق اكتشاف مهاراتهم وقدراتهم في التسلق عبر جلسة تمتد على مدار 60 دقيقة وتتيح لهم تسلق ثلاثة جدران (جدار البولدرنغ، جدار تسلق المبتدئين، جدار التسلق للمستوى المتوسط)، كما يستضيف «كلايم أبوظبي» فعالية «ليلة السيدات» الأسبوعية التي توفر باقة من العروض المميزة للفتيات اللواتي يرغبن في اختبار مهاراتهن وصقلها في تجارب التسلق الداخلي والقفز الحر الداخلي في أجواء من الخصوصية التامة وبإشراف كادر من المدربات وموظفات الاستقبال والأمن.

## جزيرة السعديات
تبعد جزيرة السعديّات 20 دقيقة فقط عن مطار أبوظبي الدولي وتبلغ مساحتها 27 كيلومتراً مربّعاً، ولا زالت في تطور مستمر لتتحوّل إلى مركز عالمي المستوى للترفيه والسكن والأعمال التجارية والثقافة. تضمّ الجزيرة أكبر تجمّع للمؤسسات الثقافية الرائدة في العالم أبرزها متحفي (اللوفر أبوظبي) و (جوجنهايم أبوظبي) من تصميم مهندسين حائزين على جائزة بريتزكر العالمية للعمارة. كما تحتضن الجزيرة شاطئين من الرمال البيضاء (يعدّان ملاذاً لسلاحف منقار الصقر المهدّدة بالانقراض) ونادي شاطئ السعديات للجولف وباقة من الفنادق الفاخرة. تضم الجزيرة الأماكن الترفيهية التالية:
منارة السعديات

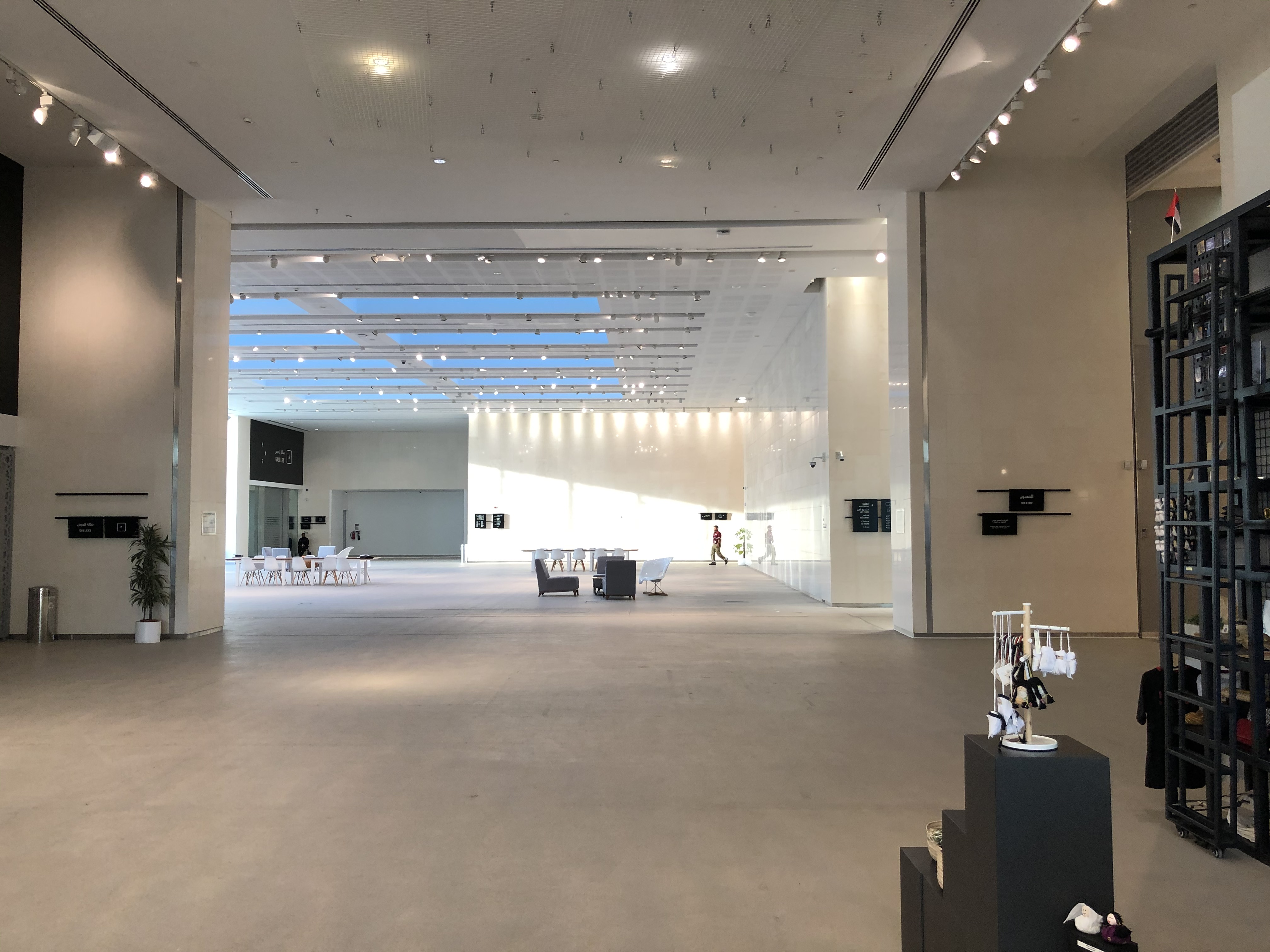
منارة السعديات.

افتُتحت منارة السعديات عام 2009 وتعتبر وجهة عشاق الفنون الأولى من نوعها لكل من الكبار والصغار، وتسهم في إثراء المشهد الثقافي في أبوظبي من خلال المعارض الفنية وورش العمل وعروض الأداء ومساحات حرة خاصة بستوديو الفنون. تتضمن مرافق منارة السعديات تراساً مخصص لإقامة الفعاليات في الهواء الطلق، ومطعماً ومقهى وثلاث صالات مخصصة للمعارض الفنية المؤقتة واستوديو للتصوير الفوتوغرافي واستوديو للفنون ومسرحاً يتسع لـ 100 مقعد بالإضافة إلى قاعة اجتماعات تستوعب 250 مقعداً ومتجراً لبيع الهدايا، كما تستضيف المنارة أيضاً معرض أبوظبي للفنون السنوي. تضم منارة السعديات العديد من الأماكن الجديرة بالزيارة منها:
- استوديو التصوير: يزور عشاق التصوير الفوتوغرافي استوديو التصوير في منارة السعديات بهدف تطوير مواهبهم من خلال طاقم العمل الذي يبذل كامل جهده للوصول بهم إلى مرحلة الاحتراف، وذلك من خلال إقامة ورشات عمل مختلفة وتوفير كافة المعدات والمرافق الحديثة، بما فيها قاعات التدريس وغرف الملابس والمكياج ومساحات العمل الواسعة وأجهزة التصوير عالية الجودة وغيرها.[37][38]

- استوديو الفنون: في هذا المكان المميز الذي تم تأسيسه عام 2010 يحظى الزائر بفرصة المشاركة بباقة متنوعة من ورش العمل، بما فيها الطباعة والرسم والتلوين والنحت والبناء، إلى جانب صناعة الدمى وعمل المجسمات الورقية وصناعة السيراميك يدوياً وغيرها.[38]
- مسرح منارة السعديات: يتوفر في المركز الثقافي والفني مسرح يتسع لمئة شخص حيث تقام العروض وعلى رأسها العروض الفنية والكوميدية التي يقدمها نخبة من المحترفين المحليين والعالميين.[38]
- مطاعم منارة السعديات: يتوفر في المنارة مطعم ومقهى فاخر يُعرف باسم “لارتي”، الذي يتيح فرصة ذهبية لتناول أشهى الأطباق الإيطالية والأوروبية التي يشرف على إعدادها أمهر الطهاة في العالم، بما فيها أطباق الفطور والغداء والعشاء إلى جانب الفطائر والحلويات اللذيذة للغاية، ينفرد المطعم بأجوائه المميزة المستوحاة من النمط الإيطالي الكلاسيكي.[38]

نادي شاطئ السعديات للجولف

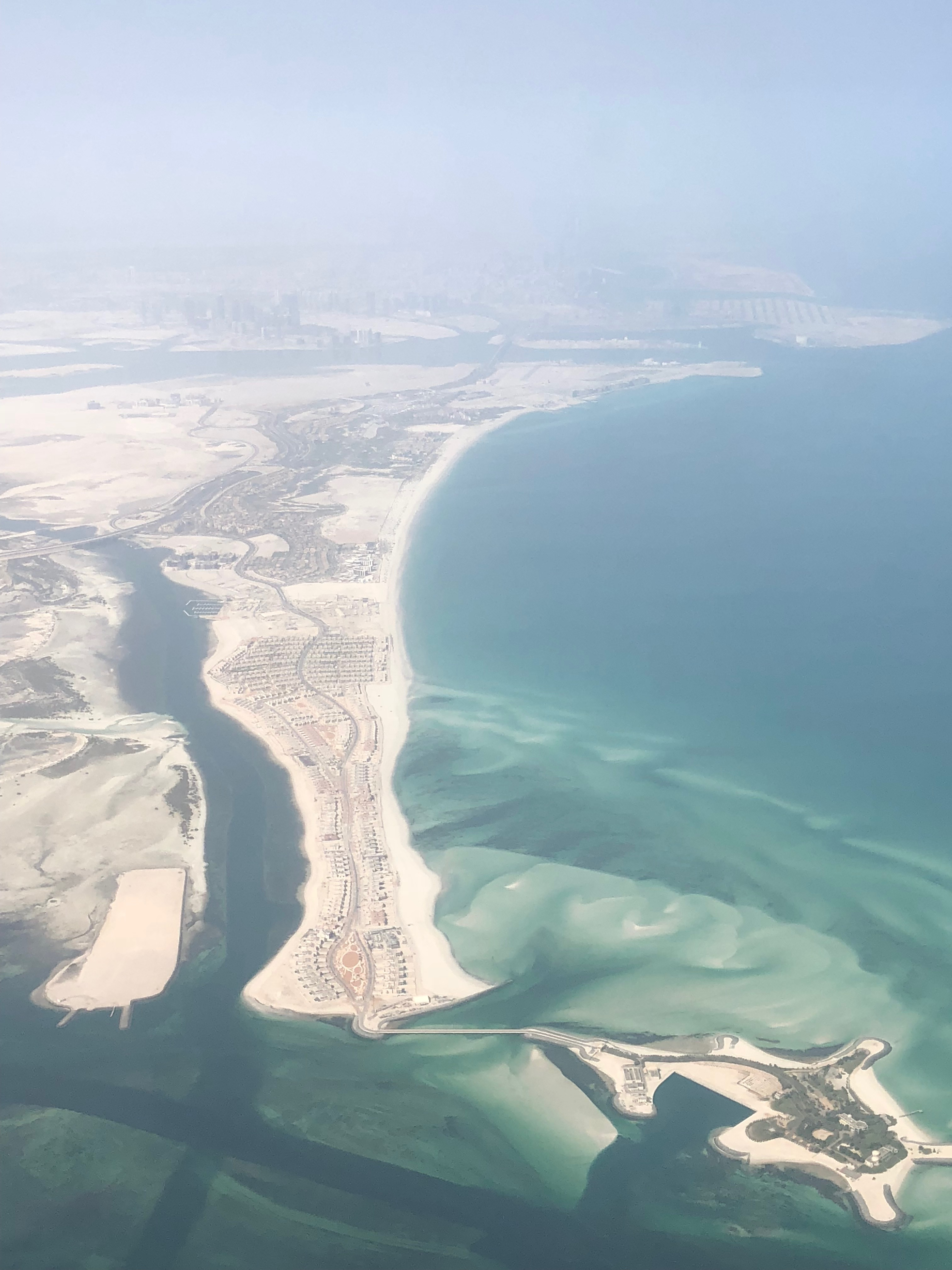
جزيرة السعديات من الجو

يعدّ نادي شاطئ السعديات للجولف أول مضمار في المنطقة يضمّ حفراً تطل على المحيط ويعتبر تحفة فنيّة صمّمها اللاعب العالمي غاري بلاير لتتناغم مع الجمال الطبيعي لشواطئ جزيرة السعديّات الرملية البيضاء فيقدّم للزوار تجربة لعب استثنائية، يوفر هذا الملعب المتعرّج المصمم وفقاً للمعايير البيئية إطلالة ساحرة على مياه الخليج العربي المتلألئة مع إمكانية رؤية الدلافين تسبح، وقد صُمّم هذا الملعب ليناسب الهواة والمحترفين على حدّ سواء، حيث تمّ تحديد أماكن منصّات البداية بكلّ عناية وتتراوح المسافة الإجمالية للهواة 5290 ياردة و7784 ياردة للمحترفين، أمّا مبنى النادي فيشتهر بتقديم مأكولات شهية ويضمّ شرفة كبيرة لاحتفالات تسليم الجوائز أو المناسبات الاجتماعية في الهواء الطلق.
شاطى السعديات
يتميز شاطئ السعديات الطويل في أبوظبي برمال بيضاء نقية ويشتهر بكونه الشاطئ الأكثر استقطاباً للزوار، سيتمكّن الزوار من تمضية أمتع الأوقات أثناء ممارسة اليوغا الشاطئية والرياضات المائية المراعية للبيئة مثل التزلج الشراعي والإبحار، بالإضافة إلى الاسترخاء على الشاطئ مع توفر فريق خدمة محترف والعديد من المرافق الترفيهية.
تتولى السلطات المحلية على شاطئ السعديات المحافظة على البيئة الطبيعية وحماية الكثبان الرملية حيث وُضعت قيود على البناء، ويمكن الوصول إلى هذا الشاطئ عبر ممر خشبي، لذا أصبحت هذه المنطقة غنية بالحيوانات البرية المحلية على مثال السلاحف صقرية المنقار المهددة بالانقراض والتي تستخدم شاطئ السعديات للإباضة، كما طُبّقت تدابير بيئية صارمة لحماية أماكن تواجد بيض السلاحف فيما يقوم الموظّفون المدرّبون بدوريات لمراقبة تكاثر السلاحف.

## جزيرة الحديريات
وهي واحدة من أجدد المشاريع التي تم إطلاقها حديثاً وتقدّم مجموعة واسعة من المرافق والعروض الترفيهية والأنشطة الرياضية لجميع أفراد العائلة والأصدقاء، تمتد جزيرة الحديريات جنوب غرب جزيرة أبوظبي بمحاذاة منطقة البطين، وتضم مجموعة من الأماكن الترفيهية مثل:
- القرية الرياضية 321: وتشتمل على ملاعب رياضية متنوّعة ومسارات مخصصة للجري ومجموعة من مرافق اللياقة البدنية الداخلية، حيث يستمتع محبّو الرياضة والزوّار بمجموعة متنوّعة من المرافق مثل ملعب كرة قدم وملاعب التنس وكرة السلة وكرة الريشة، بالإضافة إلى استمتاعهم بجمال شاطئ الحديريات ومسار الدراجات الهوائية الآمن والذي يعد من أشهر مسارات الدراجات في أبوظبي.[41]
- باب النجوم: يوفر لمحبي التخييم خيارات فريدة لفرص التخييم بمختلف الأسعار، من الجدير بالذكر أن وُجهة باب النجوم توفّر منطقة تخييم للعائلات مع خيارات متعددة من الخيام العادية لشخصين والخيام الفاخرة لأربعة أو ستة أشخاص.[41]
- ممشى الحديريات التراثي: حرص القائمون على مشروع الحديريات الترفيهي على تخليد ذكريات تجارة اللؤلؤ في الإمارات وتمثّل ذلك في ممشى الحديريات التراثي الممتد على طول الواجهة البحرية في جزيرة الحديريات، والذي يتيح لزوّاره فرصة التعرف على الأهمية التاريخية والثقافية للجزيرة والتاريخ العريق الذي عاشه الأجداد للغوص بحثاً عن اللؤلؤ، كما يساعدهم على الاستمتاع بالأجواء الهادئة في هذه الجزيرة الخلاّبة.[41]
- سيركت X : يقع هذا المنتزه في الواجهة البحرية في الجزيرة، يضم عربات متنقلة لبيع الطعام إضافةً إلى حلبة تزلج وحديقة مائية للأطفال ومنطقة مخصّصة للعب، كما يمكن لهواة السباحة أيضاً الوصول بسهولة إلى الشاطئ العام والاستمتاع بممارسة السباحة وغيرها من الرياضات المائية الشهيرة.[41]
- قرية التحدي: تعتبر قرية التحدي أكبر موقع دائم للعقبات في دولة الإمارات، حيث تجمع بين سباقات مضمار العوائق وقدرة التحمل، بالإضافة إلى أحدث التقنيات الآمنة التي تساعد الجهات المختصّة على تنسيق مختلف الفعاليات والمسابقات بشكل جديد ومبتكر.[41]
- مسار الدراجات: يمتد هذا المسار على طول الجزيرة، ويوفّر فرصة الاستمتاع بركوب الدراجات في 3 مراحل مختلفة، كل منها مصمم لراكبي الدراجات من المبتدئين ومتوسطي المهارة والمحترفين.[41]

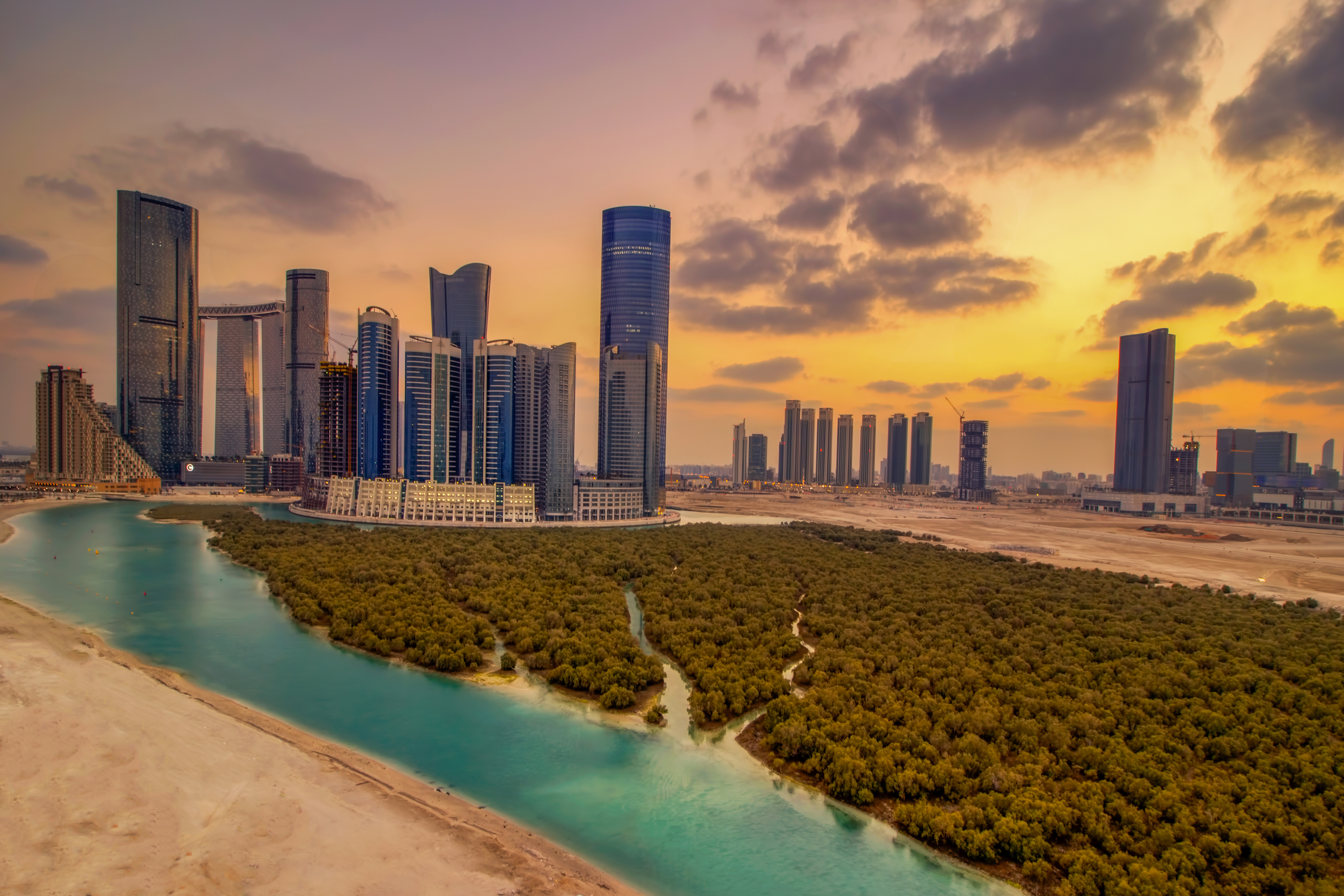
جزيرة الريم

## جزيرة الريم
جزيرة طبيعية تقع قبالة الساحل الشمالي الشرقي لمدينة أبو ظبي وتتصل بها عبر الجسور وتبعد 20 دقيقة عن مطار زايد الدولي. كما أنها تقع بالقرب من جزيرة السعديات وجزيرة الماريه، وتحتوي الجزيرة على مجموعة كبيرة من المشاريع السكنية والتجارية ومن بينها أبراج البوابة التي تعد من المعالم العمرانية المميزة، كما تحتوي على العديد من الأماكن الترفيهية والمطاعم والحدائق والمساحات الخضراء، مثل حديقة الفي التي تركز على التنوع البيولوجي، وحديقة الريم سنترال بارك الشاطئية، وتحتوي الجزيرة أيضاً على العديد من المولات ومراكز التسوق الحديثة.

## جزيرة صير بني ياس

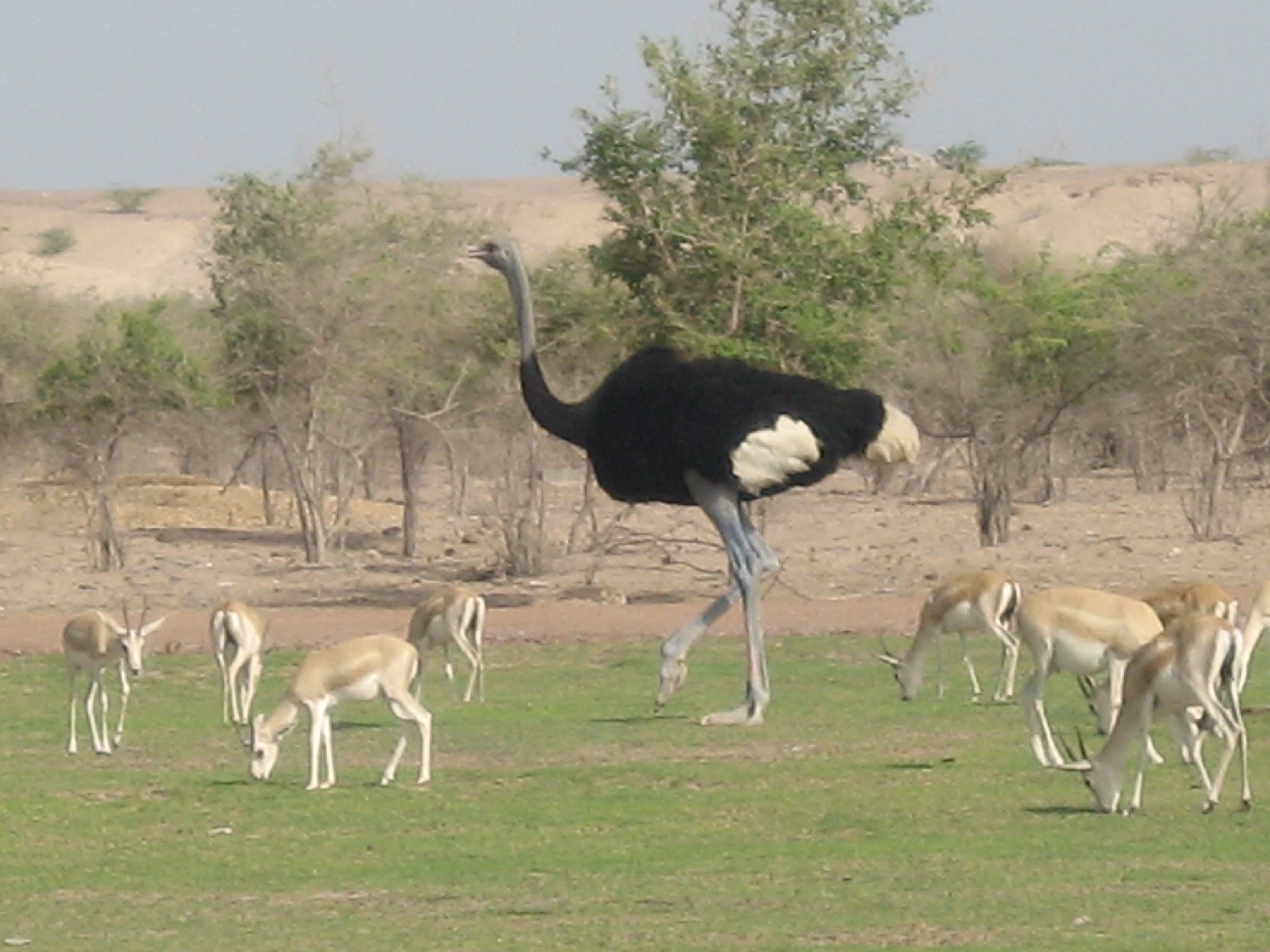
جزيرة صير بني ياس

تعتبر جزيرة صير بني ياس من أكبر الجزر في ساحل أبو ظبي، وتحوي هذه الجزير العديد من المواقع الأثرية المهمة، ومن بينها بقايا الكنيسة التي يعود تاريخها إلى مابين القرنين السابع والثامن الميلاديين، كما عثر فيها على آثار مصنوعة من حجر الصوان تعود إلى العصر الحجري الحديث، وتشكل الجزيرة محمية طبيعية تمتد على مساحة 1400 هكتار، وتضم الآلاف من الحيوانات البرية التي تتجول بحرية والكثير من أنواع الطيور الأصلية والمهاجرة.

## مراكز التسوق
تحتل مولات أبوظبي مكانة كبيرة بين أشهر مراكز التسوّق في دولة الإمارات، فهي نقطة جذب سياحي مُميزة حيث تستقبل الكثير من سائحي العرب لاقتناء أشهر الماركات العالمية والعلامات التُجارية المرموقة، كما لأوقات الترفيه ركنٌ خاص حيث تُتيح كافة المولات العديد من مُدن الملاهي التي تتناسب مع جميع الفئات العُمرية، بالإضافة إلى عدد كبير من مُجمعات المطاعم والمقاهي، ويتم إحياء العديد من الفعاليّات الترفيهية والثقافية التي تُضيف أجواءً حماسية بين الزائرين، تضم مدينة أبوظبي مراكز التسوق التالية:
- المارينا مول
- أبوظبي مول
- الوحدة مول
- الخالدية مول
- ياس مول
- الراحة مول
- دلما مول
- المشرف مول
- غاليريا مول
- ديرفيلدز مول
- كابيتال مول
- أفينيو ابراج الاتحاد
- مركز مدينة زايد للتسوق
- السيف مول
- مركز التجارة العالمي (برج الشيخ محمد بن راشد).

## الأسواق الشعبية
تتوفر العديد من أسواق أبوظبي الشعبية التي تتزين بسحر شرقي خاص، والتي لا تقل أهمية عن المراكز التجارية الضخمة، إذ تستقبل آلاف الزوار من المقيمين والسياح على حدٍ سواء، تجسد هذه الأسواق التراث والثقافة الإماراتية التي تثير فضول السياح فيتوافدون لاكتشافها وزيارتها لكي يتعرفوا على الجانب الشعبي لدولة الإمارات.
أغلقت العديد من الأسواق الشعبية القديمة على مر الزمان لأغراض الترميم لتحاكي المولات الحديثة في تصاميمها وطريقة عرضها للسلع، ولا تزال تتوفر مجموعة كبيرة من أفضل أسواق أبوظبي الشعبية والتي تتميز بوفرة المنتجات الجيدة وطريقة عرض السلع لجذب الزبائن، وسواء كان السائح يرغب في شراء الخضار والفواكه أو العطور أو السجاد أو الحلي والمجوهرات فإن هذه الأسواق تعتبر مثالية لكل هذه المنتجات لوفرتها ولأسعارها المقبولة نسبياً. أما أهم هذه الأسواق فهي:
السوق
يقع (السوق) في منطقة السوق المركزي في أبوظبي، قام بتصميم هذا السوق التقليدي المصمم المصري عبد الرحمن مخلوف، وافتتح عام 1968 وأصبح من أشهر الاسواق الشعبية في أبوظبي في ذاك الوقت، ولا يزال محتفظاً بشعبيته كونه يضم الآلاف من المحلات المتنوعة مثل محلات العطارة والتوابل والأعمال الفنية والسجاد والأقمشة والحقائب والذهب، أغلق السوق في عام 2005 لأعراض الترميم وعاد للعمل مجدداً في عام 2013.
سوق قرية البري
يعتبر سوق البري في ابوظبي من الأسواق التقليدية ولكن بحُلّة عصرية وأكثر مواكبة للمولات المتطورة، ويحاكي في تصميمه مدينة البندقية حيث تتوفر قناة مائية يمكن للزوار التنقل فيها عبر التكسي المائي، يتصل السوق مع فندق شانغريلا ويضم مجموعة من الأكشاك والمحلات التي تبيع العطور والمكياج والملابس والأحذية وديكورات المنزل والزهور وغيرها، إضافةً إلى المحلات تتوفر مطاعم ومقاهي تحظى بإطلالة على القناة المائية ومسجد الشيخ زايد الكبير، يمتد السوق على مساحة 60,000 قدم مربع، وتجسد التصاميم المعمارية للمكان أصالة العراقة العربية.
سوق السجاد
يقع سوق السجاد في منطقة ميناء زايد، وتستغرق عملية شراء السجاد من هذا السوق ساعات طويلة، نظرًا لأن الزبائن يحتارون من تنوع أشكال وتصاميم المنتجات الموزعة على أكثر من 100 محل. أسعار السجاد والوسائد غير باهظة مقارنة مع جودتها المتقنة، وتتنوع السجادات ما بين سجاد عجمي ويمني وتركي.
سوق الخضار والفواكه

يشعر الزائر بالانبهار بمجرد دخوله إلى سوق الخضار والفواكه في أبوظبي، حيث يستعرض الباعة منتجاتهم بطريقة فنية تجعل المكان يزخر بالألوان الجميلة، أسعار المنتجات في هذا السوق أرخص بكثير من المتاجر الكبيرة، ولا تقل جودتها عن تلك الموجودة في المتاجر الكبيرة. سيحتاج الزائر إلى وقت أطول للتنقل بين المحلات الممتدة على جانبي الطريق واختيار أفضل وأجود الخضار والفواكه. يعتبر هذا السوق مثالياً للعائلات الكبيرة.

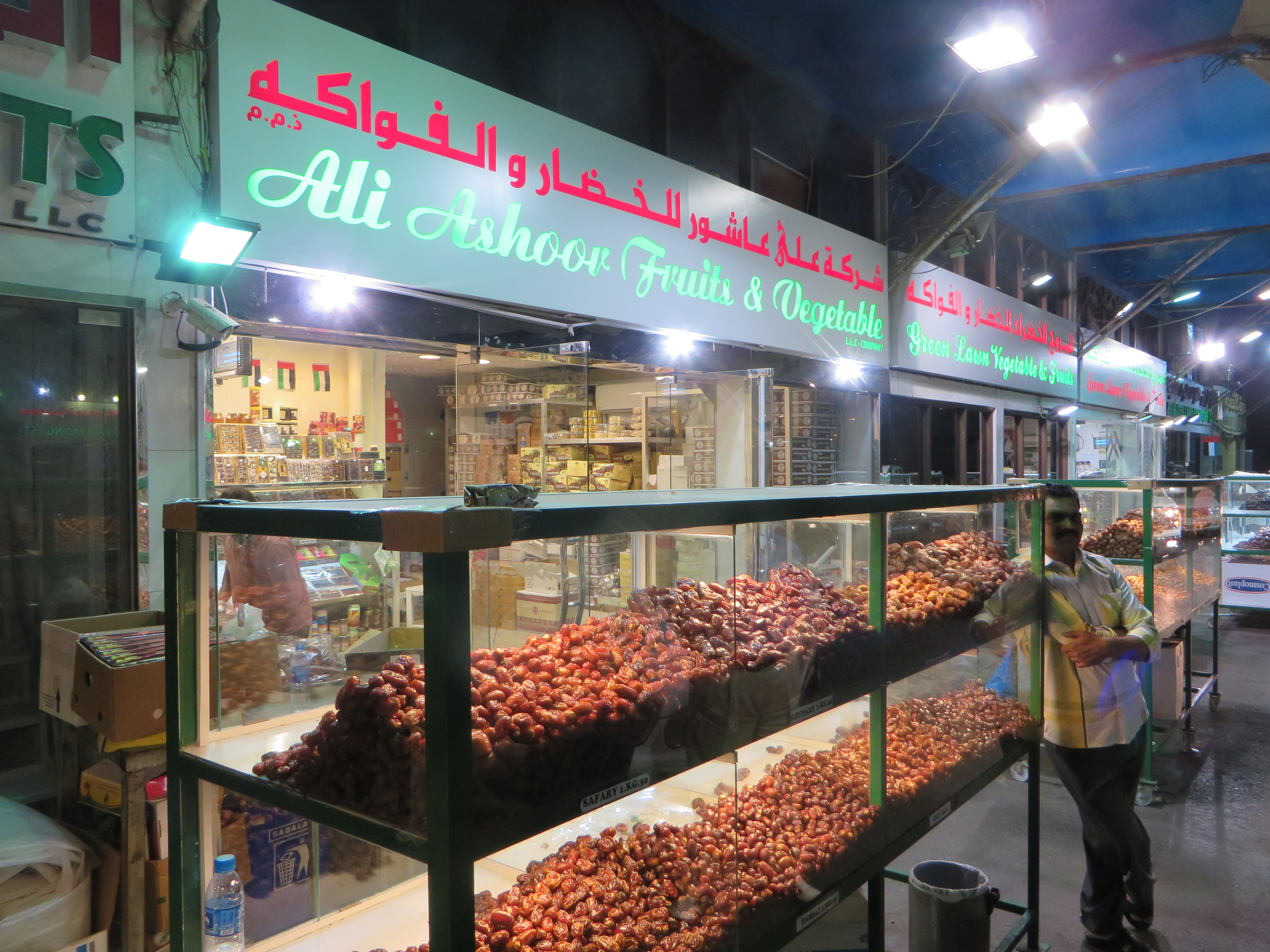
مجموعة متنوعة من التمور معروضة في سوق الخضار والفواكهه

يضم السوق العديد من المنتجات المحلية بالإضافة إلى المنتجات المستوردة من الأردن وباكستان والهند وتركيا. عند الانتهاء من التبضع، لا بد من ختام الرحلة بعصير جوز الهند الطبيعي الذي أصبح عادة يجب تجربتها عند زيارة هذا المكان.
سوق النباتات
يضم هذا السوق مجموعة من أفضل مشاتل النباتات في أبوظبي والتي توفر مختلف النباتات بأسعار معقولة جداً، توجد كميات لا حصر لها من النباتات والأشجار المحلية والمستوردة، وجميع المستلزمات المتعلقة بالزراعة والنباتات سواء التربة أو السماد أو حتى المعدات الزراعية.
سوق السمك
يستقبل هذا السوق أسماك البحر الطازجة يومياً، ويقوم الصيادون بعرض مختلف الكائنات البحرية من السمك والروبيان والمحار وغيرها، ويرحب بالزوار الذين يتوافدون لشراء ما لذ وطاب من اللحوم البحرية الطازجة منذ ساعات الصباح الباكر. يخضع السوق لرقابة مستمرة من قبل البلدية، ويوفر خدمات متكاملة ليتسنى للمشترين الذهاب لقسم تنظيف الأسماك بعد عملية الشراء، علاوةً على توفر محلات تقع على الجهة المقابلة للسوق والتي توفر خدمة شواء أو قلي الأسماك التي قمام الزائر بشرائها وتنظيفها، كما توجد العديد من المطاعم التي تقدم وجبات أسماك طازجة بأسعار معقولة.
سوق الذهب
يعتبر سوق الذهب من أكبر وأهم أسواق مدينة ابوظبي ويتميز بموقعه في أهم شوارع أبوظبي وتصميمه المميز، يقع السوق في مركز مدينة زايد التجاري ويضم مجموعة متاجر كبيرة ومتنوعة للمشغولات الذهبية والمجوهرات المصنوعة من الألماس واللؤلؤ بأرقى تصميمات الحُلي يبلغ عددها 64 محل، كما يوجد متاجر الفضة الياباني والساعات السويسرية، فضلًا عن وجود مطاعم الوجبات السريعة والمقاهي.

## الفنادق
فندق قصر الإمارات

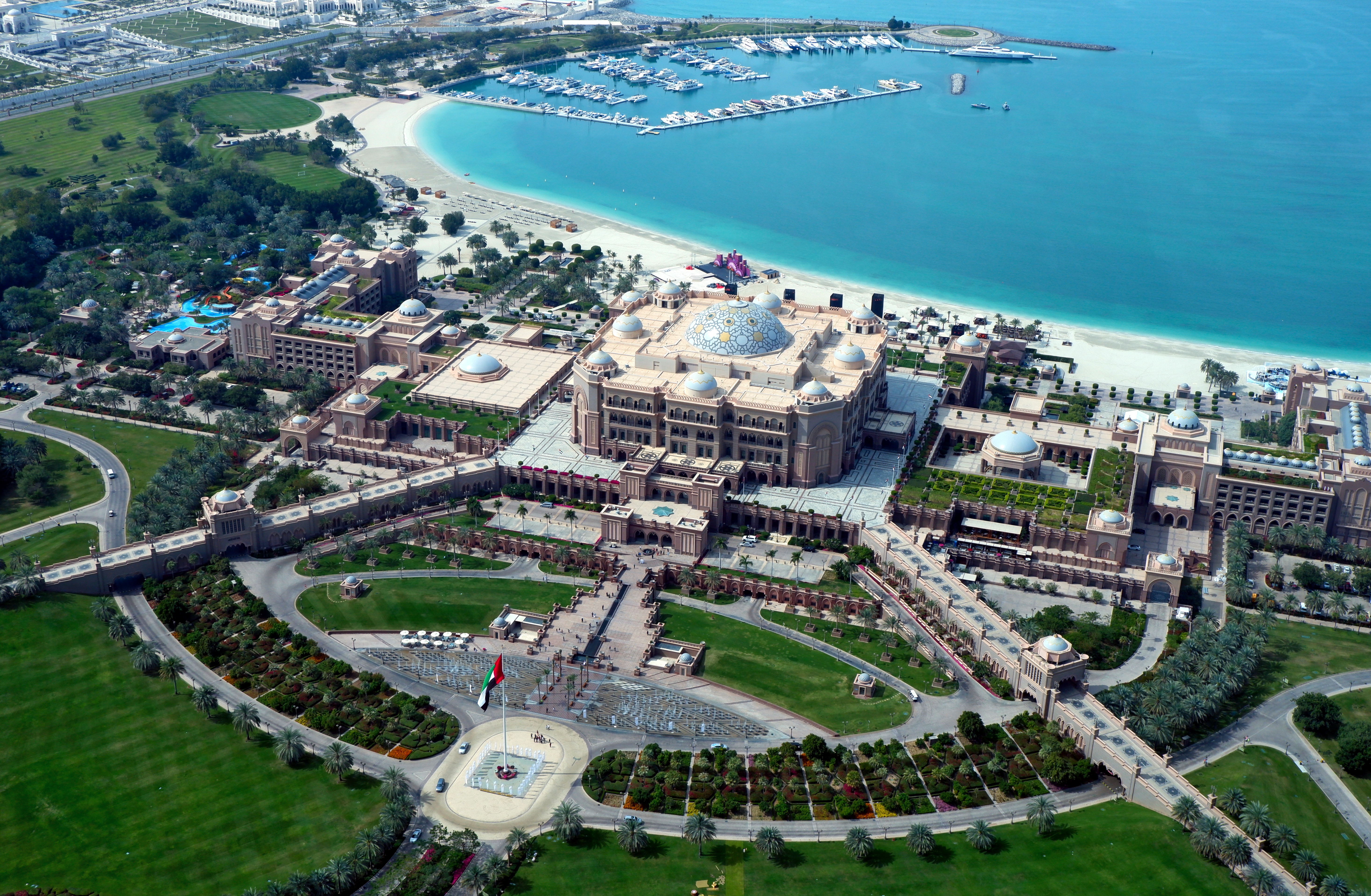
قصر الإمارات من الجو.

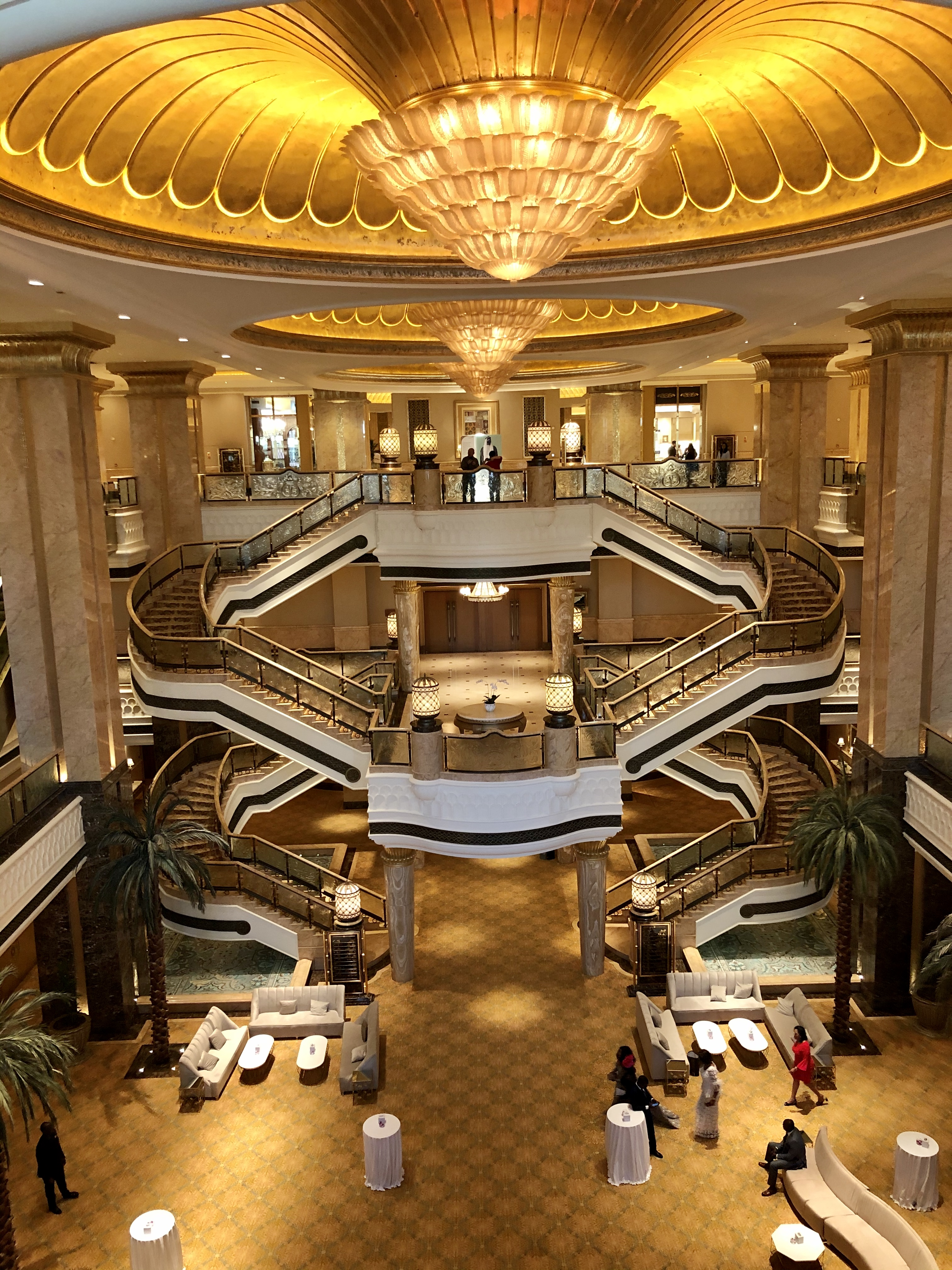
الصالة الرئيسية في قصر الإمارات.

يشتهر فندق قصر الإمارات الحائز على عدة جوائز بعراقته العربية، ويصنف كفندق من فئة خمس نجوم ويوفّر أروع التجارب المحلية الأصيلة. كما يتمتّع بموقع استراتيجي في قلب مدينة أبوظبي ويضمّ شاطئاً خاصّاً يمتدّ على مسافة 1.3 كيلومترا، وأحواض سباحة، ومرسى خاصّاً يوفّر أروع الإطلالات على الخليج ومطاعم عالمية المستوى، بالإضافة إلى سبا فاخر يوفر علاجات فخمة على غرار علاج العناية بالوجه الذي يتألف من رقائق من الذهب عيار 24 قيراطاً، يُعدّ القصر من أشهر المعالم في المدينة، ويمتدّ المبنى الرئيسي على مسافة تناهز الكيلومتر من الجناح الشرقي إلى الجناح الغربي وتغطّي حدائقه مساحة 100 هكتار. كما يضمّ فندق قصر الإمارات 114 قبّةً، أبرزها القبّة المركزية التي ترتفع 72.6 أمتار عن الأرض، والمزيّنة بحرفية تامّة بالذهب وعرق اللؤلؤ والكريستال، ويحتوي على أكثر من ألف ثريا تزن أكبرها 2.5 طن وسجّادتين جداريّتين مصنوعتين يدوياً عليهما صورة للفندق. يظهر التباين جليّاً في وضح النهار بين لون الفندق الرمليّ المائل إلى الذهبي والحدائق الخضراء النَّضِرة ونوافير المياه الفضية المتلألئة والسماء الزرقاء. وعندما يحلّ الليل، تتغيّر إضاءة الفندق بطريقة فنية بارعة، إذ تتلوّن القبّة الرئيسية بمختلف أطياف قوس قزح.
يضم الفندق عددا من المطاعم العالمية الشهيرة، فبإمكان السائح بعد قضاء يوم حافل مليئ بالنشاطات الاسترخاء والتلذّذ بمأكولات آسيوية في مطعم هكاسان، أو بأطباق إماراتية تقليدية وسط أجواء أنيقة في مطعم مزلاي. كما يقدّم مطعم (لو كافيه) برغر من لحم الإبل تُرشّ عليه رقائق من الذهب عيار 24 قيراطاً للراغبين بالتمتع بتجربة فاخرة. كما يعدّ هذا الفندق المكان الأمثل لتمضية عطلة من العمر، أو إقامة حفل زفاف يحاكي الخيال، وتنظيم فعاليات واجتماعات رائعة للشركات في أكبر المراكز الفندقية لعقد المؤتمرات في المدينة.
كابيتال جيت
يعتبر هذا الفندق واحدا من الأيقونات المعمارية المميزة في مدينة أبوظبي، ودخل موسوعة غينيس للأرقام القياسية لكونه أكثر الأبراج التي صنعها إنسان ميلاناً. يميل البرج بمقدار 18 درجة غرباً، أي أكثر بأربع مرات من درجة ميلان برج بيزا الشهير ويرتفع 160 متراً (524.9 أقدام) ويتألّف من 35 طابقاً.

## المتاحف
متحف اللوفر أبوظبي

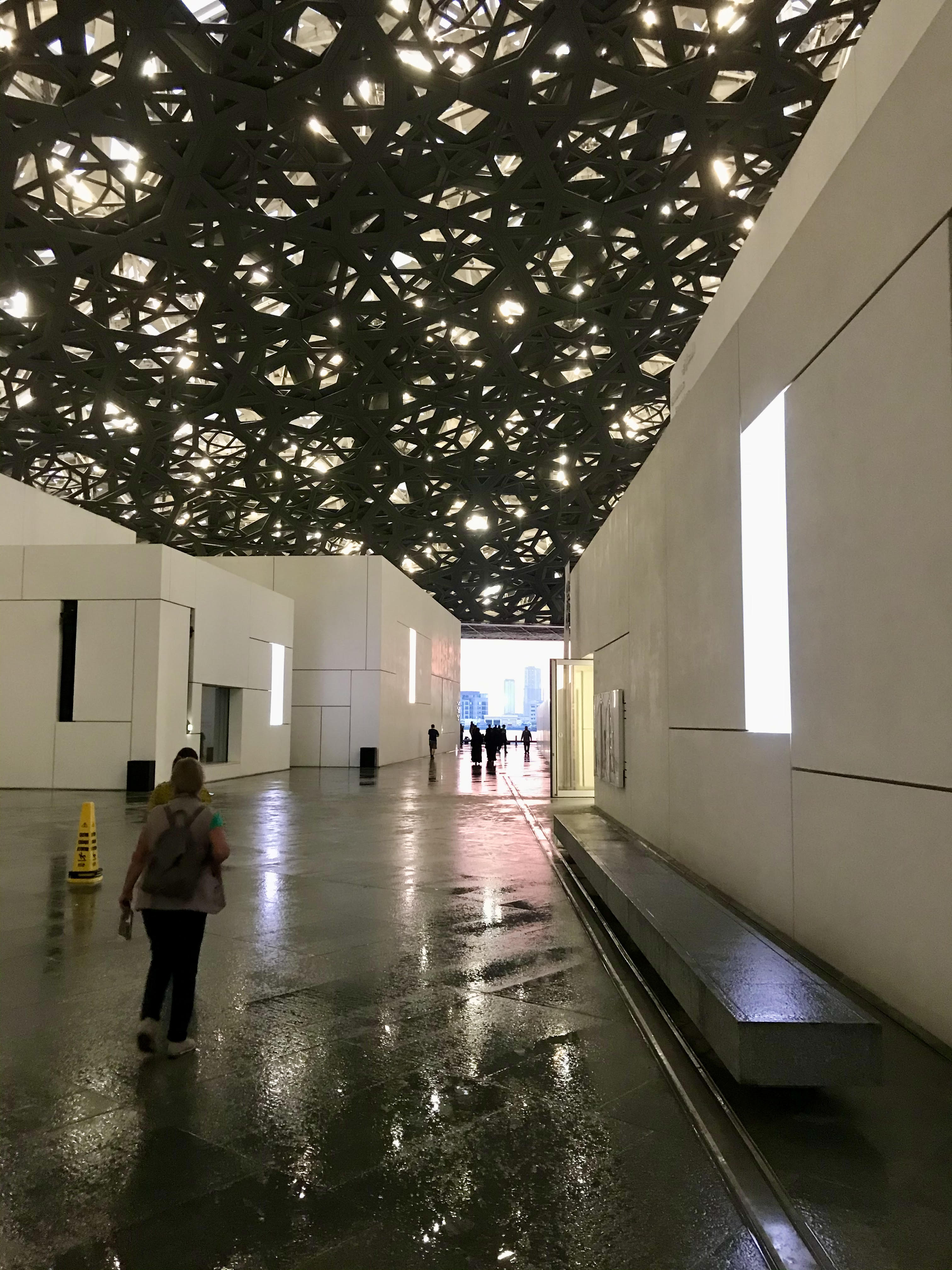
متحف اللوفر.

انطلق مشروع متحف اللوفر أبوظبي في العام 2007، نتيجة الشراكة بين فرنسا والإمارات العربية المتحدة وهو الأول من نوعه في المنطقة. يُمثّل متحف اللوفر أبوظبي فرصة فريدة من نوعها تجمع ما بين التقدم الثقافي والانفتاح الذي تعكسه رؤية الإمارات العربية المتحدة من جهة، والخبرة الفرنسية في عالم الفن والمتاحف من جهة أخرى، بهدف تسليط الضوء على جوهر الإنسانية. يمتاز المتحف بتصميم معماري على هيئة مدينة مُصغرة ذات مباني بيضاء مُنخفضة الإرتفاع، ويضم قطعًا فنية محلية وعالمية من الثقافتين الشرقية والغربية. يُمكن التجوّل في قاعات المتحف المُتعددة ومُشاهدة القطع التي تصف حياة البشر منذ ما قبل التاريخ حتى عصرنا الحالي. يستضيف المتحف معارض محلية ومعارض دولية وفعاليّات عديدة وكذلك معارض مؤقتة، هذا بالإضافة إلى العديد من ورش العمل. ويحتوي عدداً من المرافق المختلفة مثل مقهى، حمّامات عامة، مكتبة، مطعم، ومواقف للسيارات.
المتحف البحري
وهو من أهم متاحف أبوظبي التاريخية التي تحكي تاريخ البلاد وثقافته، ويعرف أيضا باسم متحف تاريخ أبوظبي أو المتحف المائي والمتحف البحري، يتيح المتحف للزوار التعرف على الحياة البحرية في الإمارات وعلاقة السكان الأصليين للدولة مع البحر. كما يضم حوضاً ضخماً للأسماك، والذي يحتضن أعداداً كبيرة من الأسماك والمخلوقات البحرية والشعاب المرجانية التي تعيش في مياه الخليج العربي.
يعتبر المتحف البحري أحد عناصر جذب الكثير من الزوّار القادمين من أجل السياحة في أبوظبي. ومنذ افتتاح المتحف وهو ينفرد بمجموعات نادرة ومعروضات أثرية تحكي للزائرين تاريخ القُدماء وانجازاتهم على مرّ السنين.
متحف زايد الوطني
يقع متحف زايد الوطني في جزيرة السعديات تحديداً في المنطقة الثقافية، يسلط متحف زايد الوطني الضوء على إنجازات الشيخ زايد بن سلطان آل نهيان مؤسس دولة الإمارات العربية المتحدة بطريقة حديثة، ويركز بشكل رئيسي على رحلة وحياة الشيخ زايد نحو توحيد الإمارات، كما يختص المعرض بالمحطات الرئيسية في حياة الشيخ زايد من خلال الصور التي تعرض جانبه الإنساني والقيادي، إلى جانب الرموز والكنوز الوطنية ومقتنياته الشخصية.
يضم المتحف مكتبة توفر آلاف الكتب معروضة بطرق تفاعلية، كما يمكن للزوار التجول في المساحات الخضراء المحيطة بالمتحف. كما يهدف المتحف إلى استعراض التقدم السريع الذي سعت إليه دولة الإمارات العربية المتحدة وحققته، إلى جانب التطور الذي شهدته الدولة في السنوات الأخيرة من خلال النمو الهائل في كافة القطاعات بما فيها القطاع الاقتصادي والاجتماعي والتعليمي والصحي وغيرها من القطاعات التي ترتقي بالدولة وتجعلها بين أشهر وأفضل الدول على الصعيد العالمي.
متحف الإمارات الوطني للسيارات

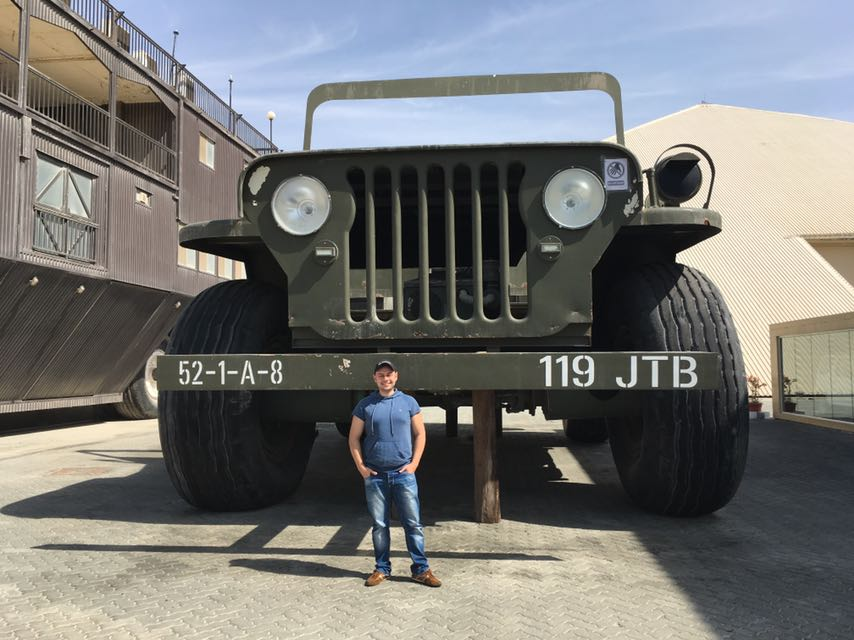
مركبة دودج الضخمة في متحف الإمارات الوطني للسيارات.

وهو أحد أشهر متاحف السيارات في الوطن العربي يقع المتحف على بعد حوالي 45 كلم جنوب أبوظبي وبني على شكل هرم، ويعرض السيارات بأساليب مميزة ورائعة، كما يضم مجموعة واسعة من مختلف أنواع السيارات القديمة والحديثة ذات القيمة العالية، وقد ظهرت بعض قطع المجموعة في البرنامج التلفزيوني «توب غير» على قناة بي بي سي.
تتمتع معظم السيارات المعروضة في متحف السيارات أبوظبي بقيمتها المادية والمعنوية، إذ يضم المتحف ما يزيد عن 200 سيارة فاخرة وتاريخية وحديثة، ويعود بعضها لكبار الشخصيات، وأبرز هذه السيارات مجموعة سيارات المرسيدس فئة إس التي يمتلكها الشيخ حمد بن حمدان آل نهيان، إذ تتميز هذه المجموعة الخاصة المكونة من 7 سيارات مرسيدس بتجسيدها ألوان قوس قزح، كما تتاح لزوار متحف السيارات الكلاسيكية في أبوظبي الفرصة للتعرف على تاريخ صناعة السيارات، بالإضافة إلى استكشاف نمط حياة الأمراء العرب في الستينيات وحتى تسعينيات القرن الماضي.
يحتوي المتحف على مركبة دودج الضخمة التي يبلغ حجمها 8 أضعاف حجم المركبة الطبيعية، فهي أكبر سيارة على وجه الأرض، بالإضافة إلى الكارافان العملاق الذي يتألف من 8 غرف؛ وهناك أيضاً مجموعة من السيارات العجيبة بما في ذلك سيارة لامبورغيني ذات الدفع الرباعي ومجموعة سيارات ميني كوبر الرائعة، إضافةً إلى سيارات الليموزين الأمريكية والأوربية التي يعود تاريخ صنعها لخمسينيات وسبعينيات القرن الماضي. كما يضم متحف الإمارات الوطني للسيارات سيارات مميزة أخرى منها سيارات شرطة نيويورك ومركبات الصليب الأحمر وسيارات الطرق الوعرة والمركبات الحربية والعسكرية، وغيرها العديد من السيارات الغريبة والنادرة.
متحف جوجنهايم أبوظبي
وهو متحف قيد الإنشاء في جزيرة السعديات من المتوقع افتتاحه عام 2025، صممه المهندس المعماري العالمي فرانك جيري. يقدم المتحف مجموعة عالمية متنوعة تركز بشكل خاص على الأعمال الفنية من غرب وجنوب آسيا وشمال أفريقيا، وسيسهم المتحف من خلال مجموعته الكبيرة من الأعمال الفنية في إلقاء الضوء على نقاط الالتقاء والاختلاف بين الثقافات في سياقات وتواريخ محددة، وسيبرز الإنجازات الإبداعية المميزة التي ترجع إلى العام 1960. تضم مجموعة المتحف حالياً أكثر من 600 عمل فني يغطي وسائط وفئات فنية مختلفة.
متحف المصرف المركزي للنقود والعملات
إفتُتح هذا المتحف في نهاية العام 2013، احتفاءً بمرور 40 عاماً على تأسيس مصرف الإمارات المركزي. يشغل هذا المتحف قسماً من الطابق الأرضي في المقرّ الرئيسي للمصرف المركزي في أبوظبي. يضمّ المتحف مجموعة كبيرة من المقتنيات التي يعود تاريخها إلى ما قبل قيام دولة الإمارات العربية المتحدة، ومن بينها عملات ورقية وعملات معدنية من الذهب والفضة، بالإضافة إلى عملات الروبية التاريخية من دولة الهند والريالات السعودية والقطرية. كما يستعرض تاريخ العملات في المنطقة، ويروي بطريقة مميّزة قصة إعلان الدرهم كعملة وطنية رسمية في العام 1973، وإصدار أول سلسلة من العملات الورقية في العام 1976.
يضمّ المتحف أيضاً جزءاً من مقتنيات المصرف المركزي من العملات الورقية والعملات النقدية والمسكوكات التذكارية، والإهداءات ونماذج من إصدارات العملة الورقية للدولة والدول الأخرى، بالإضافة إلى آلات عدّ وفرز النقد القديمة التي استخدمها المصرف المركزي عبر تاريخه.
مركز ميراج للفنّ الإسلامي
يعرض هذا المركز الشبيه بالمتحف مجموعة من القطع الفنية الإسلامية الفريدة التي جُمعت من مختلف أرجاء العالم الإسلامي كمصر وسوريا وإيران والهند والعراق وكشمير وروسيا. تتنوّعا لأعمال المعروضة ما بين سجاجيد منسوجة يدوياً بعناية فائقة ومزيّنة بالصور أو مرصّعة بالجواهر، ومنسوجات حريرية، ورداءات ملكية ومجوهرات، وقطع رخامية، وأوانٍ محفورة بكتابات بالخطّ العربي، ولوحات مصغّرة. ويقوم موظّفو المركز بخدمة الزوار حيث يشرحون لهم عن تاريخ القطع وأصولها، والطرق الفنية المستخدمة في صنعها.
تبلغ مساحة المركز حوالي 100 ألف متر مربع، ويقع بجوار فندق هيلتون كابيت الجراند أبوظبي على بُعد 500 متر من جامع الشيخ زايد الكبير ، كما يشمل متحفاً مذهلاً عالميّ المستوى، ويضمّ مطعماً على السطح يوفر إطلالات بانورامية على قصر الإمارات والخليج العربي. يفتح المركز والمقهى أبوابهما يومياً والدخول إليهما مجاني. يوفّر مركز ميراج للفنّ الإسلامي أيضاً لزوّاره خدمة نقل مجانية من وإلى الفندق الذي يقيمون فيه، كما يقدّم مرطّبات ترحيباً بهم وقهوة عربية (بالهال) وتمور للمجموعات التي تتخطّى 50 شخصاً.

## السياحة البيئية
منتزه القرم الوطني

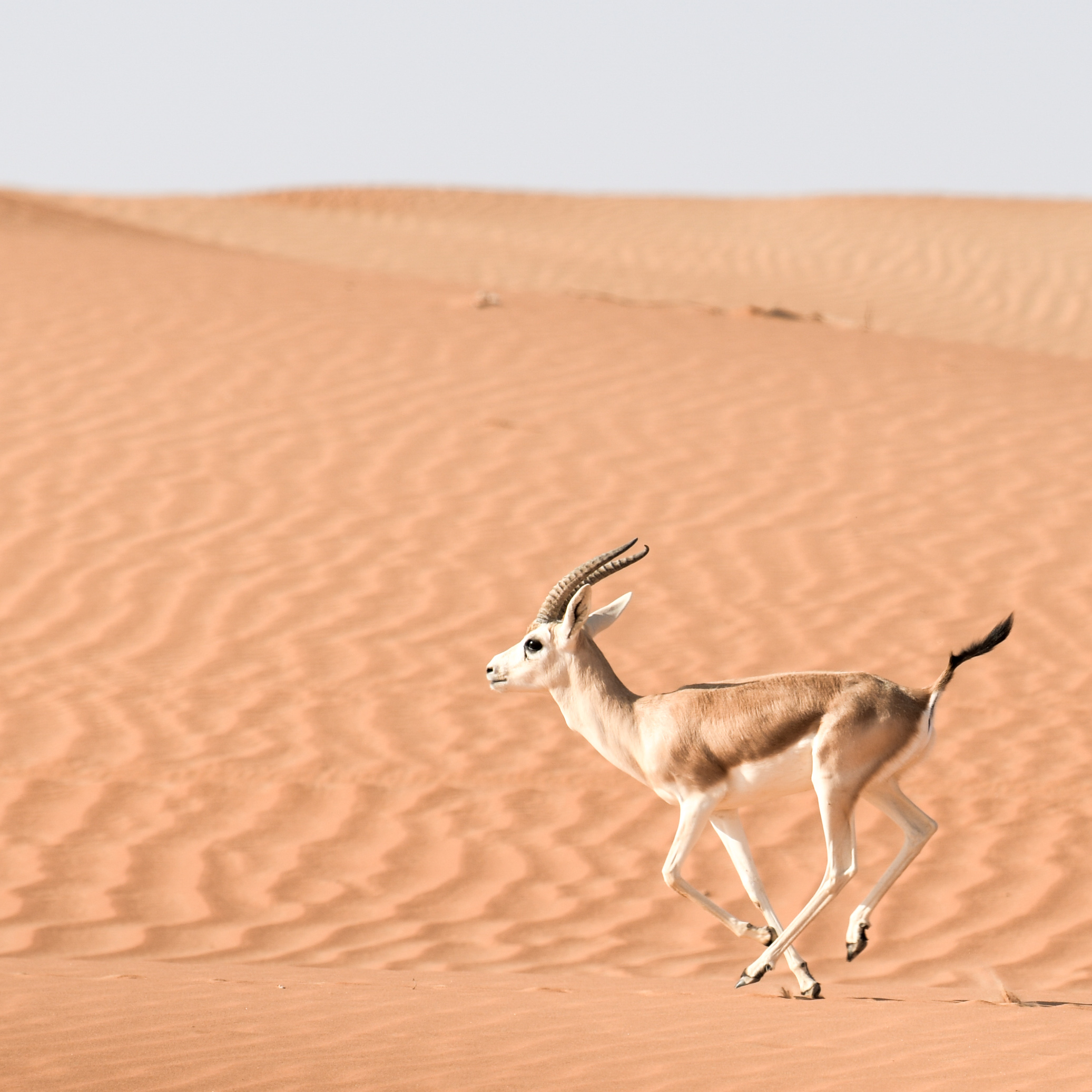
غزال الرمل العربي في صحراء ليوا.

يقع منتزه القرم الوطني على أطراف وسط مدينة أبوظبي، ويعدّ وجهة مثالية للعائلات وعشاق مراقبة الطيور والمصورين الذين يتطلعون إلى الهروب من صخب المدينة. يخضع هذا المنتزه الذي يعدّ أحد أهم المعالم البيئية في الإمارة لحماية هيئة البيئة في أبوظبي، ويضم أهم أنواع الأشجار التي تعمل بشكل أساسي على حماية البيئة وتنقية المياه الساحلية وهي أشجار القرم التي تساهم أيضاً في تنقية الهواء من ثاني أكسيد الكربون بنسبة كبيرة. يُغطّي المنتزه حوالي 75% من إجمالي مساحة غابات القرم في الإمارات العربية المتحدة ويتميز بالتنوّع البيولوجي الوفير الذي يشمل غابات أشجار القرم والمستنقعات المالحة والسهول الطينية وتجمّعات الطحالب.
تُعدّ غابات القرم مكاناً مثالياً لعشّاق الطبيعة، فهي تحتضن أنواعاً متعدّدة من فصائل الحيوانات، بما في ذلك سرطان البحر والطيور البحرية على غرار البلشونيات والفلامينجو والأسماك، كما تتّخذ السلاحف والثعالب والثدييات البحرية مثل الأطوم والدلافين هذا المنتزه موطناً لها. ويمكن للسياح القيام بنزهة بقارب الكاياك لاكتشاف هذه المناظر الطبيعية الساحرة، حيث تضمّ قنوات لا تعدّ ولا تحصى يحلو فيها الاستمتاع بأجمل المغامرات. يعتبر المنتزه من الوجهات المثالية لممارسة رياضة الكاياك في أبوظبي.
مستشفى أبوظبي الصقور
خلال الجولة التي تستغرق ساعتين، يتعرف السائح على الصقور وعلى تاريخ الصيد بالصقور وكذلك حياة الصقور في العصر الحديث، يمكن أيضًا حمل صقر وزيارة أحد أقفاص الطيران الحر ومشاهدة سرعة انقضاض الصقور عبر السماء، يعتبر مستشفى أبوظبي للصقور مكاناً رائعاً للتعرف على الصقور في دولة الإمارات.
محمية قصر السراب

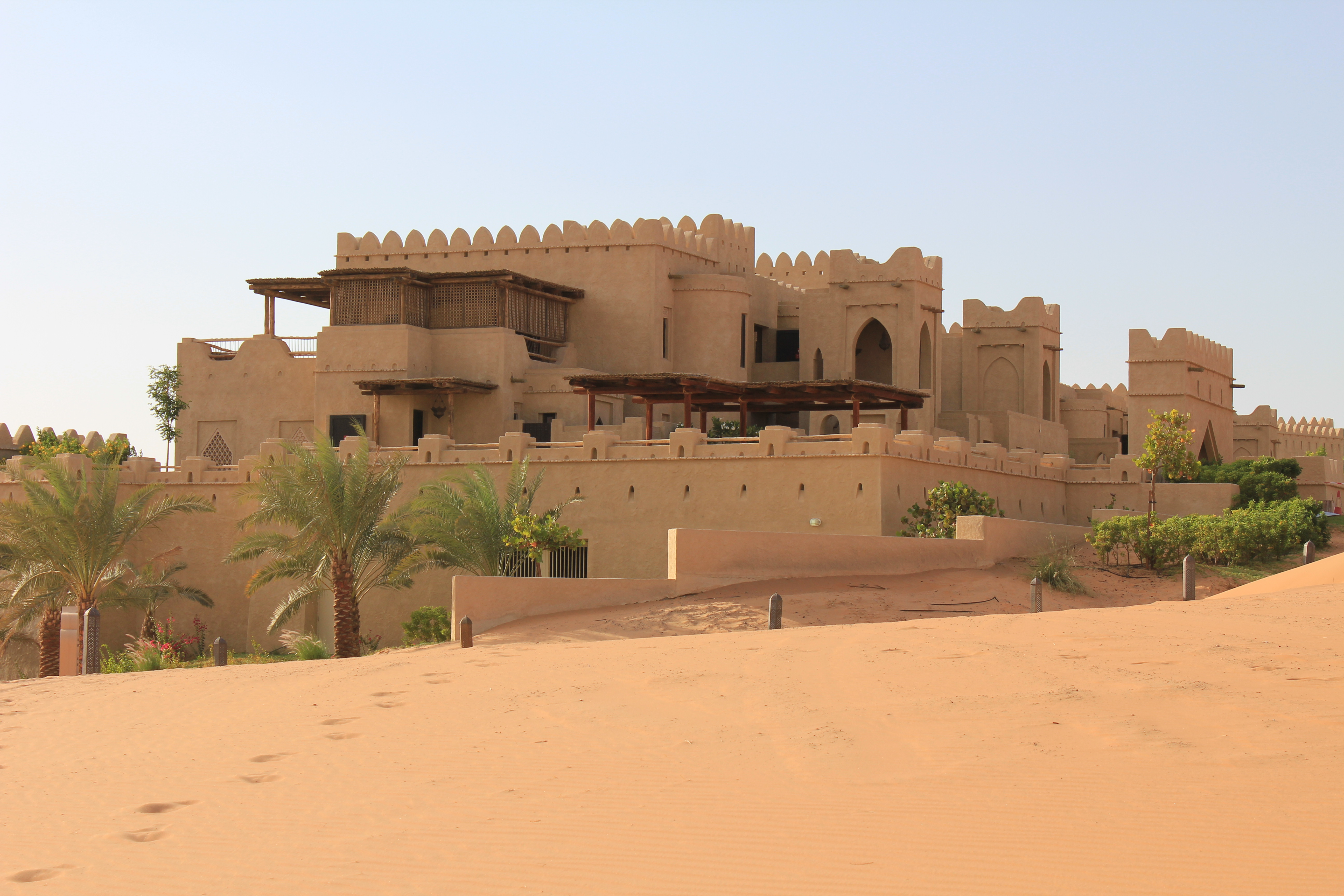
قصر السراب في ليوا

تقع المحمية بالقرب من قصر السراب في منطقة الظفرة، وتبلغ مساحتها 308 كم مربع من الكثبان الرملية الطبيعية والمسطحات الملحية. تضم هذه المنطقة أكثر من 30 نوعاً من الطيور و13 نوعاً من الزواحف و 10 أنواع من الثدييات، بما في ذلك المها العربي الذي أعادته أبوظبي من حافة الانقراض وتم إعادة توطينه بنجاح في البرية، وبذلك أتيحت الفرصة للزوار لمشاهدة المها في موطنه الأصلي. تعتبر هذه المحمية المكان الأمثل لمشاهدة المها العربي من خلال زيارة فندق قصر السراب.
جزيرة صير بني ياس
تعتبر جزيرة صير بني ياس من أكبر الجزر في ساحل أبوظبي وكانت الجزيرة الخاصة للشيخ زايد بن سلطان آل نهيان مؤسس دولة الإمارات العربية المتحدة، وبفضل جهود المحافظة عليها التي استمرت لعقود، أصبحت اليوم موطناً لآلاف الحيوانات الكبيرة التي تتجول بحرية وعدة ملايين من الأشجار والنباتات، كما تعتبر ملاذا للطيور ومحمية للحياة البرية، وهي أيضاً مكان رائع للتواصل مع الطبيعة ومكان مثالي لقضاء وقت مع العائلة. تقع الجزيرة على بعد ساعتين ونصف من مدينة أبوظبي ويتوجب على السائح قيادة السيارة للوصول إلى ميناء جبل الظنة ومن هناك يمكنه ركوب عبارة إلى الجزيرة.
هناك العديد من الأنشطة التي يمكن القيام بها في جزيرة صير بني ياس؛ من الجولات الثقافية والتاريخية إلى ركوب الدراجات الجبلية ورحلات السفاري والتجديف بقوارب الكاياك وحتى الغوص بحثاً عن اللؤلؤ، وتعتبر هذه المحمية الطبيعية موطناً للكثير من الأنواع مثل المها العربية والنعامة الصومالية والغزلان والظباء والزرافات والدلافين، وهي مفتوحة على مدار العام ويمكن استكشافها عن طريق زيارة منتجع وسبا جزيرة الصحراء.
واحة ليوا

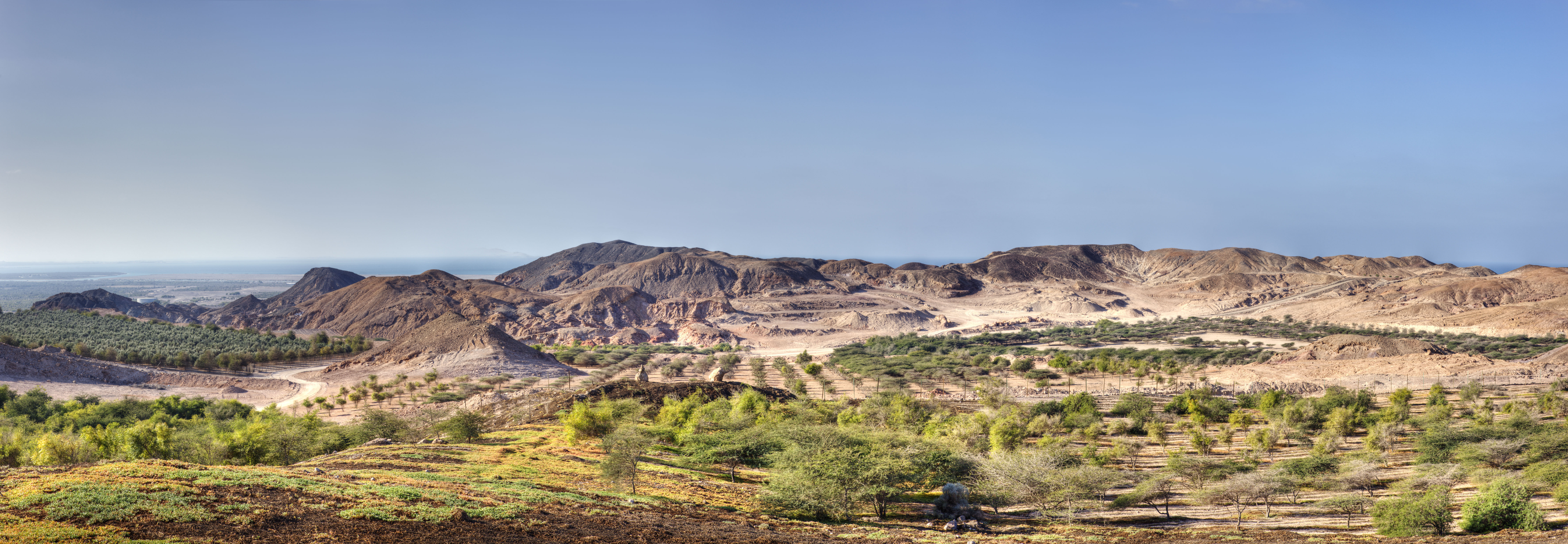
صورة بانوراما لجزيرة صير بني ياس.

تقع واحة ليوا في الجانب الشمالي من صحراء الربع الخالي التي تعرف بأنها أكبر صحراء رملية في العالم، تضم الواحة مزارع وحصون يعود تاريخها لأكثر من 100 عام، يميزها تل مرعب وهو أعلى الكثبان الرملية في واحة ليوا ومن أعلى الكثبان الرملية على الصعيد العالمي، إذ يزيد ارتفاعه عن 300 متر بزاوية ميلان 50 درجة نحو الأعلى، مما يجعله الوجهة الأولى لمحبي المغامرة الرملية. في شهر ديسمبر من كل عام، يُقام حول تل مرعب مهرجان ليوا الدولي، حيث تتسابق السيارات المعدلة والدراجات النارية في محاولة للوصول إلى قمة التل.

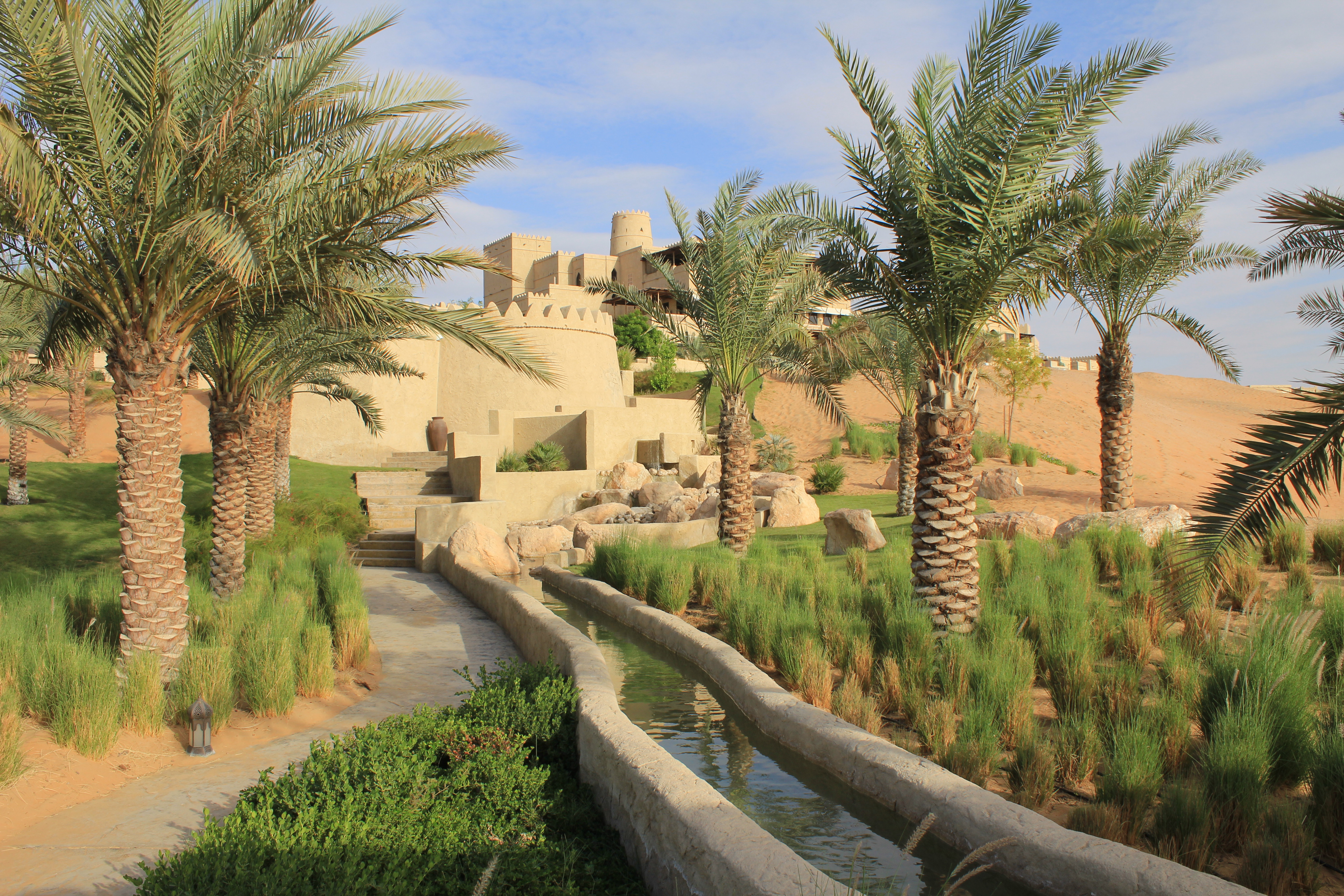
قناة مائية في ليوا ويظهر في الصورة فندق قصر السراب

تمتد واحة ليوا على شكل هلال من الشرق إلى الغرب لمسافة تزيد عن 100 كم، مما يزيد من شهرة واحة ليوا للرحلات الصحراوية ويجعلها مقصداً لمحبي رياضة السيارات، كما تعد الواحة الموطن الأصلي لقبيلة بني ياس التي تعتبر من أعرق وأقدم القبائل في دولة الإمارات العربية المتحدة وينحدر منها حكام إمارتي أبوظبي ودبي.
تضم الواحة قلعتين يبلغ عمرهما أكثر من 100 عام وما زالتا قائمتين حتى اليوم، كما تم ترميم سبع قلاع أخرى يعود تاريخها إلى فترة ثمانينات القرن العشرين، وتتميز هذه الأبنية بالأبراج الدائرية والجدران العالية التي يبلغ ارتفاعها 3 أمتار صنعت خصيصاً للمراقبة، إضافة إلى فتحات مخصصة للبنادق على مسافات منتظمة بهدف التصدي لأي هجوم في ذاك الوقت. من بين القلاع التي تم إعادة ترميمها قلعة الميل، كما تم بناء أربع قلاع أخرى، وهي ظفير والجبانة ومزيرعة والمارية الشرقية، إذ بنيت هذه القلاع بجوار مصادر المياه وهي الآن محاطة ببساتين النخيل.
يعتبر مهرجان ليوا للرطب من أشهر الفعاليات التي يتم إقامتها في منطقة الظفرة غرب إمارة أبوظبي، ويقدم مجموعة من الأنشطة التي تعكس الجوانب المختلفة للتراث الإماراتي الأصيل. يقام المهرجان على مساحة تمتد على أكثر من 20 ألف متر مربع في منطقة ليوا.
بإمكان الزوار أيضا الإاقامة في فندق ومنتجع قصر السراب في ليوا وهو منتجع على مستوى عال من الفخامة، يقدم المنتجع للزوار العديد من النشاطات الترفيهية مثل: الرماية بالقوس، ركوب الجِمال، النزهات الصحراوية، ركوب الدراجة الهوائية الصحراوية، مشاهدة عرض الصقور وكلاب السلوقي، التزلج والتزحلق على الرمال، رحلات بسيارات الدفع الرباعي في صحراء ليوا وغيرها.

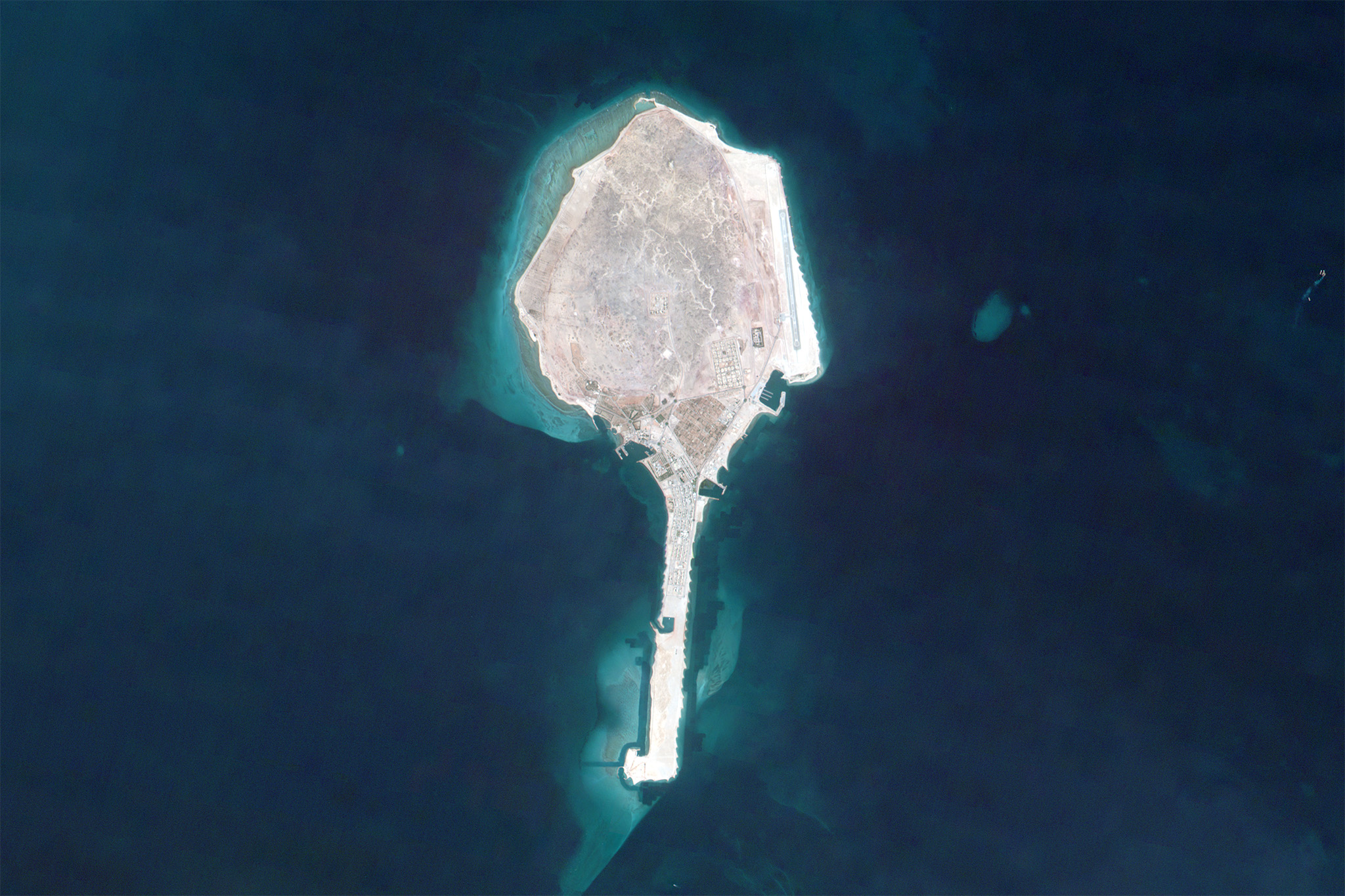
جزيرة دلما
تعدّ جزيرة دلما منطقة مأهولة منذ أكثر من 7000 عام وكانت فيما مضى أحد أبرز مراكز الغوص لصيد اللؤلؤ في منطقة الخليج وما زالت تحافظ على روابط وثيقة بتراثها البحري. وهي إحدى أقدم التجمعات البشرية الدائمة والمعروفة في دولة الإمارات العربية المتّحدة وتحتوي على بعض أقدم الآثار التي تدلّ على زراعة أشجار النخيل في المنطقة، بالإضافة إلى أوانٍ فخّارية تعود إلى حضارة بلاد ما بين النهرين، وأدوات حجرية مصقولة بعناية. وبفضل وفرة المياه العذبة أصبحت تربة الجزيرة خصبة، لذلك تتضمّن هذه الوجهة المزارع والحقول التي تُزرع فيها مجموعة كبيرة من المنتجات. تشتمل الجزيرة على العديد من المزارع الخاصة وقصر يعود للشيخ زايد بن سلطان آل نهيان بالإضافة إلى العديد من المواقع الأثرية حيث تتضمن مبانٍ قديمة وثلاثة مساجد يعود تاريخها إلى القرن العشرين.
تستغرق رحلة الوصول إلى الجزيرة من ميناء جبل الظنة حوالي ساعتين بالعبارة، وبالتالي يتعين على السياح تأمين وجبات خفيفة كافية، وتتوفر عدة مطاعم في الجزيرة، وتحيط بها شواطئ المياه العذبة وتضم فندق صغير يقيم به الزوار، كما تعتبر الجزيرة من الوجهات المشهورة للتخييم.

## الحدائق العامة
تضم مدينة أبوظبي العديد من الحدائق العامة المناسبة للعائلات والأطفال، وزودت هذه الحدائق بكل وسائل الترفيه من الملاعب والسمساحات الخضراء والمقاعد ومواقف السيارات وحتى المطاعم والمقاهي والنوافير ودورات المياه ومسارات للدراجات وممارسة الرياضة. ومن هذه الحدائق : منتزه الخليج العربي، حديقة الوثبة، حديقة ياس، حديقة الباهية، حديقة بني ياس العامة، حديقة المطار، حديقة كورنيش المرفأ، حديقة الشهامة الجديدة، حديقة المقطع، حديقة مصدر، حديقة المصفح، حديقة مسجد الشيخ هزاع، حديقة الفلاح، حديقة الشهامة، حديقة بينونة، حديقة الشريعة، حديقة المطار القديم، حديقة محمد بن زايد وغيرها، أما أشهر تلك الحدائق فهي:
حديقة أم الإمارات
تقع حديقة أم الإمارات (التي كانت تسمى سابقا حديقة المشرف) في شارع محمد بن خليفة بين شارعي المطار والكرامة، وقد جرى تحويلها من منتزه خاص بالنساء والأطفال إلى حديقة لجميع أفراد العائلة، وتماشياً مع تاريخ الحديقة التي فتحت أبوابها عام 1982، تم الاعتناء بأكثر من 200 شجرة معمرة وإضافة ما يزيد عن 150,000 شجرة جديدة.

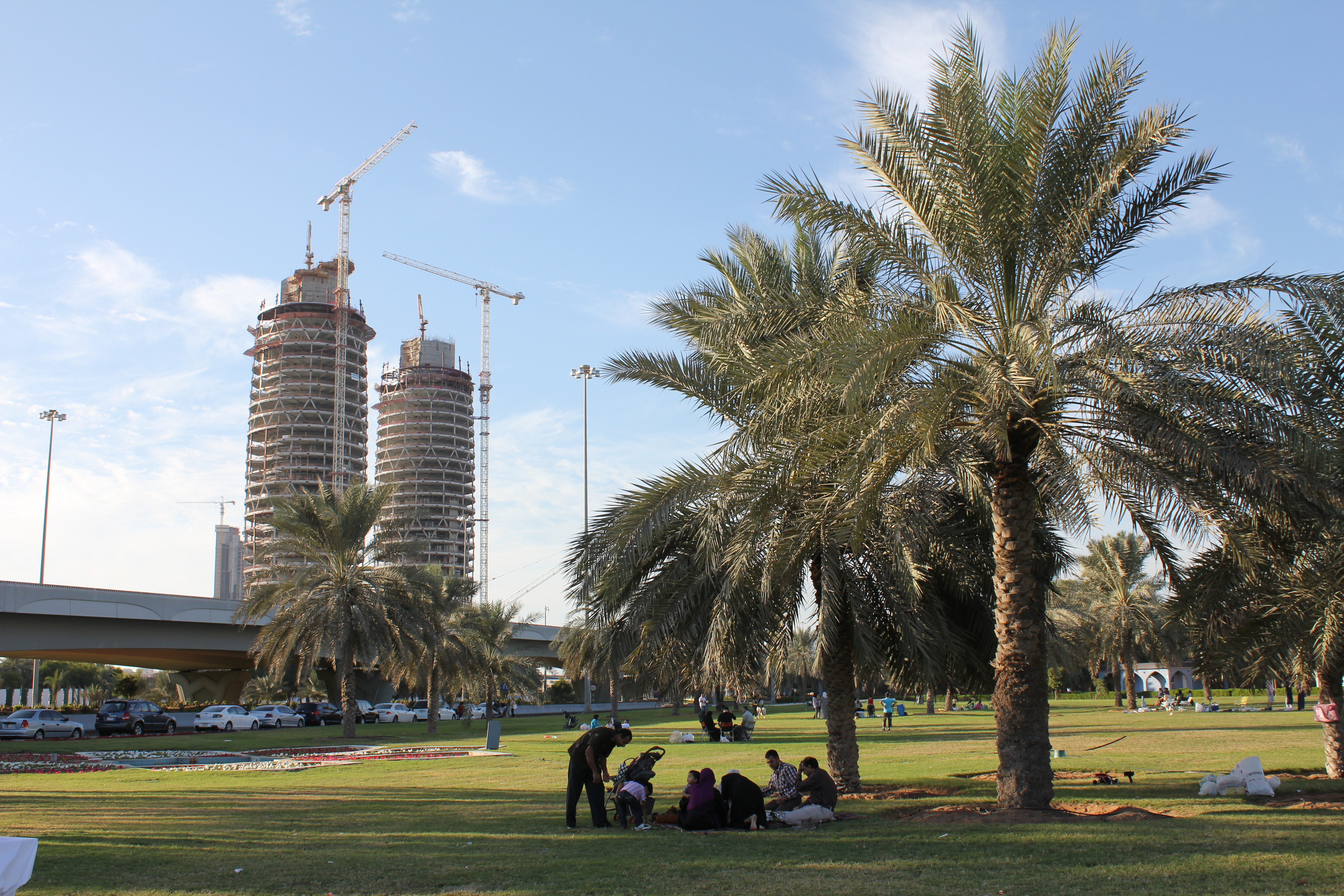
إحدى الحدائق العامة في أبوظبي.

تنفرد الحديقة بالعديد من المرافق التي أضيفت أثناء عمليات التجديد؛ بما في ذلك بيت الظل وهو بناء رائع يطل على الحديقة التي تحتضن أجناساً مختلفة من النباتات، بالإضافة إلى المسرح المفتوح الذي يستقبل أكثر من 1,000 زائراً للاستمتاع بالفعاليات الفنية المقامة فيه، مما يجعلها واحدة من أكثر الحدائق المفتوحة في أبوظبي شهرة بين السكان.
تضم الحديقة أيضاً حظيرة حيوانات التي تحتضن حوالي 12 نوعاً من الحيوانات المختلفة، ويتم الاعتناء بها بالتعاون مع حديقة الإمارات للحيوانات، بالإضافة إلى منطقة العشب الكبرى وحديقة الأطفال وحديقة النباتات وحديقة المساء، كما تضم الحديقة مجموعة من المطاعم والمقاهي. يبلغ سعر تذكرة الدخول 10 دراهم (2.7 دولار).
حدائق الكورنيش

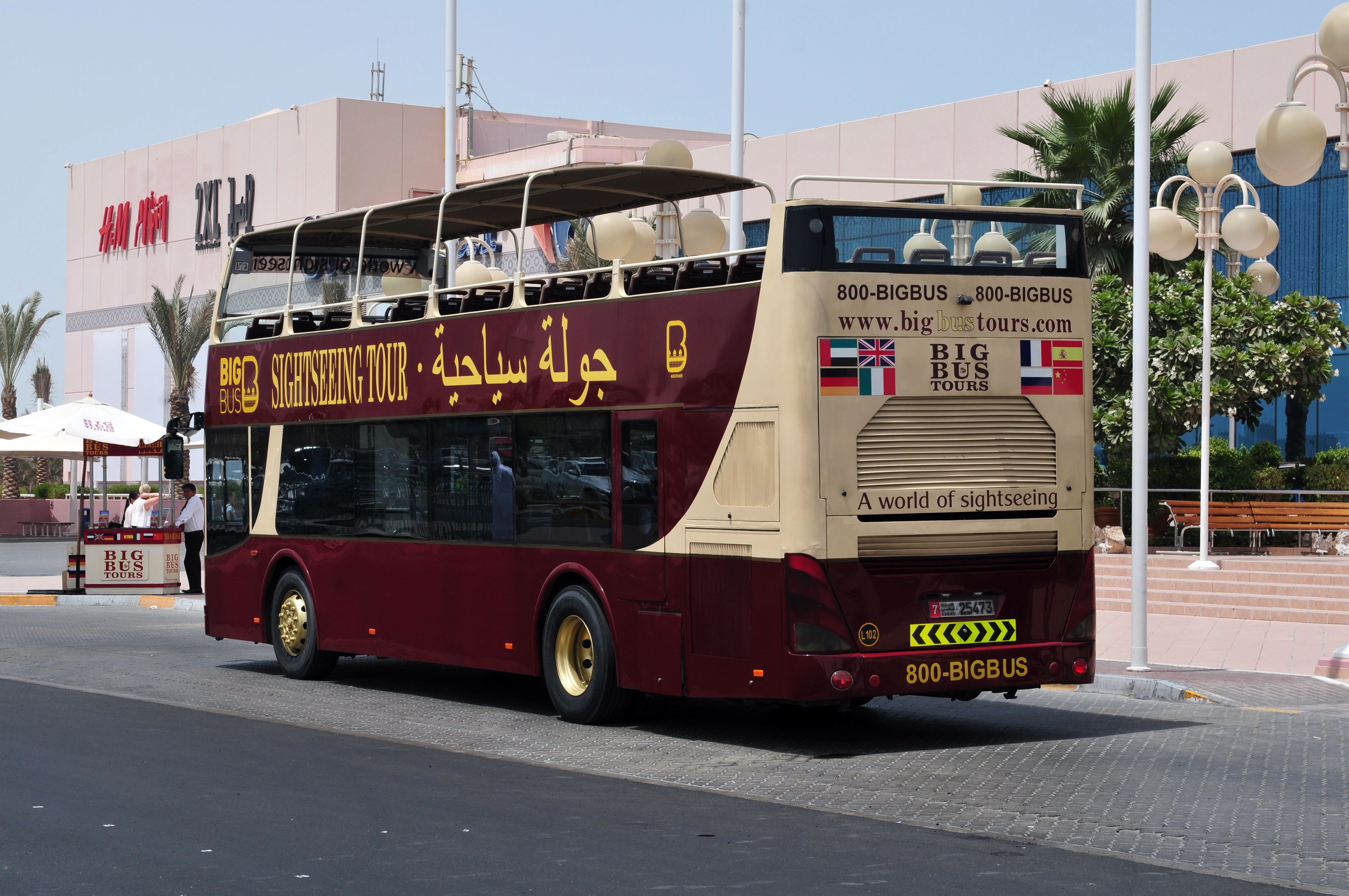
حافلة لنقل السياح في جولات حول المدينة.

تعد حدائق الكورنيش من أكبر وأهم الحدائق العامة في أبوظبي، تقع على طول الكورنيش في المنطقة الفاصلة بين الأبراج السكنية وشارع الكورنيش،  أقيمت الحدائق على مساحات خضراء بطول يصل إلى 8 كيلومترات على مساحة 500 ألف متر مربع تزخر بأنواع عديدة من النباتات والزهور والأشجار، مما جعلها مكاناً مناسباً لإقامة الفعاليات والمسابقات، واستقطاب أعداد كبيرة من الزائرين، تضم الحدائق مسارات للدراجات الهوائية وأماكن مخصصة للشواء، بالإضافة إلى العديد من المقاهي والمطاعم وألعاب متنوعة وملاعب لمختلف الفئات العمرية ونوافير مختلفة الأشكال وكهوف صناعية تم تجهيزها من الداخل لتكون جلسات مريحة للأسر.
تشمل حدائق الكورنيش تلك الممتدة على كورنيش أبوظبي وهي: (حديقة التراث) و (حديقة المدينة) و (حديقة البحيرة) و (الحديقة الرسمية) و (حديقة العائلة) التي تقع بين شارع الكورنيش الغربي وشارع النصر، وتعد من أجمل حدائق أبوظبي المفتوحة، حيث تتوسطها نوافير المياه وتحيط بها الأشجار والمناظر الطبيعية الساحرة.
حديقة العاصمة

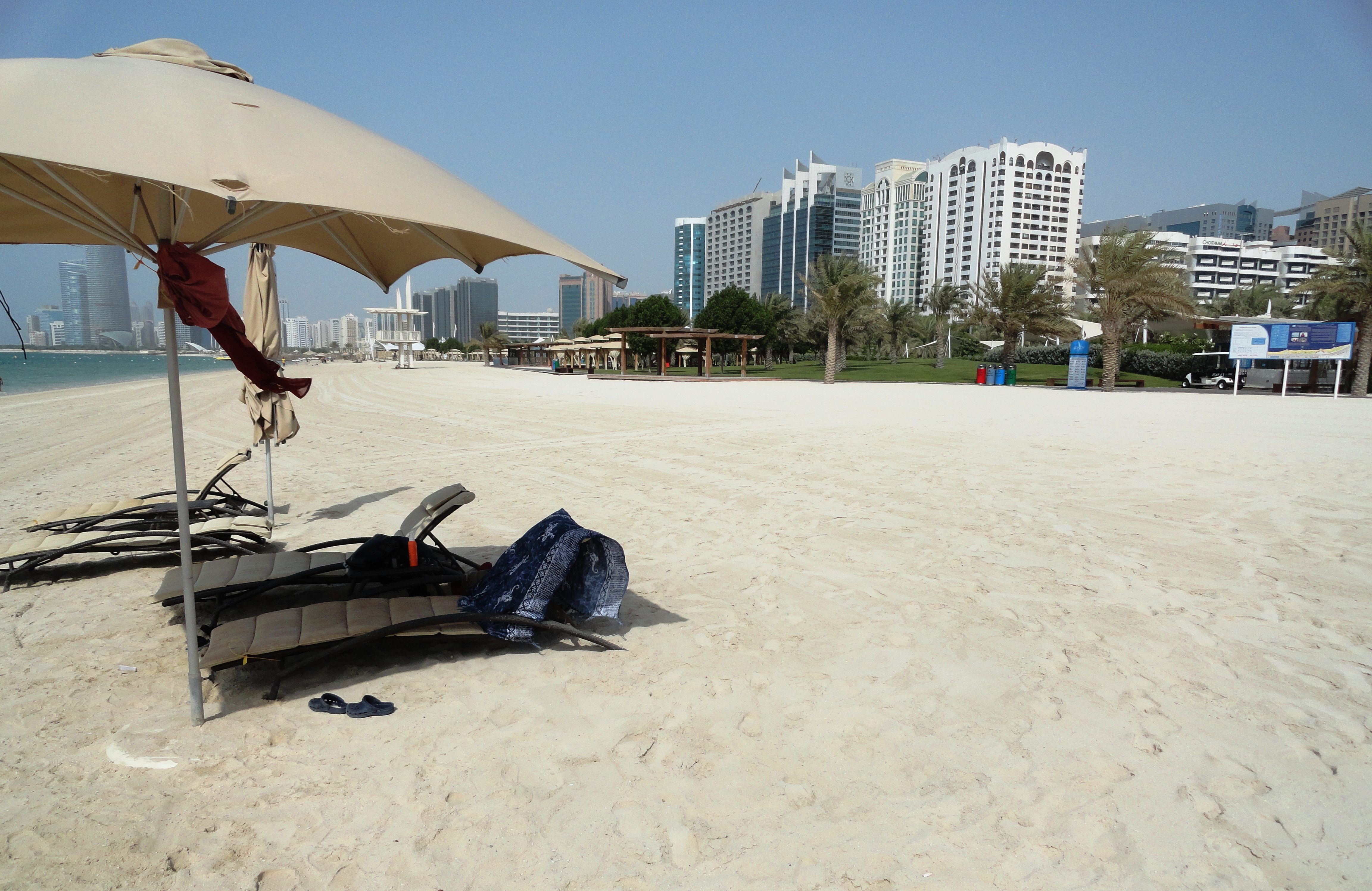
الشاطئ العام على كورنيش أبوظبي

تقع الحديقة في شارع خليفة بن زايد الأول في منطقة الدانة وتعتبر إحدى أقدم الحدائق العامة، إذ فتحت أبوابها عام 1976، كما قامت بلدية إمارة أبوظبي في السنوات الماضية بأعمال تطوير للحديقة، شملت توسيع المساحات الخضراء فيها وبناء ملعبين لممارسة الأنشطة الرياضية المختلفة ومنطقة خاصة للعب الأطفال مستوفية كل شروط السلامة، بالإضافة إلى تشييد عدد من النوافير المائية كنافورة الصخرة داخل الحديقة.
تصاميم حديقة العاصمة مستوحاة من ثقافة التراث الإماراتي، حيث صمم المدخل الرئيسي على شكل دلتين وفنجان قهوة عربية، كما تضم الحديقة أيضاً مجموعة من المقاهي ومطاعم الوجبات السريعة وغيرها من المرافق التي تلبي احتياجات زوراها على مدار الساعة.
حديقة الخالدية
وهي من الحدائق المفضلة للعائلات والأفراد، والمتنفس الأكثر إقبالاً من سكان الإمارة نظراً لاحتوائها على أماكن استرخاء في أحضان الطبيعة الخضراء، تقع في منطقة حيوية بالقرب من كورنيش أبوظبي ومنطقة شاطئ البطين. تأسست عام 1974، تضم الحديقة ممشى ممهد للمشي والجولات ومساراً للجري ومنطقة لعب للأطفال وملعب لكرة القدم وبإمكان الزوار استئجار الدراجات الهوائية والقيام بجولة ممتعة.
حديقة التراث
وهي واحدة من أجمل حدائق أبوظبي العامة، أقيمت على مساحة واسعة خلف فندق شيراتون أبوظبي، تجمع الحديقة بين جمال الطبيعة وعبق التاريخ؛ إذ تضم برج المراقبة الذي يتميز بإطلالة خلابة على كورنيش أبوظبي، حيث تم تصميمه بطابع تاريخي قديم يعبر عن تراث الإمارات، بالإضافة إلى نافورة الشلال التي تتساوى مع برج المراقبة بالارتفاع، وتلتف حولها العديد من المقاعد الخشبية التي تتيح للأفراد الاستمتاع بمنظر المياه المتساقطة وغيرها من النوافير المشيدة بقاعدة حجرية متدرجة بتصميم تراثي مميز.

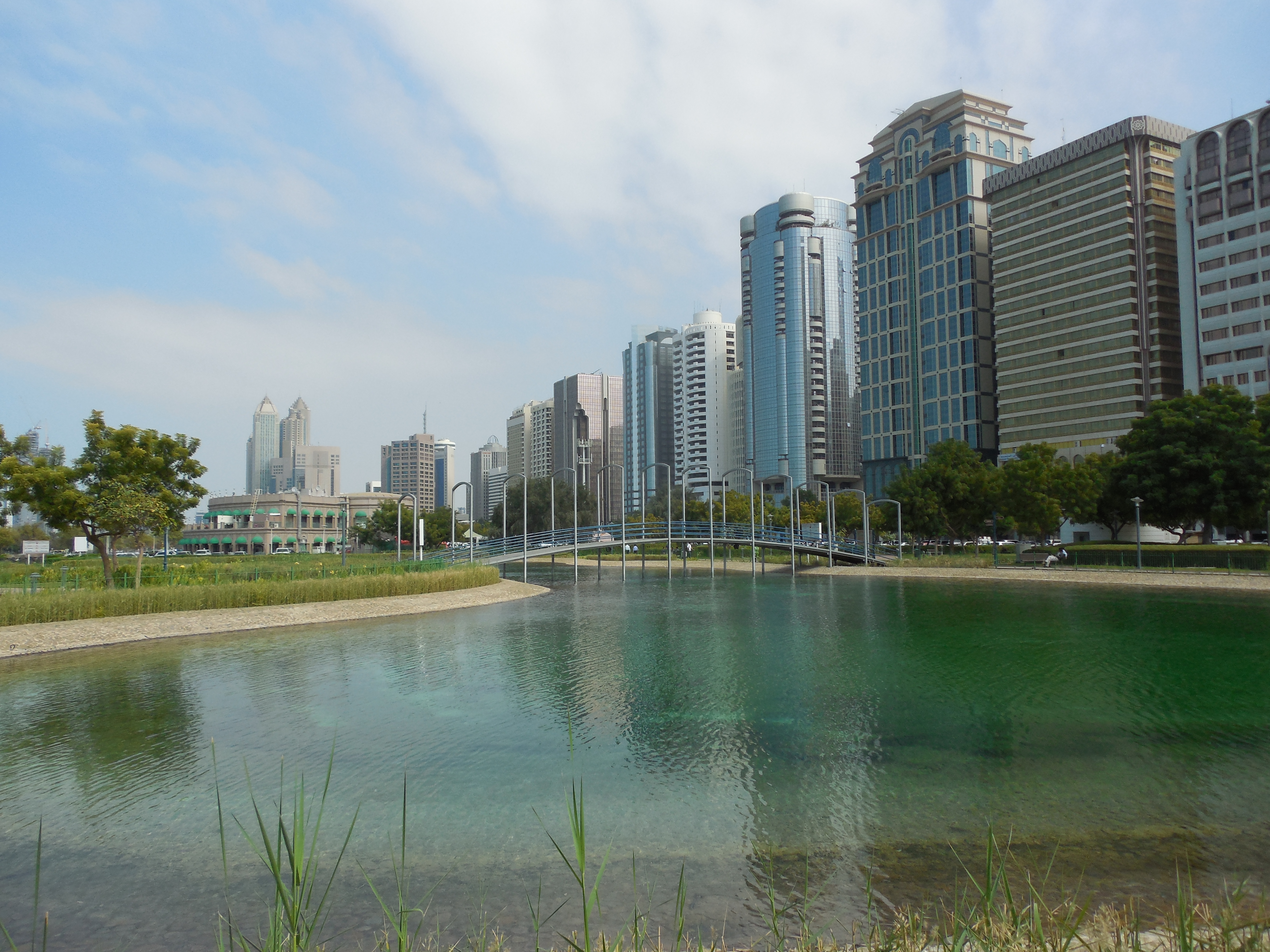
حديقة البحيرة

تضم حديقة التراث مجموعة من الألعاب الترفيهية المناسبة لجميع الأعمار، حيث أقيمت على أرضية رملية لحماية الأطفال، ويقابل ساحات لعب الأطفال جبل صخري محاط بالأعشاب والزهور مع مقاعد صخرية بداخله، إذ يوحي بالمغارات الجبلية الطبيعية. توفر الحديقة أيضا مجموعة كبيرة من المقاعد الخشبية، بالإضافة إلى أماكن مخصصة للشواء ومواقف للسيارات.
حديقة دلما
تبلغ مساحة الحديقة 21,035 متر مربع، ومنذ أن افتتحت أبوابها برزت كواحدة من أكثر الوجهات الترفيهية العائلية في أبوظبي استقطاباً للزوار، تعتبر النوافير المائية من أكثر ما يميز حديقة دلما، حيث يحظى الزوار بفرصة الاسترخاء أثناء سماع صوت خرير مياهها، علاوةً على ذلك، تم وضع مجموعة كبيرة من مقاعد الجلوس بالقرب منها ومظلات للوقاية من أشعة الشمس.
تحتضن الحديقة مجموعة متنوعة من المطاعم والمقاهي، إضافةً إلى مناطق مصممة خصيصاً لألعاب الأطفال وملاعب للفئات العمرية الأكبر مجهزة بأحدث المعدات الرياضية، فضلاً عن وجود مضمار مطاطي للمشي والجري حيث تم تغطية المضمار بمادة مطاطية للحد من الإصابات والصدمات، بالإضافة إلى أنها تعطي إحساساً بالمرونة أثناء ممارسة رياضة المشي أو الجري عليها، كما تضم الحديقة مصلى للرجال وآخر للسيدات ومواقف سيارات مجانية.
حديقة ريم سنترال
تقع هذه الحديقة في جزيرة الريم، وتمتد على مساحة قدرها مليون قدم مربع، وتعتبر حديقة شاطئية وإحدى روائع العاصمة، إذ تجتمع عناصر التسلية والمتعة في هذه الوجهة الترفيهية. وتعتبر حديقة الريم وجهة لمحبي الفن حيث مجموعة متنوعة من الأعمال الفنية، اشترك في إنجازها مجموعة من الفنانين المحليين. أضافت هذه الأعمال الفنية رونقاً ساحراً للحديقة، مما جعلها تتميز عن باقي حدائق ابوظبي، حيث تتواجد الأعمال الفنية على الجدران وتعكس طابع الحديقة حيث تضم بعض اللوحات أنماط فنية متكررة مستوحاة من حركات التزلج.
تضم الحديقة مناطق مخصصة للجلوس مطلة على الممشى، ومقاعد وطاولات مظللة. كما تضم حديقة الريم في ابوظبي مسجداً يتسع لحوالي 2000 مصلٍ، ومنطقة لعب الأطفال ومرافق رياضية وممشى وحديقة التزلج وجدار للتسلق وشاطئ عام والمرافق المائية، يجدر بالذكر أن ممشى جزيرة الريم محاط بالمساحات الخضراء والأشجار، ما يتيح للرياضيين المشي وسط أجواء خلابة. كما تتواجد طاولات ومقاعد لتناول الطعام، سواء من عربات طعام الريم سنترال بارك أو من مطاعم جزيرة الريم الأخرى. لأجواء ساحرة وأشبه بالقصص الخيالية، ينصح بزيارة الحديقة بعد غروب الشمس، حيث تعقد عروض ليزر ساحرة عند منطقة النافورة.
حديقة الدولفين
تشكل حديقة الدولفين خياراً ترفيهياً جاذباً للسكان والزوار، لاحتوائها على العديد من المرافق والخدمات التي توفر لمرتادي الحديقة الراحة والاستمتاع بالبيئة الصحية والجمالية حيث تضم 10 مناطق للشواء، بالإضافة إلى ملعب مظلل للأطفال، وكذلك ملعب متعدد الأغراض لكرة القدم وكرة السلة. وحديقة الدولفين من الحدائق المفتوحة على شارع الشيخ زايد بن سلطان، وتقع بنهاية الكورنيش الشرقي (كورنيش القرم)، وتعد من الحدائق القديمة في جزيرة أبوظبي، إذ أنشئت قبل 30 عاماً، وتتميز بمرافق خدمية متكاملة، وتطل على الواجهة البحرية ومحمية القرم، بالإضافة إلى احتوائها على نوافير عدة، وكذلك النافورة الرئيسة بمدخل الحديقة، التي تحتوي على مجسمات للدولفين، وهي سبب تسمية الحديقة بحديقة الدولفين.
منتزه الوثبة
أفتتح المنتزه عام 2002، ويعد وجهة رائعة لا بدّ من زيارتها، يحتوي على واحة من النخيل والأشجار والمساحات الخضراء المنتشرة على مساحة كبيرة، ويضم أنواعاً مختلفة من الزهور التي تضفي أجواءً مبهجة على الحديقة، إلى جانب مرافق عديدة حرصت بلدية أبوظبي على إضافتها تحقيقاً لمسيرة التنمية والبناء ضمن خطط التطوير في المنطقة، تضم الحديقة مجموعة منوعة من المرافق، بما فيها مناطق لعب متعددة ومكتبة ومصلى للرجال وآخر للسيدات، بالإضافة إلى كافتيريا ودورات مياه، وتوجد أماكن مخصصة للشواء.
حديقة الباهية
تمتد حديقة الباهية على مساحة 36 ألف متر مربع، وتضم العديد من أشجار النخيل والزينة، كما تضم مجموعة كبيرة من الشجيرات الصغيرة التي تزهر في كل موسم، وتضم الحديقة ما مجموعه 9 مظلات لزيادة الخصوصية للعائلات، بالإضافة إلى مناطق اللعب المخصصة للأطفال، تتميز حديقة الباهية عن غيرها من الحدائق في الإمارة بضمها لبرواز الشهامة ومكتبة الباهية العريقة.
تقام العديد من الفعاليات في حديقة الباهية بالتعاون مع أبرز الشخصيات والجمعيات، إذ تم مؤخراً استضافة فعالية “مكتباتنا – تراث بلادي” التي تعد جزءاً من المهرجان الاحتفالي الكبير “صيف الشهامة غير” من تنظيم بلدية أبوظبي بهدف إسعاد المجتمع والاستثمار الفعال والهادف في عطلة الصيف.
منتزه خليفة
يقع منتزه خليفة الذي تم افتتاحه عام 2007 في منطقة المطار القديم في شارع الشيخ زايد بن سلطان، بالقرب من مجمع السفارات، ويعتبر معلماً ترفيهياً وثقافياً بارزاً في أبوظبي، فهو من أشهر حدائق أبوظبي العامة الواقعة في مجمع خليفة، كما ويعد وجهة مناسبة لعشاق الأماكن السياحية والترفيهية والثقافية. يضم المنتزه 23 نافورة مضيئة منتشرة على المساحات الخضراء الواسعة، بالإضافة إلى مناطق مخصصة للشواء، بالإضافة إلى وجود أماكن اللعب المخصصة للأطفال، وعدد من الأماكن الترفيهية كنقاط تأجير الدراجات الهوائية والقطار المميز الذي يأخذ الزوار في جولة حول مرافق المنتزه، بالإضافة إلى حديقة المرجان المائية التي توفر للأطفال حتى عمر 12 عاماً بيئة آمنة للعب والترفيه. كما يضم المنتزه المتحف البحري الذي يروي تاريخ أبوظبي التي تعود حضارتها إلى خمسة آلاف عام، حيث يتضمن أدوات خاصة بالنشاطات البحرية، سواء لصيد الأسماك أو لاستخراج اللؤلؤ.

## أشهر المطاعم
تحتوي أبوظبي على العديد من المطاعم العالمية التي تقدم أشهى الأطباق على أيدي طباخيين محترفين، فيما يلي قائمة بأفضل المطاعم في أبوظبي لعام 2019 بحسب ما أوردته مجلة (timeout abudhabi) المتخصصة بأخبار السياحة والضيافة:
- أفضل مطعم في العام: مطعم زوما، جزيرة المارية
- أفضل مطعم لأطباق الأمريكتين: مطعم كويا، الغاليريا مول، جزيرة المارية
- أفضل مطعم آسيوي: مطعم بوذا بار بيتش، فندق ومنتجع سانت ريجيس في جزيرة السعديات
- أفضل مطعم صيني: مطعم Dai Pai Dong ، جزيرة المارية
- أفضل مطعم أوروبي: مطعم لو بيتيت ميزون ، غاليريا مول في جزيرة المارية
- أفضل هندي: مطعم ناماك باي كونال كابور، فندق دوسيت ثاني أبوظبي
- أفضل مطعم إيطالي: مطعم سيركو في إنتركونتيننتال أبوظبي
- أفضل مطعم ياباني: مطعم زوما في جزيرة المارية
- أفضل مطعم شرق أوسطي: مطعم بيبلوس سور مير ، فندق إنتركونتيننتال أبوظبي
- أفضل شاي بعد الظهر: منصة المراقبة 300، فندق جميرا في أبراج الاتحاد
- أفضل طعام في البار: مطعم هاميلتونز جاستروبوب في منتجع وفيلات السعديات روتانا أبوظبي
- أفضل إفطار: مطعم تاشاس، المرسى
- أفضل ميزانية: مطعم بورو بلانكو، شارع زايد الأول، الخالدية
- أفضل مقهى: كافيه 302، فندق المها أرجان من روتانا
- أفضل غداء فاخر: مطعم زوما، جزيرة المارية
- أفضل وجبة برانش عالمي: مطعم نهام ، فندق جميرا في أبراج الاتحاد
- أفضل مطعم خارجي: مطعم ماري ماري ، منتجع جميرا في جزيرة السعديات
- أفضل طعام للحانات: PJ O’Reilly’s، فندق لي رويال مريديان.
- أفضل مطعم رومانسي: مطعم سونتايا ، فندق ومنتجع سانت ريجيس جزيرة السعديات
- أفضل مطعم للمأكولات البحرية: مطعم فينز، فندق شاطئ روتانا
- أفضل ستيك هاوس: مطعم Oak Room، فندق The Abu Dhabi EDITION
- أفضل مطعم جديد: مطعم ماركو نيويورك الإيطالي، فندق فيرمونت باب البحر

## الفعاليات السنوية

### المعارض
يُعدّ مركز أبوظبي الوطني للمعارض والمؤتمرات الحائز على عدة جوائز أكبر مركز معارض في الشرق الأوسط، افتتح المركز عام 2007 ويبعد 15 دقيقة فقط عن مطار أبوظبي الدولي. تبلغ مساحة المعرض 73 ألف متر مربع مُقسّمة إلى أكثر من 12 قاعة حديثة مجهزة بأحدث وسائل الاتصالات، يُعدّ مركز أبوظبي الدولي للمؤتمرات أكبر قاعة عرض داخلية في الإمارة، إذ تبلغ مساحته 8000 متر مربع.كما يعتبر أكبر وجهة في الإمارات العربية المتحدة تضمّ مقاعد قابلة للسحب بحيث تستوعب حوالى 6000 ضيف جالس و8000 ضيف واقف.

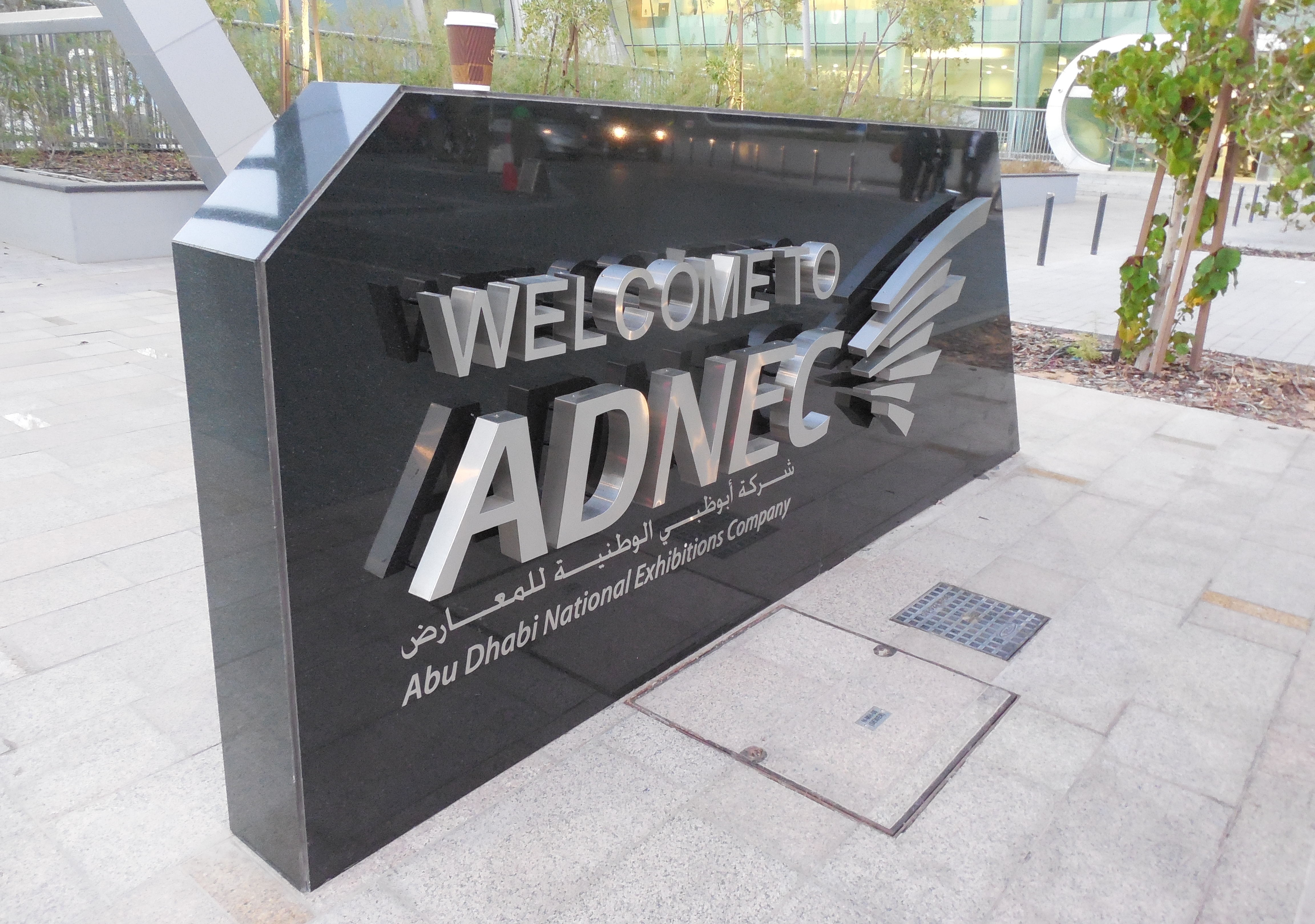
مدخل مركز أبوظبي للمعارض

ويوفر مركز أبوظبي الوطني للمعارض مجموعة كبيرة من المطاعم والمقاهي والمتاجر والفنادق ومرافق الأعمال فضلاً عن مزوّدي خدمات في الموقع ويحتضن مجموعة ضخمة من الفعاليات والمسابقات العالمية، كما ويشتهر بناطحة السحاب المائلة التي تحمل اسم كابيتال جيت، وهي من أجمل الايقونات المعمارية في مدينة أبوظبي.
يقام في المعرض سنويا العديد من الفعاليات منها:
- القمة العالمية لطاقة المستقبل (5 أبريل – 3 أبريل)
- معرض أبوظبي الدولي للكتاب (23 مايو – 30 مايو)
- معرض أبوظبي الدولي للصيد والفروسية (27 سبتمبر – 3 أكتوبر)
- معرض أبوظبي الدولي للقوارب (13 أكتوبر – 16 أكتوبر)
- معرض ومؤتمر أبوظبي الدولي للبترول- أديبك (نوفمبر).

يقع بالقرب من مركز أبوظبي للمعارض عدة فنادق فخمة منها فندق ألوفت، فندق بريمير ان، فندق روتانا أبوظبي، فندق سنترو أبوظبي.

### المهرجانات
- مهرجان أبوظبي للمأكولات: يقدم المهرجان فعاليات مذهلة وأفضل نكهات العالم التي يحضرها أشهر الطهاة في المنطقة، ويشارك في المهرجان أكثر من 100 مطعم في ما يزيد عن 5 فعاليات متخصصة. يسلط المهرجان الضوء على ما تقدمه مدينة أبوظبي من خيارات متنوعة في مجال المأكولات، ويتم من خلاله الكشف عن مجموعة من المطاعم الجديدة التي يعنى بها عشاق المأكولات.[79]
- مهرجان الشيخ زايد التراثي: هو مهرجان ثقافي ترفيهي عالمي يحتفي بالقيم النبيلة الأصيلة للمجتمع الإماراتي ويحظى بمشاركة دولية واسعة تعزز الجهود لنشر رسالة الإمارات الإنسانية للعالم. ويتضمن فعاليات وعروض جماهيرية تناسب كافة أفراد العائلة وتتيح الفرصة للتبادل الثقافي والحضاري وسط أجواء عائلية ترفيهية وتعليمية.[80]
- مهرجان أبوظبي للعلوم: يقدم المهرجان العديد من الأنشطة وورش العمل والعروض الحية التي تختص بالعلوم والتكنولوجيا والهندسة والرياضيات والفنون.[81]
- مهرجان الحصن السنوي: يتضمن برنامج مهرجان الحصن مجموعة فريدة  من الفعاليات الثقافية والعروض والفنية والموسيقية والسينمائية ومنصّات تحتفي بتراث وثقافة أبوظبي، يُمثل مهرجان الحصن عنصراً أساسياً في الأجندة الثقافية لدولة الإمارات، حيث يحتفي بتراثها وحرفها اليدوية ويعرضها إلى جانب الأنشطة الفنية المعاصرة.[82]
- مهرجان أم الإمارات: مهرجان سنوي يقام على امتداد كورنيش أبوظبي بباقة واسعة من العروض والأنشطة الترفيهية للعائلات والأطفال وتجارب فنون الطهي والحفلات الموسيقية.[83]
- مهرجان الظفرة للأبل: مهرجان سنوي يسلط الضوء على دور الإبل في ثقافة وتراث دولة الإمارات العربية المتحدة ودول مجلس التعاون الخليجي، وذلك من خلال طرحه لمسابقة «مزاينة الظفرة»، بالإضافة إلى العديد من الفعاليات المصاحبة، مثل: مزادات الإبل والسوق الشعبي ومسابقة التمور والتصوير الفوتوغرافي والفنون الشعبية، ومسابقات الصقور والسلوقي والخيول، وبرامج متنوعة للزوار وأنشطة تراثية أخرى.[84]
- مهرجان ليوا الدولي: مهرجان سنوي ينظمه نادي ليوا الرياضي بالتعاون مع دائرة الثقافة والسياحة في أبوظبي ويضم مجموعة متنوعة من الرياضات والأنشطة مثل مسابقات السيارات، وسباقات الدراجات على الرمال، وسباقات UTV، ، وعروض السيارات المثيرة على تل مرعب، وسباقات الخيل والهجن والصقور.[85]
- بطولة أبوظبي للجولف.
- بطولة أبوظبي للشطرنج.

## الاستدامة السياحية
أطلقت دائرة الثقافة والسياحة - أبوظبي ثلاث مبادرات للاستدامة السياحيةُ وتمكين الشركاء من تطبيق الممارسات المستدامة وهي: الأدلة الإرشادية للاستدامة السياحية ونظام قياس الانبعاثات الكربونية الخاص بالفنادق ومشروع التدقيق على استهلاك الطاقة بالفنادق في أبوظبي.

## نشاطات
هناك العديد من الأنشطة التي يمكن السياح القيام بها في المدينة منها:
التجديف بقوارب الكاياك
توفر مجموعة من الشركات رحلات على متن قارب الكاياك في أبوظبي، مما يتيح للمسافرين والمقيمين استكشاف عاصمة الإمارات العربية المتحدة بطريقةٍ جديدة ومشوقة، أهم الأماكن لممارسة هذه الرياضة هي : منتزه القرم، جزيرة السعديات، كورنيش أبوظبي، جزيرة صير بني ياس.
منارة الرؤية في أبراج الاتحاد
يقع مقهى منارة الرؤية من 300 في البرج الثاني من أبراج الاتحاد في الطابق 74، ويعدّ أعلى نقطة في أبوظبي، إذ يمكن للزوار أن يستمتعوا بإطلالة بانورامية على أفق المدينة والكورنيش والخليج العربي وذلك على ارتفاع 300 متر. يشتهر المقهى بوجبة شاي بعد الظهر الفاخرة، إذ يقدّم لضيوفه أشهى خلطات الشاي والقهوة المطحونة الطازجة فضلاً عن تشكيلة من الحلويات اللذيذة والأطعمة المالحة.
رحلات السفاري في الصحراء
تمكن هذه الرحلات السياح من الاستمتاع بمناظر الصحراء الطبيعية بالإمارات العربية المتحدة والاندماج في الحياة الإماراتية الفريدة وما تتمتع به الإمارات من ثقافة ثرية. وتقدم معظم رحلات السفاري إمكانية قيادة سيارة دفع رباعي أو ركوب جمل والاستمتاع بالمناظر المذهلة. يمكنك كذلك الاستمتاع بقضاء ليلة ساحرة وسط الصحراء وتحت السماء الصافية المليئة بالنجوم المتلألئة.
مركز الحرف اليدوية النسائية
يعدّ مركز الحرف اليدوية النسائية في المشرف مبادرة إبداعية وتُعنى بعرض الفنون والحرف المحلية، حيث يتيح هذا المتحف الصغير للزوّار فرصة التعرّف عن قرب إلى الأعمال اليدوية للفنّانات المحلّيات. كما يضمّ متجراً صغيراً لبيع المنتجات. أمّا المباني الدائرية الشكل القريبة من المتحف فهي مشاغل تعرض فيها الفنّانات أعمالهنّ المتميّزة من الزيوت العربيّة والتذكارات اليدوية الصنع والبخّور والملابس المحليّة، والقطع المطرّزة بالخيوط الفضية والنسيج.
عين مارينا
تعتبر عجلة عين المارينا الضخمة معلما ملفتا للأنظار تقع قريبا من مارينا مول الذي يعدّ أحد مراكز التسوق المفضلة في العاصمة، تتألف عجلة عين المارينا الدوارة من 42 مقصورة، فضلاً عن عدد من المقصورات الفاخرة لكبار الشخصيات ، توفر عين المارينا منظوراً جديداً رائعاً لأبوظبي، إذ تمنح الزوار مناظر لا تضاهى على المدينة والكورنيش.
جولات بالقارب مع عشاء
تقدم العديد من الشركات السياحية رحلات ترفيهية بالقارب للافراد والمجموعات، تجوب هذه الرحلات في كورنيش أبوظبي وفي جزيرة ياس وفي عدة أماكن، وتقدم عشاء مع بوفيه مفتوح يشتمل على أشهى الأطباق العالمية، بالإضافة إلى العديد من المشروبات الباردة والساخنة ضمن أجواء موسيقية هادئة.
جولات بالطائرة المائية
تصلح هذه الجولة للإستمتاع بالمناظر الطبيعية واكتشاف جزر مدينة أبوظبي على متن طائرات مائية. تبدأ الجولة على متن طائرة سيسنا 208 البرمائية التي تتّسع لـ 9 ركاب وتستغرق 30 دقيقة، حيث يتسنى للركاب مشاهدة المناظر الخلابة، كما تقلع وتهبط الطائرة على مياه مرسى ياس. يستمتع الركاب خلال الرحلة بالمناظر البانورامية لقصر الإمارات وعالم فيراري أبوظبي وحلبة مرسى ياس وجسر الشيخ زايد وميناء زايد وجزيرة السعديات والكورنيش، كما توفر الرحلة للسياح فرصة التقاط صور رائعة للمياه الفيروزية وغابات القرم التي تنتشر على طول الشاطئ.
جولات بالمنطاد
التخييم في مخيم ديزرت روز البدوي الصحراوي
رحلات القوارب الصفراء فائقة السرعة